# Liste der Gerechten unter den Völkern aus den Niederlanden

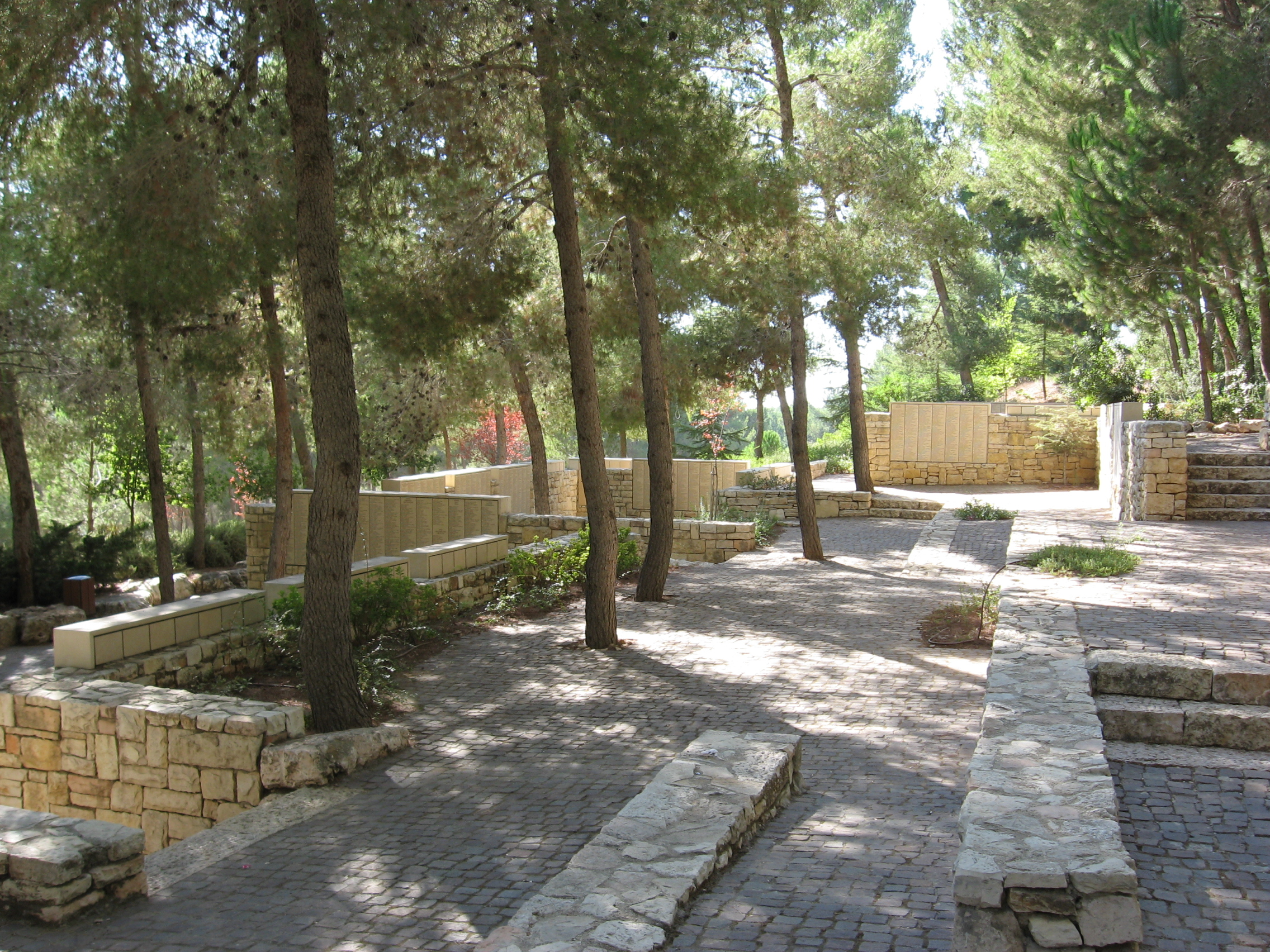
Yed Vashem – Der Garten der „Gerechten unter den Völkern“

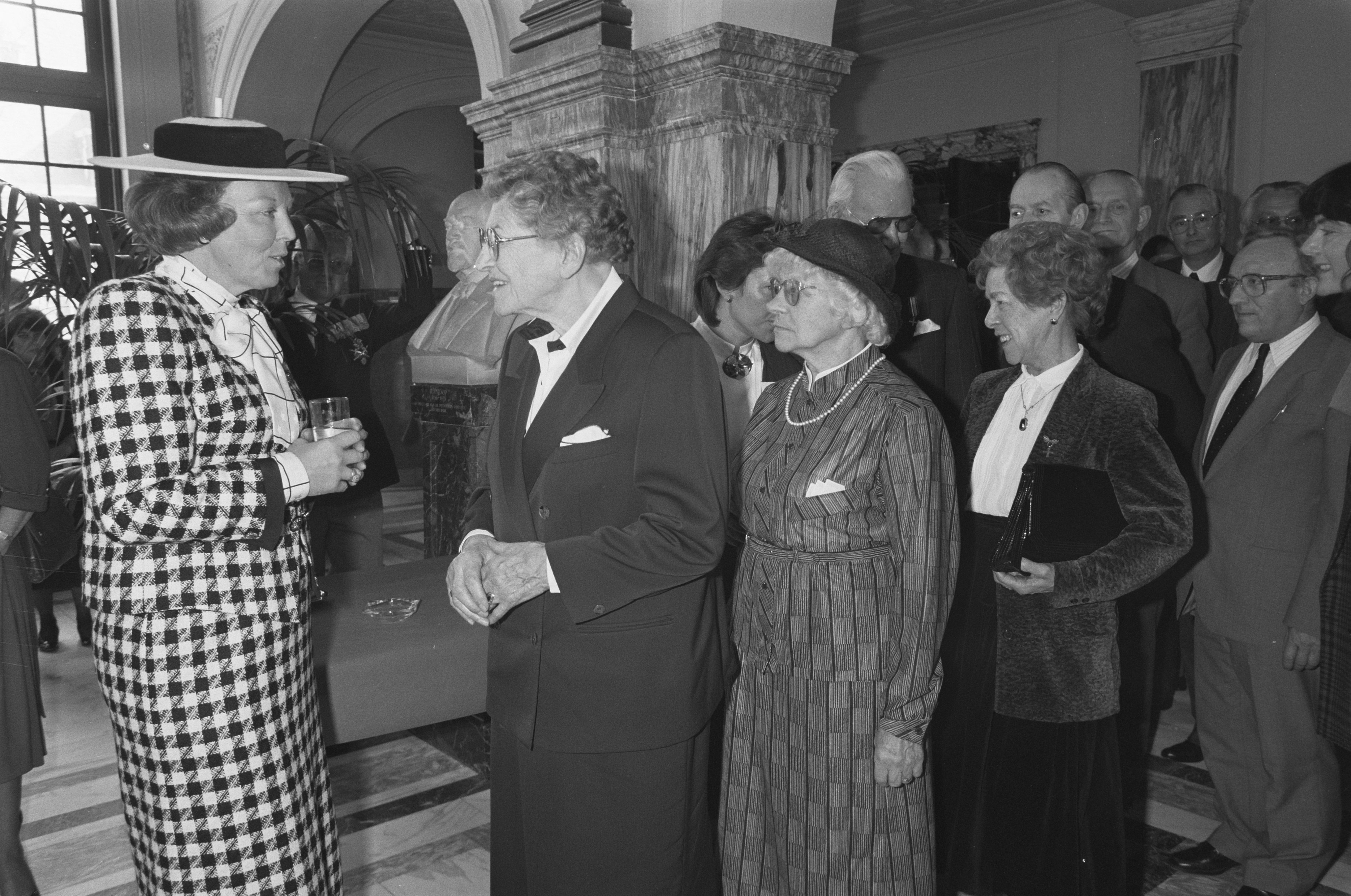
Königin Beatrix (links) bei einer Verleihungszeremonie für niederländische Gerechte unter den Völkern, 1988

Die Liste der Gerechten unter den Völkern aus den Niederlanden führt in alphabetischer Reihenfolge diejenigen Niederländer auf, die von der Gedenkstätte Yad Vashem mit dem Titel Gerechter unter den Völkern geehrt wurden. 

## Hintergrund
Dieser Titel wird an nichtjüdische Einzelpersonen verliehen, die unter nationalsozialistischer Herrschaft während des Zweiten Weltkriegs ihr Leben einsetzten, um Juden vor der Ermordung zu retten. 
5982 Niederländer und Niederländerinnen haben bis zum 1. Januar 2022 den Titel Gerechter unter den Völkern verliehen bekommen.

## Liste
Die Liste ist alphabetisch nach Nachnamen geordnet. Hinter dem Namen ist jeweils das Geburtsdatum, das Sterbedatum, der Ort der Rettung, der Grund der Ehrung und das Jahr der Ehrung angegeben.

### A
| Name            | Geboren | Gestorben | Ort der Rettung | Grund der Ehrung | Jahr |
| --------------- | ------- | --------- | --------------- | ---------------- | ---- |
| Anna van der Aa |         |           |                 |                  | 1974 |

- Albert van Aalderen und Jantje van Aalderen, 1985
- Jacobus Aalders und Maria Aalders, 1997
- Victor van Aar und Theodora van Aar, 1996
- Attje Aardema, 1985
- Sjoeke Aardema und ihre Kinder Meindert und Jacob, 1993
- Hendrik Jan Abbink und Grada Johanna Abbink, 2012
- Johannes Abbink, 2002
- Margaretha Alwine van den Abeele, 2016
- Gerardus A. Aben und Maria G. Aben, 1984
- Johanna Abraham-Bakker, 2005
- Petronella Adam, 2003
- Herr und Frau Adema, 1980
- Wytze Adema und Willemke Adema, 1993
- Bastiaan Jan Ader und Johanna Adriana Ader-Appels, 1967
- Guillaume Aerts und Maria Aerts, 2005
- Sietze Akkerman und Gatske Akkerman, 1993
- Lieuwe E. van Albada und Dorothea A. van Albada, 1989
- Dirk Alberts und Marrigje Alberts, 1996
- Gerrit W. Alberts, Johanna C. Alberts und ihre Kinder Gerritje, Wilhelmina, Albert und Cornelis, 1991
- Henricus Johannes Wilhelmus Aldenzee, 1979
- Johannes Hendrik Alderse Baas, 1978
- Hermanus Alers, 2015
- Trinie Alewijk van-Roffel, 1994
- Harke Alkema, Alberta C.M. Alkema, 1979
- Johannes Alles und Wilhelmina Alles, 1973
- Johannes Alta, 1985
- Eduard Althoff und Germaine Althoff, 2011
- IJsbrand Althuis und Saakje Althuis, 2014
- Jan N. Althuis und Anna Althuis, 1973
- Cornelis G. van Amerongen und Theresia van Amerongen, 1993
- Robert van Amerongen, 1990
- Johannes P.H. Amsen, 1985
- Gerard A.P.F. Amsingh und Johanna M. Amsingh, 1983
- Adrianus Andriessen und Elisabeth Andriessen, 2001
- Mari Andriessen und Nettie Andriessen, 1986
- Gerard van Angelen, 1983
- Johanna M. Anneeze, 1971
- Evert Annen und Annigje Annen, 1983
- Johannes H. Apol und Aaltje Apol, 1996
- Dirk Appels und seine Tochter Nelly Margot, 1977
- Marten Apperloo und Frederika Apperloo, 2004
- Gerardus H. van Appeveen, 1979
- Johannes P. Arens und Anna K. Arens, 1992
- Cornelius Ariens Kappers, 2017
- Cornelis Ariens und Margaretha Ariens, 2001
- Marinus J. Arntzen, Dina L. Arntzen und ihre Kinder Jacob, Marinus und Diny, 1983
- Willem Arondeus, 1986
- Alphonse Lucius Aronds und Hilligje Aronds, 2013
- Piet Arts, 1977
- Richard Arts und Nella Arts, 2000
- Wilhelmus Arts und Elizabeth M. Arts, 1996
- Adrianus van As und Bertha N. van As, 1991
- Wilhelmine Asbeek-Brusse, 1986
- Cees van Asma und Marie van Asma, 1983
- Albert J. van Ass und Helena van Ass, 1990
- Nel Asscher-van den Akker, 1964
- Johannes Jacobus M.H.M. Asselberghs und Ludovica Maria J. Asselberghs, 1992
- Hendrik van Asselt und Martha Willemina J. van Asselt, 2013
- Derk van Assen, 1989
- Jan Berend Assendorp, 1982
- Henri J.C. Assman und Janke Assman, 1984
- John M. Assman, Jantje Assman und ihre Kinder Tjietske und Ida, 1984
- Hermina van Asten, 1995
- Remmert Aten und Greet Aten, 1972
- Siek Attema, Hajedina Attema und ihre Kinder Cornelius, Hendrik und Johan, 1983
- Maarten van Atten und Trijntje van Atten, 1985

### B
| Name                | Geboren | Gestorben | Ort der Rettung | Grund der Ehrung | Jahr |
| ------------------- | ------- | --------- | --------------- | ---------------- | ---- |
| Gijsbertha Baaijens |         |           |                 |                  | 2010 |
| Johannes Baaijens   |         |           |                 |                  | 2010 |

- Willem Baalbergen, 1981

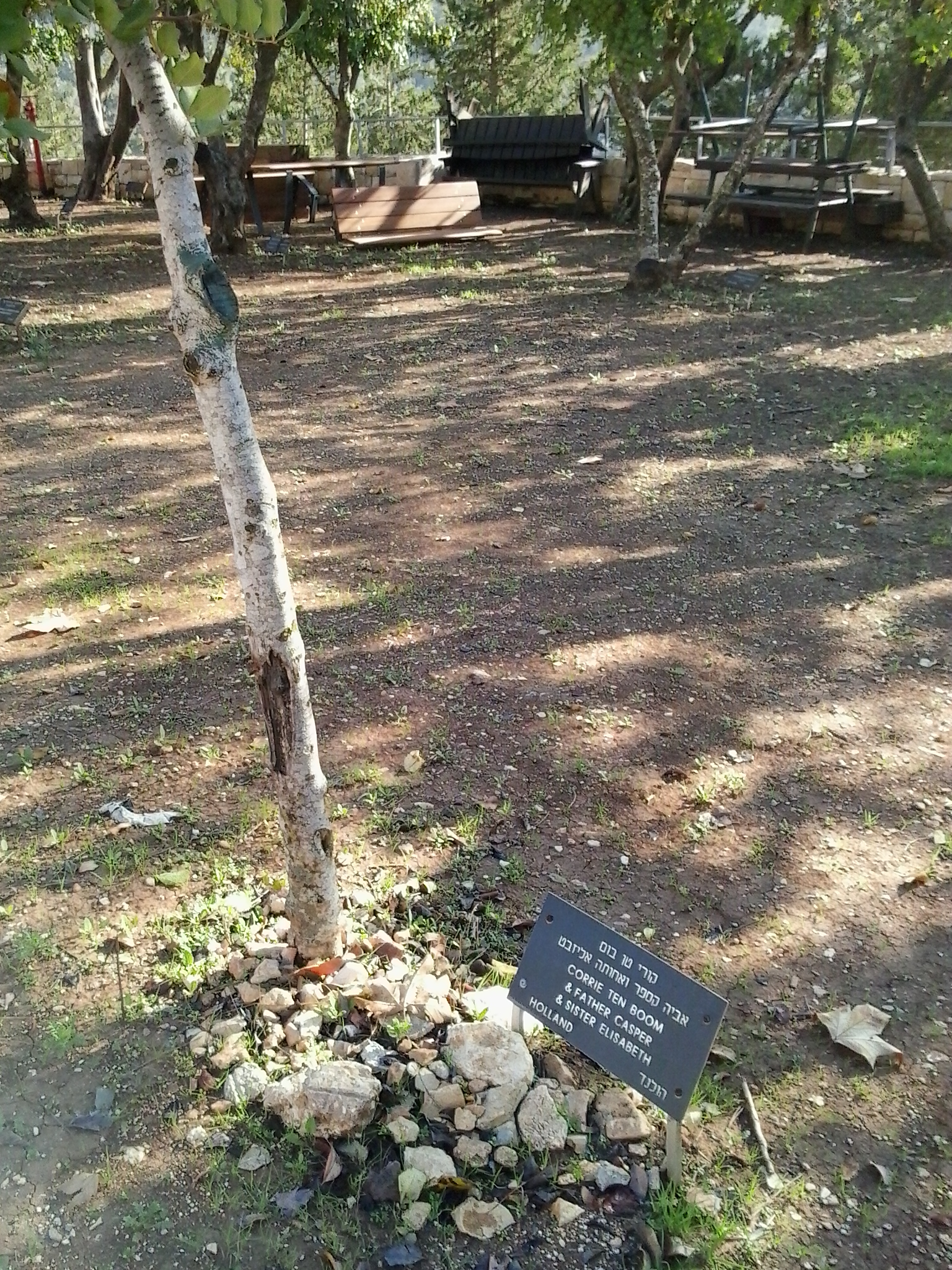
Baum für Corie ten Boom im Garten der Gerechten in der Gedenkstätte Yad Vashem

- Teunis Baan und Pieternella Baan, 2013
- Arent Baar und Hendrika Baar, 1986
- Johannes A. Baars und Johanna Baars, 1976
- Adriaan Hendrik Baartman und seine Tochter Johanna, 1978
- Willem Baas, 2000
- Alijda Bachrach-Jacobs, 1982
- Peter Bachus und Josephina Bachus, 2014
- Hubertus Backus und Louisa Backus, 1997
- Adrianus Bakels, Foekje Bakels und ihre Tochter Eelkje, 2005
- Tromp Bakker und Tannetje Bakker, 2005
- Age F. Bakker und Henny Bakker, 1993
- Berend Bakker und Jeltje Bakker, 1987
- Dionysius Bakker und Cornelia Bakker, 1964
- Dirk Bakker und Neeltje Bakker, 1979
- Eliken Bakker, 1981
- Engbert F. Bakker und Christina F. Bakker, 1984
- Ferdinand Bakker und Maartje Bakker, 2015
- Gerardus M. Bakker und Wilhelmina Bakker, 1982
- Hendrik Bakker und Johanna Bakker, 1984
- Jo Bakker und Anne Bakker, 1966
- Johannes Bakker und Engeltje Bakker, 1998
- Sjoerd Bakker, 1986
- Wilhelmina J. Bakker-Bies und ihre Kinder Catharina, Antonius, Johannes, Andreas, 1982
- Johanna Bakker-Tobias, 1997
- Jacob Balder und Grietje Balder, 1977
- Jacobus Balk und Maria Balk, 2016
- Friederick Carl Baller, 1974
- Johannes Baltes und Hendrika Catharina Maria Baltes, 2012
- Alice Alida Balvers, 1977
- Andreas Balvers, 2015
- Martinus Bandel und Johanna Bandel, 1974
- Joop Banens und Jenneke Banens, 1979
- Foppe Banga und Dirkje Banga, 1983
- Hester Baracs-van Lennep, 1981
- Gerardus B.J. de Barbanson und Elisabeth J.A. de Barbanson, 2011
- Arie Barendregt und Alberta Barendregt, 2016
- Johanna Maria Barends, 1978
- Pieter Barends und seine Mutter Johanna E. Barends, 1975
- Diederick Jan Barendse und Christina G. Barendse, 1970
- Cornelis Leendert Barentsen, 1986
- Therese Barkhuijsen und ihr Sohn Herbert, 1997
- Rudolf Barkhuysen und Rosina Barkhuysen, 1984
- Jurjen Baron und Jeltje Baron, 2010
- Wieger Baron und Minke Baron, 2016
- Elizabeth G. Bartels und ihre Mutter Johanna A. Bartels, 1981
- Leonardus Bartels und Maria Margaretha Bartels, 2011
- Jan Bartelsman und Marie Henriette Bartelsman, 1981
- Constantia Barzelay-Degenkamp, 1979
- Cornelie Bastiaans, ihr Ehemann und ihre Tochter Truus, 1999
- Corrie Bastiaans, 1996
- Hendrik Batelaan und Anna M.G. Batelaan, 1977
- Hanna Adriana Johanna Battefeld, 2011
- Senta Baudet-Goverts, 1990
- Edouard von Baumhauer und Jacoba von Baumhauer, 1999
- Leonard Bayle und Neeltje M. H. Bayle, 1994
- Wilhelmus van Bebber, Anna Maria van Bebber, ihr Sohn Jef und ihre Tochter Agnes, 1982
- Johan F. Beckman, 1985
- Bertha W. Beckman-Halkema, 1987
- Willem ter Beek und Johanna ter Beek, 1980
- Herman van den Beek, Maasje van den Beek und ihre Kinder Eibertje und Klaas, 1979
- Barend van Beek und Suzanne van Beek, 1969
- Gerrit van Beek, Annata van Beek und ihre Tochter Jannetje, 1979
- Hendrikus van Beek und Wilhelmina van Beek, 1999
- Marinus J. van Beek und Everdina van Beek, 1971
- Petrus J. Beeker und Maria P. Beeker, 2007
- Marijke Beekhuijzen-Lels, 1978
- Joannes Beelen und Catharina Beelen, 2017
- Gezinus Beens und Grietje Beens, 2008
- Pieter Johannes Beens, 2012
- Marcelis C. Beerling, 1979
- Hendrikus Beernink und Hendrika Beernink, 2000
- Annie Beesemer, 2009
- Peter Beijers und Gertrude Beijers, 1994
- Renze Beimers und Froukje Beimers, 1987
- Harmen Beintema und Sijke Beintema, 2016
- Ernest Bekaert und Ger Bekaert, 1991
- Jacobus van Bekhoven, Henriette van Bekhoven, ihre Söhne Johannes und Jacobus und ihre Töchter Cornelia und Clara, 1989
- Arie Bekker und Japij Bekker, 1995
- Wieger Beks und Sijbrig Beks, 2007
- Petrus P. Bellekom und Amalia Bellekom, 1979
- Theodoor W. Belterman und Christina Belterman, 1970
- Gijsbertus van Bemmelen, 1996
- Willem G. Bendeler und Anna W. J. Bendeler, 1979
- Johan Benders und Gerritdina Benders, 1997
- Minze Benedictus und Klaaske Benedictus, 1982
- Herman Benschop und Clara Benschop, 1974
- Gerhard Bent und Mina Bent, 1979
- Maria Bent-Meulman, 1974
- Johannes Berben und Theodora Berben, 1990
- Karel van Berckel, Eleonora van Berckel und ihre Tochter Charlotte, 1980
- Gijsbertus van den Bercken und Christina van den Bercken, 2010
- Cornelia Berclouw, 2005
- Marie R. R. Berg-Bossard und ihr Sohn Albert, 1982
- Adrianus van den Berg und Maria van den Berg, 2005
- Clazina Maria van den Berg, 2013
- Gerrit van den Berg und Jacoba van den Berg, 2003
- Hendrik van den Berg und Alida van den Berg, 1992
- Johannes van den Berg und Anna van den Berg, 1998
- Kunnette van den Berg, 1971
- Peter Johan E. van den Berg und Sara van den Berg, 2013
- Willem van den Berg und sein Sohn Christiaan, 2016
- Lily van den Berg-Driessen, 1981
- Theodorus H. van den Berg und Antje van den Berg, 1990
- Sjoerd Berg und Anne Berg, 1978
- Klaas Berga, 1988
- Cornelis Bergacker, Jannigje Bergacker und ihre Tochter Dora, 1998
- Marie ten Berge und Joseph ten Berge, 1989
- Abraham van den Berge und Elizabeth van den Berge, 2016
- Jeanne M. van den Bergh-van Teyn, 1983
- Petronella van der Bergh, 2004
- Leo A. van der Bergh und Cornelia van der Bergh, 1987
- Marinus Berghuis und Louise Berghuis, 1975
- Auke Bergsma, Germentina Bergsma und ihr Sohn Johannes, 1996
- Hilbrand Bergsma und Aaltje Bergsma, 2015
- Arie Bergwerff und Maria Hendrika Bergwerff, 1973
- Arnold Berkers und Cornelia W. Berkers, 2011
- Jacob Berkhout und Johanna Berkhout, 1990
- Arnoldus J. van Berkom und Adriana van Berkom, 1982
- Alexander M.G. Bernard, 1983
- Jacob G. Berverling und Wilhelmina Berverling, 1979
- Pietje Besse, 1976
- Sytske Bessem, 1967
- Arie van den Beukel und Hillie van den Beukel, 2007
- Reinier Beumer und Sietje Beumer, 2016
- Pieter Beun und Anna Cornelia Beun, 1978
- Jan van Beusekom und Jannetje van Beusekom, 1984
- Joop van den Beusekom und Christien van Beusekom, 1988
- Tieme Beuving und Alie Beuving, 1978
- Wim van Beveren, 1999
- Jan de Bie und Theodora C. de Bie, 1987
- Christa Bielle, 1980
- Martien Biemans, 1977
- Henri Bienfait und Bertha Bienfait, 1984
- Johannes Biereau, 2000
- Marinus Bierens und Jacomina Johanna Bierens, 2014
- Elizabeth Bijkersma, 2005
- Pieter C. Bijleveld, 1983
- Johannes Bijlsma und Johanna Bijlsma, 1973
- Theodorus Bijlsma und Vrouwtje Bijlsma, 1993
- Albertine Maria van de Bilt, 1980
- Hendrik J. Bindels und Josephina M. Bindels, 1986
- Aad Binkhorst und Bep Binkhorst, 1965
- Henk Binnendijk, 1990
- Marion Pritchard, 1981
- Barend Birkhoff und Wilhelmina Birkhoff, 2011
- Tom van Blaaderen und Anneke van Blaaderen, 2008
- Cornelia Blaauw, 1966
- Hendrik Blaauw und Grietje Blaauw, 1988
- Johannis Blacquiere und Jacoba Henriette Blacquiere, 2011
- Klaas Blanken und Alberta Blanken, 1983
- Benjamin Blankenstein und Maria Blankenstein, 2005
- Lodwijk Blankenzee und Willemke Blankenzee, 1999
- Willem Blankevoort und Leliana Blankevoort, 1984
- Jan Blanksma und Hillegien Blanksma, 1993
- Jakob de Blauw, Sietske de Blauw und ihr Sohn Jakob, 2000
- Johan Bleeker und Fokje Bleeker, 1981
- Willem Bleeker und Ali Bleeker, 2017
- Jan H. Bley, Jacoba Bley und ihr Sohn Dirk, 1983
- Dirk A. Blijleven und Maria J. Blijleven, 1980
- Hendrik Bloem und Lucia Bloem, 2014
- Derk Bloemendaal und Gerda Bloemendaal, 1980
- Evert Jan Bloemendaal und Jannetje Bloemendaal, 1984
- Gerrit Hendrik Bloemers, 2014
- Gerrit H. Blok und Anna P. Blok, 1977
- Jan Blok, 1979
- Jacob Blokhuis, Adriana J. Blokhuis und ihre Kinder Jacobus, Hendrik, Lambert und Weimpje, 1986
- Jan Blokker und Geertje Blokker, 1967
- Willy van der Blom, 1973
- Barend Blom und Joke Blom, 1993
- Henk Blom und Jacoba Blom, 1977
- Myndert Blom und Janny Blom, 1983
- Lizebertus Bochove und Annie Bochove, 1980
- Harmen Bockma und Sara Bockma, 1967
- Josefine Bockting, 2006
- Johannes G. Boegborn und Helena M. Boegborn, 1996
- Ruurd Boeijinga und Jacoba J. Boeijinga, 1985
- Barteld Boek und Geesje Boek, 1980
- Cornelis Boeke und Beatrice Boeke, 1992
- Kees Boeke und Mies Boeke, 1972
- Tine Boeke-Kramer, 1984
- Jacob B. van Boekel und Louise van Boekel, 1979
- Marijke J. Boele van Hensbroek-Reesink, 1981
- Herr und Frau Boelhouwer, 1973
- Johan Boeltjes und Johanna Boeltjes, 2003
- Hendrik Gerrit Boemcke und Hendrina Harmina Boemcke, 2016
- Petronella de Boer, 2004
- Ate de Boer und Geeske de Boer, 2007
- Dirk de Boer und Stijntje de Boer, 1984
- Ebbe de Boer und Grietje de Boer, 2008
- Folkert de Boer und Ettje de Boer, 2001
- Geert de Boer und Margaretha Hendrika de Boer, 2014
- Paulus de Boer und Joukje de Boer, 2012
- Riekelt de Boer und Jannetje de Boer, 2017
- Sietske de Boer, 1982
- Thijs de Boer und Hinke de Boer, 1989
- Tjeerd de Boer und Trijntje de Boer, 1983
- Willem de Boer und Antje de Boer, 1998
- Harmke de Boer-Baltjes, 1979
- Femmy Boer de-Boessenkool, 1990
- Anje Boer, 2009
- Pieter Boer und Jannetje Boer, 1983
- Johanna J.M. Boer-Koeman, 1982
- Sophia Boerma-Derksen, 1978
- Albert Boerman, 1996
- Gerrit Boermeester, Christina Boermeester und ihr Sohn Louis, 1977
- Cornelis Boers und Antoinette Boers, 1987
- Hermina Johanna Elisabeth Boers-Houtkoop, 2015
- Gerreke Boersma und Grietje Boersma, 1989
- Hendrik Boersma, Zwaantje Boersma und ihre Kinder Dirk und Jan, 1986
- Jan Boersma und Sjoerdje Boersma, 1971
- Rinse Boersma und Frederika Boersma, 1986
- Jacob Boerwinkel und Everdina Boerwinkel, 2009
- Baron Otto van Boetzelaer und Ursula van Boetzelaer, 1984
- Johanna van de Bogaard, 1999
- Antheunius Bogaard und sein Bruder Willem, 1974
- Johannes Bogaard, 1963
- Grietje Bogaards, 1987
- Albertus H. Bohlmeijer und Nancy Bohlmeijer, 1978
- Robert L. Boissevain, Helena Boissevain und ihre Kinder Robert, Maria, Helena, Willem und Charles, 1980
- Johan Bernard Bokel und Boukje Bokel, 1984
- Theo van Bokkem und Maartje van Bokkem, 1974
- Elisabeth Bol, 2005
- Daan van der Bol und Woutje van der Bol, 1985
- Theodorus D. Bol und Eva Maria Bol, 1968
- Julia Bolle, 1997
- Engel Bolwijn, Sieuwke Bolwijn und ihre Tochter Hillie, 1979
- Gerald Bom und Petronella J. Bom, 1981
- Godfried Bomans, 1986
- Cornelia Bomer und Johannes Bomer, 2005
- Tjebbe Bonekamp und Anna Bonekamp, 2015
- Johannes Bongaerts und Maria E.Bongaerts und ihre Kinder Johannes, Jozef, Elisa, Karel, Petronella, Ludovicus, Renier, Maria und Wilhelmus, 1984
- Antonius Pieter Bongers und Beatrix Bongers, 1989
- Wietske Bonnema-Balsters, 1979
- Mathilde A. Bonnist-Smith, 1984
- Dirk Bons und seine Söhne Antonie P. und Jacobus P., 1985
- Cornelis Bontekoe, 2009
- Teele Bontius und Hendrika Bontius, 1985
- Casper ten Boom und seine Tochter Elisabeth, 2007
- Corrie ten Boom, 1967
- Gerard Boomer und Corrie Boomer, 2007
- Aafke Adriana Boon, 1981
- Dirk Boon und Jacoba Boon, 1977
- Willem Boon und Petronella Boon, 1982
- Ems Boone de-Janssen, 1981
- Gerrit Boonstoppel, 1999
- Dirk Boonstra, 1988
- Jan Boonstra und Grietje Boonstra, 1986
- Roel Boonstra und Trijntje Boonstra, 1995
- Theunis Boonstra und Hiske Boonstra, 1986
- Lambertus Boot und Cornelia Boot, 2006
- Wolter Bootsma, Francisca Bootsma und ihr Sohn Harm, 1988
- Petronella A. Bootsma-de Boer, 1978
- Cornelis van de Bor und Trijntje van de Bor, 1982
- Teunis van de Bor und Lena G. van de Bor, 1984
- Hendrikus A. Borgardijn, 1983
- Jan Borgstein und Janna Borgstein, 1997
- Albert Bornebroek und Mina Bornebroek, 1995
- Petronella E. Born-Weernink, 1980
- Dirk Borst, Jennigje Borst und ihr Sohn Jacob, 1993
- Jan S. van den Bos und Petronella van den Bos, 1983
- Wieger van den Bos, 1981
- Goosen Siger Bos und Henny Sabella Elijzabeth Bos, 2015
- Hendrik Bos und Geesje Bos, 1983
- Hendrik Bos und Roelofje Bos, 2015
- Johannes Bos und Geertje Bos, 1983
- Joost P. Bos und Goverdina Bos, 1983
- Joost Pieter Bos und seine Frau, 1979
- Jozef Bos und Ermpje Bos, 1993
- Piet Bosboom, 1970
- Iman Jacob van den Bosch, 1978
- Johanna Bosch van Drakestein, 1999
- Jan Bosch, 1995
- Johan Bosch und Mannie Bosch, 1977
- Frans Bosgraaf und Anna Bosgraaf, 1972
- Theodorus Johannes Boskeljon und Dirkje Johanna Boskeljon, 2015
- Frederik Bosklopper und Wilhelmina Bosklopper, 1981
- Remmelt Bosklopper und Johanna Bosklopper, 1983
- Albert Bosma, Helena Bosma und ihr Sohn Marinus, 2003
- Cornelis J.M. Bosman und Adriana Maria Bosman, 2012
- Herman Bosman und Dina Bosman, 1979
- Ferdinand Bosschart und Agaat Bosschart, 1985
- Alida M. Bosshardt, 2004
- Chris Bosveld und Hertha Bosveld, 1980
- Thomas Boterenbrood, 1979
- Johannes Bottema, 2000
- Gosse Boukes und Anne Boukes, 1994
- Frederik H. Bouman und Gezina H. Bouman, 1983
- Louis de Bourbon, 1999
- Eugenie Boutet, 1964
- Catharina F. Bouthoorn-Leidner, 1981
- Jan Bouwman und Emma Bouwman, 1983
- Johannes H. Bouwman und Antonia G. Bouwman, 1980
- Pieter C. Bouwman und Aagje Bouwman, 1978
- Harmen L. van Boven und Anthonia J. T. van Boven, 1986
- Hendrik J. van 't Boveneind und Teus van 't Boveneind, 1976
- Hendrikus van de Bovenkamp und Hermina van de Bovenkamp, 1986
- Hendrik Bovenkerk und Berendina Bovenkerk, 1977
- Henk Bovenkerk und Theodora Bovenkerk, 2010
- Bertha H. ter Braak, 1992
- Ruurd Braak und Jantje Braak, 1978
- Herman Braakhekke und Jantje Braakhekke, 2000
- Hendrik M. Braakman, Fenna Braakman und ihre Kinder Maria und Ferdinand, 1973
- Wijnand J. Braber und Nel Braber, 1989
- Hendrik te Brake und Ali te Brake, 1980
- Petrus Brakeboer, 2010
- Catharina van Brakel-Kieboom, 1986
- Eind Brand und Maria Wilhelmina Brand, 2015
- Piet Brandsen und Dina Brandsen, 1980
- Anna van Breda-Beausar, 1989
- Catharine van Bree und Adrie van Bree, 1999
- Cornelis van Bree und Antje van Bree, 2017
- Floris van Bree und Gertrud van Bree, 1999
- Bernard van Breeden und Fokje van Breeden, 1990
- Johanna P. Breel-Marmelstein, 1981
- Evert Breman und Bertha Breman, 1982
- Ludwig Bretschneider und Alijda Bretschneider, 2011
- Johannes Breukelaar und Jeltje Breukelaar, 2015
- Elizabeth Breukers-Visser, 1979
- Krijn Breur und Adriana Breur, 1998
- Samuel Breyer, Antje Breyer, ihre Tochter Gerritje und ihre Söhne Samuel, Pieter, Dirk, Hendrikus und Jan, 1966
- Frans Brier, Maria Brier und ihre Tochter Fransisca, 1980
- Gerrit Brillenburg Wurth und Gerda Brillenburg Wurth, 1964
- Hendrik J. ten Brink und Henriette ten Brink, 1982
- Jannie ten Brink, 1973
- Aart van den Brink, 1979
- Andries van den Brink und Wijmpje van den Brink, 1979
- Dirk van den Brink, Berendje van den Brink und ihre Tochter Maartje, 1984
- Gijsbertus J. van den Brink und Maria van den Brink, 1987
- Herman van den Brink und Marie van den Brink, 1979
- Teunis Brink und Aagje Brink, 1980
- Cornelis Brinkhuis, Cornelia Brinkhuis, und ihre Tochter Margaretha, 1985
- Albertus Brinkman und Margaretha Brinkman, 1990
- Jakob Brinkman und Geertruida Brinkman, 2015
- Piet Brobbel und Jaan Brobbel, 1974
- Marretje Broeckmans-Schulp, 1982
- Piet Broeders und Swaantje Broeders, 1982
- Jan L. van den Broek und Aukje van den Broek, 1981
- Petrus van den Broek und Wilhelmina van den Broek, 1974
- Alida G. van den Broek, 1968
- Pieter P. van der Broek und Maria E. van der Broek, 1977
- Eben Haezer Broekema, 1968
- Lambertus Broekman und Roelofje Broekman, 1982
- Harm Broenink und Aaltje Broenink, 1983
- Gerdijna J.G. Broenink-Homan, 1983
- Jan Broer, 1979
- Gerrit Broere und Corrie Broere, 1998
- Adrianus Broers und Anna Broers, 2009
- Hugo Broers und Kathy Broers, 1979
- Jo Broers und Anna Broers, 1983
- Joannes Broers und Maria Olga Broers, 2009
- Cornelis B. Broeze, 1977
- Tijmen Bronda und Antje Bronda, 1982
- Johannes Bros und Wilhelmina Bros, 2017
- Dirk Willem Brouwer und Wilhelmina Brouwer, 2013
- Hendrik A. Brouwer und Gertha H. Brouwer, 1985
- Hielke Brouwer und Gelske Brouwer, 1971
- Jan Brouwer und Gerritje Brouwer, 2012
- Jan Brouwer und Neeltje Brouwer, 1977
- Johannes Brouwer, 1986
- Karel F.E. Brouwer und Hendrika B. Brouwer, 1992
- M. Brouwer und F. Brouwer, 1992
- Cornelis Brouwer, 1982
- Cathrien Brouwer-de Groot, 1965
- Karel Brouwers und Soetje Brouwers, 1992
- Maria Brouwer-Ypes, 1982
- Helene Bruckmans-Kroller, 1983
- Hylke ten Brug und Greet ten Brug, 1969
- Arnoldus van Bruggen, Wytske van Bruggen und ihr Sohn Willem, 1987
- Jan Bruggert und Gerritdina Bruggert, 1997
- Jan Bruijn und Thea Bruijn, 1979
- Cornelis de Bruijne und Jacoba de Bruijne, 1998
- Arnold Bruijnje, Helena Bruijnje und ihr Sohn Johan, 1998
- Willem Bruijnzeels und Gerarda Bruijnzeels, 2005
- Nicolette Bruining, 1990
- Ate Bruinsma und Jansje Bruinsma, 1984
- Fedde Bruinsma und Lim Bruinsma, 1985
- Jo Trijntje Bruinsma, 1985
- Rients Bruinsma und Tjitske Bruinsma, 1993
- Sikke A. Bruinsma, 1984
- Willem van Brummelen und Ari van Brummelen, 1991
- Constant Cornelis Brummer, 2016
- Siebrandus Johannes Bruning und Ruurdtje Bruning, 2015
- Henk Brusse und Sita Brusse, 1990
- Harmina de Bruyn und Christian F. de Bruyn, 1965
- Hendricus de Bruyn und Johanna P. de Bruyn, 1994
- Louis Buenk und seine Frau, 1985
- Levin Buerman und Ans Buerman, 1974
- Jan A. Buijze und Elisabeth A. Buijze, 1984
- Hido Buikema und Antje Buikema, 1983
- Jan Buiter, 2003
- Geertruida Bulsink-Migchelbrink, 1989
- Cornelia van der Bult und Johannes van der Bult, 1997
- Marinus Bulterman und Geertruida Bulterman, 1982
- Tonnis Bulthuis, 1988
- Aldert Buma und Hendrikje Buma, 1981
- Mies Bunge, 1974
- Rudolph Bunge und Jeanne Bunge, 1975
- Teunis van de Bunt, 2015
- Beertje van der Burg, 1973
- Gerrit van der Burg und Bep van der Burg, 1965
- Jan Burger, Cornelia A. Burger und ihre Tochter Marie, 1976
- Abraham Burger und Marie Burger, 1975
- Hendrik Burgers, Geertruida Burgers und ihre Tochter Berendina, 2010
- Johannes van der Burgh und Johanna van der Burgh, 1982
- Katharina Burgher, 1964
- Antonie Burghout, Adriana Burghout und ihr Sohn Adriaan, 1991
- Willie Burlage und Lous Burlage, 2003
- Katharina G. Busschbach-Schmull, 1982
- Janne Busschers, 1971
- Theodoor Buunk, 1988
- Niklaas M. Buurma, 1982
- Marten Buurman, 1997
- Frau M.G.F. Buys, 1981

### C
| Name               | Geboren | Gestorben | Ort der Rettung | Grund der Ehrung | Jahr |
| ------------------ | ------- | --------- | --------------- | ---------------- | ---- |
| Maria Paulina Cals |         |           |                 |                  | 1983 |

- Lambertus Cannegieter und Anna Cannegieter, 1993
- Nicolaas Carlie, 1986
- Willem J. Caspers und ihre Tochter Johanna, 1979
- Kees Chardon, 1964
- Jan Christiaens und Hendrica Christiaens, 1998
- Gerrit Ciggaar und Leentje Ciggaar, 2010
- Jacobus Cijfer und Elisabeth Cijfer, 1975
- Petronella Claessens-Aerts, 1982
- Anna Ida Claessens-Bouten, 2016
- Karl Claus und Johanna Claus, 1999
- Jacob Clay und Teetje Clasina Clay, 1997
- Maria Elisabeth de Cler, 1983
- Julius K. Clercq de Zubli, 2001
- Ybele Coehoorn und Matje Coehoorn, 2015
- Maria W.J. Coelingh, 1993
- Wicher Coelingh und Jantje Coelingh, 1998
- Willem J.H. Coenen und Katharina Coenen, 2008
- Bernard Colenbrander, Hendrika Colenbrander und ihr Sohn Elbert, 2005
- Derk A. Colenbrander und Grada Colenbrander, 1994
- Berthus Colet und Gijsbertje Colet, 2007
- Albertha Colijn, 2001
- Henri Collard und Annette Collard, 2001
- Thamis Commandeur, 2002
- Adriana C. Coolsma, 1992
- Herman Coolsma und Johanna B. Coolsma, 2007
- Harry Cooymans und Alice Cooymans, 1995
- Francois J.M. op de Coul und Maria F. H. op de Coul, 1973
- Franciscus Coumans und Josephine Coumans, 1981
- Dingeman Coumou und Jannetje Coumou, 1975
- Ernst G. Courregh und Johanna Courregh, 1999
- Henricus E. Covens, Maria Alida Covens und ihre Töchter Jacoba und Henriette M., 1985
- Gerardus Michael Josephus Cox, 2012
- Pieta Vincentia Creutzberg, 1975
- Jelis J Creutzberg und Francoise Creutzberg, 1975
- Jeanne Croes und ihre Kinder Henri, Anna, Otto und Jan, 2003
- Alie Croles und ihre Mutter J., 1987
- Paulina van Crombruggen, 2001
- Antonius Crommentuyn und Anna Crommentuyn, 2016
- Piet Crommentuyn und Toos Crommentuyn, 2016
- Klaas Crum und Bertha Crum, 2006
- Alle Cuperus und Clasine Cuperus, 1989
- Nutte Cuperus und Reinou Cuperus, 1982

### D
| Name                  | Geboren | Gestorben | Ort der Rettung | Grund der Ehrung | Jahr |
| --------------------- | ------- | --------- | --------------- | ---------------- | ---- |
| Gerard van Daalen     |         |           |                 |                  | 2013 |
| Philippina van Daalen |         |           |                 |                  | 2013 |

- Hendrik A. van Daalen und Annegien van Daalen, 1984
- Hendrikje van Daalen, 2011
- Roelof van Daalen und seine Schwester Coos, 2015
- Jasper Daams, 1990
- Raymond Dael und Mia Dael, 1973
- George Dagnelie, Wilhelmina Dagnelie und ihre Tochter Marie, 1978
- Adrianus J. Dahmen und Elisabeth Dahmen, 1979
- Gisèle d’Ailly van Waterschoot van der Gracht 1997
- Joseph L. Dal und Katharina G. Dal, 1968
- Theo van Dalen und Bets van Dalen, 1968
- Reinier Dalhuisen, 1999
- Lambert Daling und Jentina M.Daling, 1983
- Anton van Dam und Ger van Dam, 1973
- Cornelis van Dam und Maria Adriana van Dam, 2007
- Jelleke van Dam, 1973
- Christien Damen, 1971
- Grietje Damsteeg-Snijders, 1984
- Korstiaan Dane und Zwaantje-Jantina Dane, 1972
- Nico Dane und Gien Dane, 1995
- Christian Deckers und Maria Deckers, 1990
- Jan Hendrik Deddens, 1988
- Pieter Deenekamp und Adriana B. Deenekamp, 1980
- Anthonie Deenik, Maria Deenik und ihr Sohn Bill, 1998
- Antony Deesker und Aleida Deesker, 1983
- Cor Deijle und ihre Tochter Jos, 1990
- Cornelis J. Dekker und Amanda Dekker, 1980
- Jacob Dekker und Aaltje Dekker, 1985
- Jan Dekker und Arendina Dekker, 1974
- Willem Dekker und Geertje Dekker, 1984
- Willem Dekker und Grietje Dekker, 2010
- Hermina Dekker-Oostendorp und ihr Sohn Marten, 1981
- Hendrika Dekkers, 1975
- Theodor Delbruck, 1996
- Aart Delfgou und Aaltje Delfgou, 1984
- Aaf Dell, 1971
- Cornelia DePree-Horburger, 1970
- Carl Derksen und Helene Derksen, 1999
- Catharina Develing, 2008
- Wert van Deventer und Johanna van Deventer, 1981
- Annie Diaz, 2008
- Evert Diemer und Fenna Diemer, 1990
- Teunis J. van Dien und Maria M. van Dien, 1978
- Henk Dienske, 1971
- Petrus van Diepen und Agatha van Diepen, 2009
- Simon Dierdorp und Suzanne Dierdorp, 1999
- Willem van Diest und Anna van Diest, 1998
- Hendrik W. Diesveld und Bernadina Diesveld, 1993
- Albert van Dijk und Roelofje van Dijk, 1983
- Douwe van Dijk und Trijntje van Dijk, 2007
- Fedde van Dijk, 1972
- Gert van Dijk und Janny van Dijk, 1973
- Herman van Dijk und Berendina van Dijk, 1993
- Iet van Dijk, 2018
- Jaap van Dijk und Sipke van Dijk, 1981
- Jan van Dijk und Hubertina van Dijk, 1981
- Johannes van Dijk und Johanna van Dijk, 2001
- Margaretha H. van Dijk, 1990
- Sjouke van Dijk und Geertruida van Dijk, 1991
- Waabe van Dijk, 1981
- Geertruide van Dijk-Nooter, 1980
- Hendrik Dijk und Evertje Dijk, 2007
- Simon Dijk, Ida Dijk und ihre Tochter Froukje, 1974
- Derk van Dijken und Emile P. van Dijken, 1987
- Dirk van Dijken und Pietertje van Dijken, 1983
- Jan van Dijken und Catharina M. van Dijken, 1983
- Cornelis Dijkman und Leentje Dijkman, 1974
- Hendrika Petronella Dijkman, 2009
- Doeke Dijksterhuis und Lena Dijksterhuis, 1994
- Clara Dijkstra, 1994
- Dirk Dijkstra und Maartje Dijkstra, 2011
- Haye Dijkstra und Aaltje Dijkstra, 1978
- Johannes Dijkstra und Sjouke Dijkstra, 1982
- Rindert Dijkstra und Sytske Dijkstra, 1974
- Willem van Dijl, 1998
- Aaltje Dijs, 1972
- Gerrit Dil und Ruth Dil, 1978
- Wilhelmus Dinkhuysen L. Theodora Dinkhuysen, 1981
- George Disse und Cecile Disse, 1976
- Cornelis Docter und Hendrika Docter, 1978
- Halbe S. Doele und Grietje Doele, 1989
- Tine de Does, 1996
- Dirk G. Doets und Petronella H.J. Doets, 2008
- Jan Doets und Jannetje Doets, 1997
- Aldert Doeven und Betje Doeven, 1982
- Nico Dohmen, 1984
- Cor Dol und Gees Dol, 1985
- Pieter Dolk, 2014
- Jan van Domburg und Cornelia van Domburg, 1978
- Jan Hendrik Dommerholt und Anje Dommerholt, 2012
- Jacobus Dommisse und Adriana Dommisse, 1985
- Arie Don und Johanna Don, 1979
- Gerrit Don und Wilhelmina Don, 1975
- Hubert G. Donders und Maria H. Donders, 1983
- Adri van Dongen, 1976
- Adriaan Donker und Anna Donker, 1985
- Maria Margareta Donker, 1986
- Berend van den Dool und Johanna van den Dool, 1984
- Teun van den Dool und Anna van den Dool, 1984
- Berend van Dooren und Hendrika G. van Dooren, 1980
- Frans van Dooren und Louise van Dooren, 1988
- Herr und Frau van Doorn, 1979
- Theodora van Doorninck und Catharina van Doorninck, 2002
- Grietje van Doorninck-v. d. Spek und ihre Tochter Elisabeth, 1991
- Adam van Doornink, 2000
- Geertruida J. F. M. Dorenbosch, 1982
- Abram van Dorp und Cornelia van Dorp, 2015
- Arnold P. C. Douwes, 1965
- Guillette Agathe Douwes, 1983
- Hendrik Douwes und Hiltje Douwes, 1984
- Hendrik J. Douwes und Wilhelmina Douwes, 1983
- Jan Douwes und Nicoline Douwes, 1983
- Peter C. Dozy und Klasine C. Dozy, 1972
- Alle van der Draai, 1981
- Klaas Dreijer und Jetske Dreijer, 2011
- Willem Drenth und Hindertje Drenth, 1978
- Willem Driebergen und Alvina Driebergen, 1968
- Greta Driessen, 1984
- Hubert Driessen und Louise Driessen, 1983
- Johannes P. Driessen und Johanna E. Driessen, 1986
- Henk Drogt, 2008
- San van Drooge und Eddy van Drooge, 1997
- Johan van Drooge und Sytske van Drooge, 2008
- Cornelis Drop und Louise Drop, 1968
- Jan Drop und Gerarda Drop, 1990
- Petrus Dudink, 1996
- Raimond Dufour und Hester Dufour, 2007
- Henk van Duijn und Catherine van Duijn, 2001
- Jan Duinkerken und Margje Duinkerken, 1983
- Gijsbertje Duizer-Verhoef und ihre Tochter Hilde, 2004
- Franciscus H. van Dun und Henrica W.M. van Dun, 1983
- Adrianus van Duren und Maria van Duren, 1978

### E
| Name            | Geboren | Gestorben | Ort der Rettung | Grund der Ehrung | Jahr |
| --------------- | ------- | --------- | --------------- | ---------------- | ---- |
| Berend Ebbens   |         |           |                 |                  | 2002 |
| Trientje Ebbens |         |           |                 |                  | 2002 |

- Arend Ebbers und Harmina Ebbers, 2008
- Hubert J. van Eck und Tine van Eck, 1982
- Johannes Abraham van Eck und Bertha van Eck, 2014
- Geertruida Eckart und ihre Kinder Karel und Elisabeth, 2003
- Jan van Ede und Everdina M. van Ede, 1985
- George Edgar, 2017
- Henri van Eeghen und Marguerite van Eeghen, 2005
- Willem Frederik van Eekeres, 2005
- Adriaan P.F. van Eerd und Annie van Eerd, 1972
- Berend van Eerden und Tonny van Eerden, 2002
- Pieter M. Eggen und Elisa J. Eggen, 1978
- William Arnold Egger, 2013
- Johan Eggink und Berendina Eggink, 2009
- Jan van Egmond und Grietje van Egmond, 2011
- Jannetje van Egmond, 2001
- Piet van Egmond, 2001
- Max Eichenberger und Metje Eichenberger, 1978
- Johannes Eigenraam, Maartje Eigenraam und ihr Sohn Pieter, 1985
- Suzanne C. van Eijkelenboom-Thiel, 1982
- Egbert van Eik, 1979
- Hilda Eikelboom-Post, 1983
- Hilbert Eising und Tine Eising, 2006
- Johan van Ek und Wijnanda van Ek, 1973
- Dirk van Ekelenburg und Lientje van Ekelenburg, 1983
- Frederik Jan van Elburg, 2007
- Frederik W. van Elburg und Geesjen van Elburg, 1973
- Richard Elderenbosch und Aukje Elderenbosch, 1982
- Jan Elders und Johanna Josepha Elders, 2016
- Diederick van den Elst und Aaltje van den Elst, 1982
- Hendrika van der Elst-Webbink, 1998
- Jan Elzinga, 1988
- Diet Eman, 1998
- Wilke Emmens und Diepke Emmens, 1983
- Johanna van Empel, 2013
- Jan van Enckevort und Nellie van Enckevort, 1978
- Theo van Enckevort und Gertruida van Enckevort, 1976
- Henri Engbersen, Truyda Engbersen und ihre Tochter Maria, 1998
- Wim Engel und Tony Engel, 1978
- Albertus van Engelen und Gerrigje van Engelen, 2017
- Gerrit van Engelenburg und Cornelia van Engelenburg, 1982
- Berend Engels und Gerritdina Engels, 1982
- Albert van Enk und Willempje van Enk, 1983
- Johan van Epen und Maria van Epen, 1984
- Frederik Eppinga und Sara K. Eppinga, 1983
- Dirk Eringa und Johanna Eringa, 1984
- Jan Erkens und Maria Erkens, 2002
- Catharina Ernste-Glazener, 1979
- Teun van Es und Gerritje van Es, 2012
- Hermanus van Essen und Elizabeth van Essen, 1983
- Frederic von Eugen, 1977
- Jan Evenhuis und Johanna Evenhuis, 1982
- Adriaan Everaars, Jeanette Everaars und ihre Kinder Huibert, Joop und Jeanette, 1974
- Wilhelm van Evert und Maartje van Evert, 2017
- Jacob Everts und Elisabeth Everts, 1986
- Elizabeth Ewoud, 2017
- Bertus J. van Eyk, 1967

### F
| Name          | Geboren | Gestorben | Ort der Rettung | Grund der Ehrung | Jahr |
| ------------- | ------- | --------- | --------------- | ---------------- | ---- |
| Adriaan Faber |         |           |                 |                  | 1993 |
| Ank Faber     |         |           |                 |                  | 1993 |

- Johannes Fabriek und Elisabeth Fabriek, 2000
- Theodorus J. Faes und Maria Faes, 1984
- Theodorus M. Faes und Wilhelmina G. Faes, 1984
- Arend van Fassen und Egbertina van Fassen, 1999
- Jelle Feenstra und Jelse Feenstra, 1985
- Hector van Fenema und Marie Clara van Fenema, 1975
- Anton Fennema und Ilonka Fennema, 2007
- Klaas Feringa und Boukje Feringa, 2009
- Johanna Fey, 1981
- Philip Fiedeldy Dop, 1976
- Bendert Fijma und Johanna Fijma, 1985
- Marie Fikkert-Heineman und ihre Kinder Marius E. und Alida, 1983
- Wilhelmina N. Filz-te Winkel, 1992
- Jelle Flapper, Ludovica Flapper und ihre Tochter Lina, 2005
- Pieter Fledderus und Hilligje Fledderus, 2016
- Gerard Fleischeuer und Philomene Fleischeuer, 1990
- Ans J. Flieger, 1980
- Hermig Flier und Gerritje Flier, 1999
- Berend Jan Flim, Gerardina Wilhelmina Flim und ihr Sohn Herman, 1981
- Cornelis Flipse und Cornelia Flipse, 1982
- Lieuwe Flisijn und Catharina Flisijn, 2016
- Cornelis Flokstra und Jentina C. Flokstra, 1967
- Wibo Florissen, 1987
- Marius Flothuis, 2001
- Meindert Fokkema und Baukjen Fokkema, 1972
- Hendrik Fokker und Florida Fokker, 2008
- Herman Fontaine de la-Verwey und Martine Fontaine de la-Verwey, 1989
- Truus Fonteijne-Groenenboom, 2006
- Sim Franken und Wim Franken und ihr Sohn Joop, 1986
- Jo Franken-van der Grift, 1978
- Theodoor Frederikse und Annie Frederikse, 1985
- Johan C. Friedericy und Johanna Friedericy, 1982
- Maria Friedlander-Bruhn, 1997
- Ruurd Frieswijk und IJtje Frieswijk, 2008
- Bartus J. Friso und Hielkje Friso, 1980
- Ben Fritz, 1981
- Prof. Arie de Froe, 2007
- Jan From, 2003
- Roelof From und Anna From, 2003
- Wolfgang Frommel, 1973

### G
| Name                   | Geboren | Gestorben | Ort der Rettung | Grund der Ehrung | Jahr |
| ---------------------- | ------- | --------- | --------------- | ---------------- | ---- |
| Catharina M. Gaalswijk |         |           |                 |                  | 2009 |
| Jan Gaalswijk          |         |           |                 |                  | 2009 |

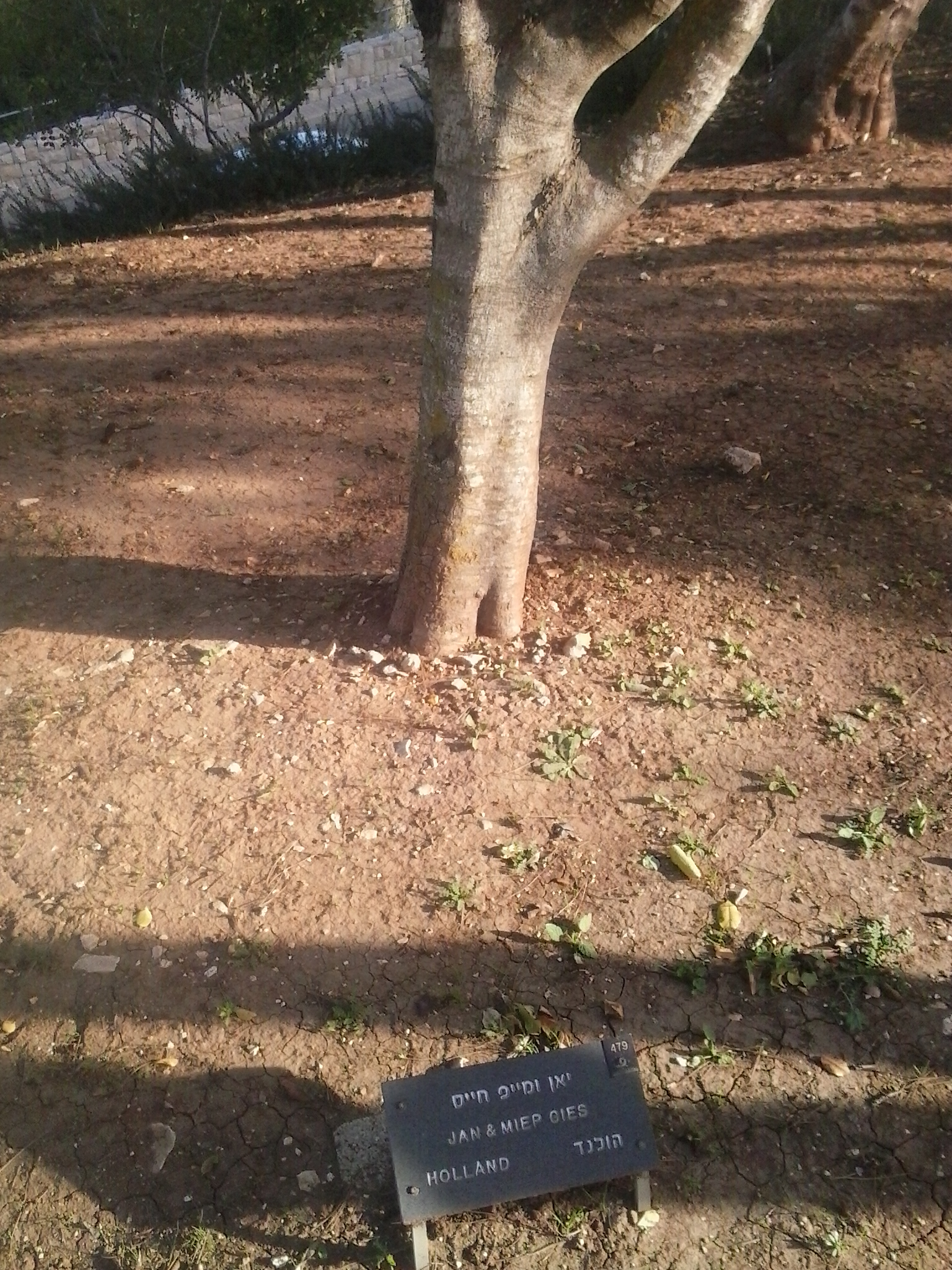
Baum für Jan und Miep Gies im Garten der Gerechten

- Arie J. Gaarenstroom und Johanna Gaarenstroom, 1979
- Douwe Gaastra und Riemke Gaastra, 1991
- Jacobus Gaastra und Martzen Gaastra, 1991
- Joseph Galavazi, 1981
- Hendrik van der Galien, 1997
- Johannes H.J. Garben und ihre Schwester Agnes M.E., 1978
- Hendrik van Garderen und Jozina van Garderen, 2010
- Maria Helena Garrelfs, 2011
- Walterius van Geenen und Cornelia van Geenen, 1979
- Eugene Geerards und Petronella Geerards, 1997
- Bernard Geerling, 1999
- Antje Geerling-Roos, 1964
- Ferdinand F. Geerlings und Elizabeth Geerlings, 2011
- Marten Geertsema, 2007
- Jo de Geest und Josephien de Geest, 1969
- Cornelis van de Geest und Jannetje van de Geest, 2011
- Marinus van Geest und Antje van Geest, 1986
- Dina Geld van-van der Heiningen, 1969
- Jan van Gelder und Nan van Gelder, 1964
- Johan Gelderman, 1968
- Hendrikus P. van Gemert und Louisa van Gemert, 1985
- Jan van Gent und Antonia van Gent, 2001
- Bernardus Geradts und Gerritje Geradts, 1998
- Johannes P. Geradts und Gerardina Geradts, 1989
- Hendrik Gerards, Evertje Gerards und ihr Sohn Piet, 1975
- Henk Gerrits und Cornelia Gerrits, 1980
- Frans Gerritsen, 1964
- Hendrika J. Gerritsen, 1989
- Jan W. Gerritsen und Wilhelmina Gerritsen, 1984
- Lambertus Gerritsen und sein Bruder Gerhard Gerritsen, 1984
- G. Gerritsma, 1980
- Hendrik Gerritsma und Talje Gerritsma, 1998
- Lein Geschiere und Liesbet Geschiere, 1994
- Geertruida van Gessel-Karreman, 1978
- Hero Geuken und Okje Geuken, 1999
- Gert Geurink und Hendrika Geurink, 2005
- Derk W. Geurink und Berendina A. Geurink, 1990
- Maria E. Geurts-Zanders, 1989
- Klaas de Geus und Wilhelmina de Geus, 1998
- Pieter de Geus, 1978
- Otto van Geytenbeek und Catharina van Geytenbeek, 1973
- Wilhelm Gieben und Serline Gieben, 2003
- Elisabeth O. M. Gielen und Wilhelmina H. P. Gielen, 1972
- Miep Gies (1987)Antonius H. Gielens, 1990

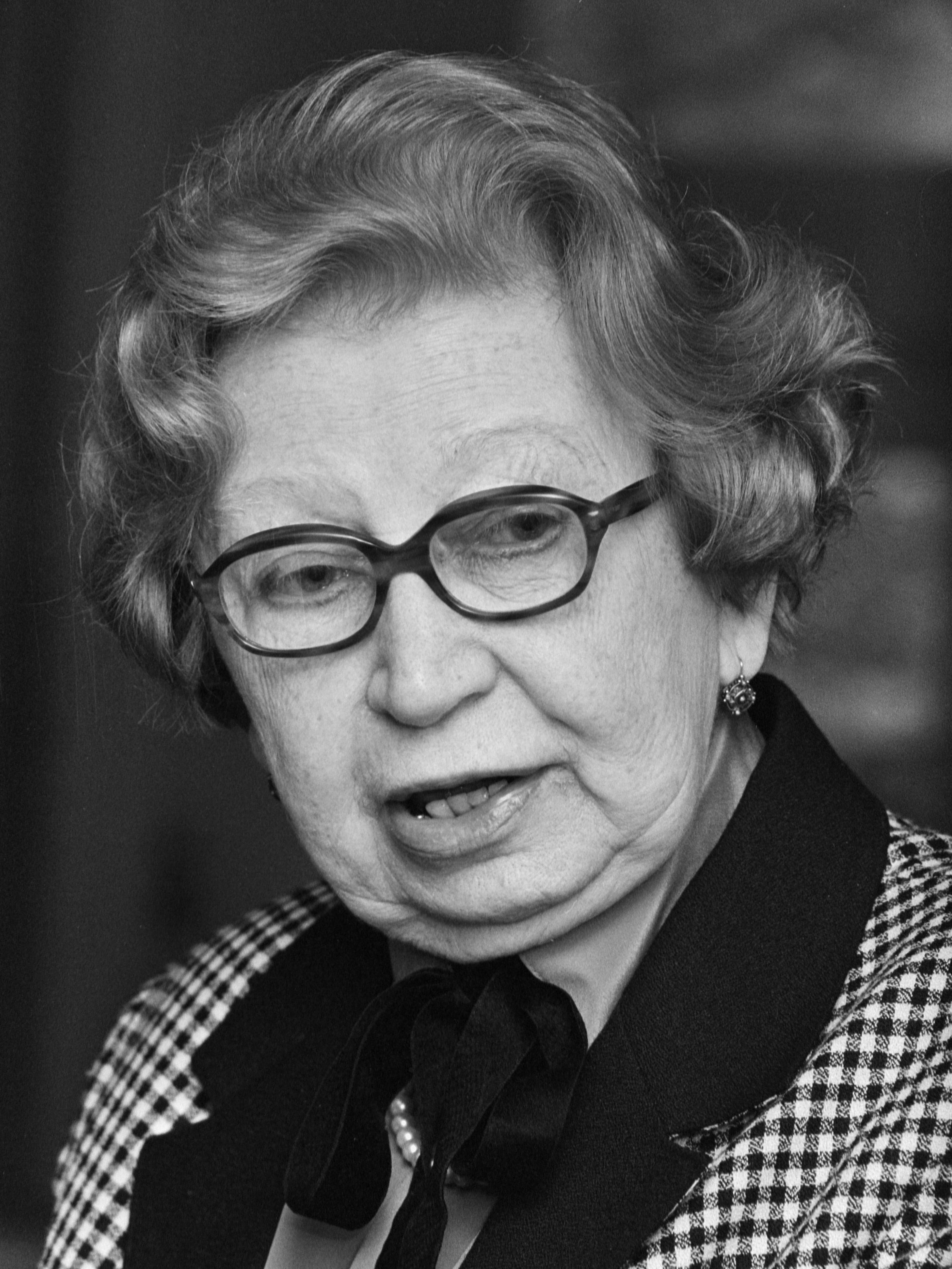
Miep Gies (1987)

- Jan Gies (1989)Jan Gies und Miep Gies, 1972

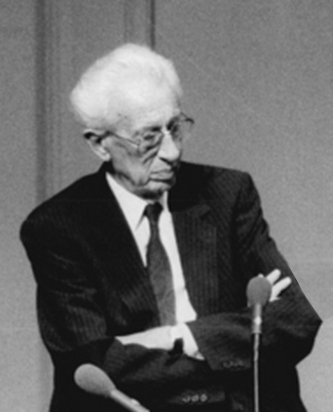
Jan Gies (1989)

- Pieter van der Gijp und Aartje van der Gijp, 1992
- Jan Giliam, 1977
- Adriaan van Gils und Bertha van Gils, 1977
- Hilbrand Gils und Trijntje Gils, 1980
- Gerardus Giltaij und Cornelia Giltaij, 1981
- Martinus van Ginhoven und Bertha van Ginhoven, 1978
- Leo Ginsel und Ali Ginsel, 1976
- Catherina Cecilia de Git-Wijnker, 1979
- Gerhard von Glahn und Elize von Glahn, 2008
- Hendrik Glasbergen und Antje Glasbergen, 1996
- Carl Gnirrep und Jane Gnirrep, 1997
- Albert de Goede und Gretha de Goede, 1974
- Daniel Goedhart, Maria Goedhart und ihre Tochter Hanna, 1997
- Maria Gerarda van der Goes, 1977
- August W. Goetmakers und Elisabeth Goetmakers, 1965
- Hermanus M. Gommans und Dorothea Gommans, 1981
- Engelbert M. Gommans, 1983
- Mies Gomperts-Oudersterp und sein Bruder, 1980
- C.J. van der Gon-Netscher, 1981
- Cornelis Gooijer und Albertje Gooijer, 1998
- Hendrik van den Goor und Geraldine van den Goor, 1978
- Aart Goor, Maria Goor und seine Tochter Klazina, 1980
- Frans Goossens und Theodora Goossens, 1994
- Jacobus Goossens, Hendrina Goossens und ihre Tochter Grada J., 1996
- Watte van der Goot Alida van der Goot, 1984
- Cornelis Gootjes und Antje Gootjes, 1984
- Gerrit Goris und Elisabeth Goris, 2000
- Lambertus Gorissen, 1986
- Jacoba Gort, 1983
- Jan Gort und Emma Gort, 1976
- Klaas Gorter und Titia E. Gorter, 1983
- Sijke Gorter, 1964
- Gerrit Gossen und Hendrika Gossen, 2007
- Hennie Gouda, 1995
- Menno Goudberg und Marie Goudberg, 1970
- Durk de Graaf und Gerrigje de Graaf, 1984
- Frans de Graaf und Antje de Graaf, 1983
- Johannes P. de Graaff und Helena W. de Graaff, 1991
- Rudie J. Graff und J. Elsine Graff, 1995
- Johannes H.N. Grandia und Antje Grandia, 1985
- Elizabertus Gravesteijn und Cornelia Gravesteijn, 1983
- Elisabeth de Grebber, 2014
- Cora Greenaway, 2011
- Pieter Grenzebach und Alida Grenzebach, 2001
- Geertruida Greutink-Hahn, 1979
- Hendrika Grevink-Koes, 1976
- Willem van der Griendt und Maria C.M. van der Griendt, 1976
- Jacobus Griffioen und Wijntje Griffioen, 1979
- Rijk Griffioen und Elsje Griffioen, 1983
- Cornelis van der Grijn und Petronella van der Grijn, 2009
- Albartus Grimm, Grietje Grimm und ihre Tochter Gerda, 1974
- Esther Grinberg, 2007
- Abraham van der Groef, Cornelia van der Groef und ihre Tochter Petronella, 1980
- Floris te Groen und Geertruida Gorka te Groen, 1999
- Dirk Groen, Antje Groen und ihre Tochter Pietertje, 1984
- Froukje Groen, 1990
- Gerrit Groen und Johanna Groen, 1997
- Johannes Cornelis Groen und Elisabeth Groen, 2010
- Isaac Groenenberg und Barbara Groenenberg, 1967
- Jacobus P. Groenendijk und Wilhelmina C. Groenendijk, 2010
- Jacob, Riek, Bets, Anna und Jans Groeneveld, 1966
- Dick van Groenewegen-Wijk und Ida van Groenewegen-Wijk, 1981
- Bep B. Groenhart, 1987
- Ype D. Groenhout und Geertje Groenhout, 1978
- Kees Groenleer, Lena Groenleer und ihr Sohn Arjaan, 2000
- Arent de Groot und Aaltina Roelfina de Groot, 2013
- Homme de Groot und Martje de Groot, 1983
- Jacob de Groot, Bertha de Groot und ihre Tochter Maria, 1998
- Lambertus H. de Groot und Jannetje de Groot, 1978
- Jan Groot Obbink, Janna Groot Obbink und ihre Kinder, Gerrit Jan und Anna G. Bieleman, 1986
- Gerardus Groot und Anna Catharina Groot, 1975
- Jacob Groot, Isabella Groot und ihre Tochter Geertruida, 1991
- Maarten Groot und Margareta Groot, 1980
- Hendrik Grootemarsink und Willemina Grootemarsink, 2013
- Cor Grootendorst und Truus Grootendorst, 1981
- Schwestern Maria, Johanna und Hendrika Grootendorst, 1972
- Willemijntje van Grootveld, Johannes van Grootveld und ihre Tochter Johanna, 1998
- Johanna Albertina Grootveld, 1978
- Abraham te Gussinklo und ihre Kinder Ineke, Taco, Johanna und Abraham, 1974

### H
| Name             | Geboren | Gestorben | Ort der Rettung | Grund der Ehrung | Jahr |
| ---------------- | ------- | --------- | --------------- | ---------------- | ---- |
| Meindert Haagsma |         |           |                 |                  | 1997 |
| Tetje Haagsma    |         |           |                 |                  | 1997 |
| Thomas Haagsma   |         |           |                 |                  | 1997 |
| Wijke Haagsma    |         |           |                 |                  | 1997 |

- Willem Haak und Antje Haak, 2003
- Hauke de Haan und Trijntje de Haan, 2004
- Abraham de Haan, Elise J. de Haan und ihr Sohn Johannes, 1981
- Gradus de Haan und Wietske de Haan, 1974
- Henny de Haan, 1964
- Jacob de Haan und Anna de Haan, 2000
- Martha ter Haar-Craandijk, 1981
- Geertruide van der Haar, 1992
- Jacob van Haar und Klaasje van Haar, 2001
- Annie de Haas, 1974
- Cornelis Haasnoot und Clasien Haasnoot, 1990
- Maria Catharina Habes, 2009
- Piet van Haeringen und Ali van Haeringen, 1971
- Jan W. Hafmans und ihre Schwester Catharina J., 1983
- Jan Hageman und Albertha Hageman, 2001
- Oepke Haitsma und Jitske Haitsma, 1976
- Hendrik Hak, Hendrika Hak und ihre Kinder Jos, Wim, Henk, Gijs, Jan und Marie, 1991
- Godefridus Hakkens und Johanna A.D. Hakkens, 2011
- Walraven van Hall, 1978
- Gerritine Nancoine van Halsema, 1970
- Hendrik van den Ham und Pietje van den Ham, 2005
- Ham van der Graaf und Adriane Jeanne van der Graaf, 1974
- Teunis Hamberg und Geertruida Hamberg, 1985
- Jacobus den Hamer und Adriana den Hamer, 1967
- Lambertus Hamers und Marie Hamers, 1975
- Hendrikus van Hamersveld und Helena van Hamersveld, 1993
- Geertruidinus Hamming und Sjoerdje Hamming, 1972
- Wilhemina Hamming und ihre Eltern, 1981
- Gerrit Hamstra und Wilhelmina Veronica J.P. Hamstra, 2013
- Jacob Hamstra und Klasiena Hamstra, 1997
- Cecile Charlotte Hanedoes, 1979
- Leendert Haneveld und Johanna M. Haneveld, 1972
- Gerard Hannink und Johanna Hannink, 2004
- Gerardus H. Hanssen, 1984
- Gilles Hardenberg, 2016
- Machteld van Hardenbroek, 1992
- Johannes Pieter Haring, 1980
- Piet Harren und Rie Harren, 1998
- Trijntje de Hart Nibbrig-Graaf, 1992
- Willem Hart und Lena Hart, 1982
- Albert Hartemink und Hendrika J. Hartemink, 1983
- Bernard Hartemink, Mina Hartemink und ihr Sohn Gerrit, 1993
- Pieter Harteveld und Maria Harteveld, 2017
- Pieter den Hartigh und Teuntje den Hartigh, 1978
- Carel van Hartingsveldt und Maartje van Hartingsveldt, 1975
- Dirk den Hartog, Margaretha den Hartog und ihr Sohn Geurt, 2000
- Piet Hartog, 1979
- Coos Hartogh, 1986
- Anna Elizabeth Hattem-Kennedy, 2013
- Maria C. Hattink, 1982
- Hattum Hattuma und Geessien Hattuma, 1984
- Willem Hausel, 1981
- Florian Hautmann, Emilie Hautmann und ihre Tochter Henriette, 1982
- Tjerk van der Hauw, 1988
- Tonko ten Have und Wilhelmina ten Have, 1982
- Geert Haveman, Hendrika Haveman und ihre Tochter Gerharda Gerritdina Vrugteveen, 1986
- Willem Haverhals und Adriana Haverhals, 2001
- Willem J. Haverkate und Hendrika Haverkate, 1976
- Albertus Haverkort und Margaretha Haverkort, 2005
- Pieter J. Heckmans und Anna M. Heckmans, 1978
- Pietje Heddema, 2007
- Ton Heeck, 1980
- Willem J. van Heeckeren und Johanna M. Heeckeren, 1978
- Frederik van Heek und Johanna C.M. van Heek, 2009
- Gerard van Heel und Molli van Heel, 1968
- Arie Heemskerk und Cornelia Heemskerk, 1994
- Gijsbertus Hubertus Heemskerk und Barbara Heemskerk, 2008
- Pryna Heemskerk, 1964
- Trijntje van Heerde-Dekker, 1979
- Anton H. Heering und Jacoba Heering, 1986
- Marinus J. Heering, 1990
- Jos Heerkens und Marietje Heerkens, 1984
- Anton Heger und Wilhelmina Heger, 1970
- Yntze Heida und Roelofje Heida, 1987
- Frans van der Heide und Antje van der Heide, 1982
- Jan A. van der Heide, 1978
- Hendrik Heidel und Saakje Heidel, 1999
- Marinus Heideman und Grada Heideman, 2002
- Jetze Heidinga und Maria C. Heidinga, 1987
- Josephus van der Heijden und Elisabeth van der Heijden und ihre Kinder Eugene, Gustaaf und Marcel, 1995
- Marigje W. Heijenga-Klomp, 1984
- Johannes H. Heijnen und Adriana Heijnen, 1984
- Petrus van Heijst, 2017
- Johanna van der Heiligenberg und ihre Mutter H. Trienekens, 2001
- Hermina H. Heinen-Rots, 1982
- Klaas Heinis und Krelisje Heinis, 2016
- Johanna W. Heinsius, 1995
- Elisabeth Hekker, 1995
- Jacobus Heldens und Allegonda Heldens, 1994
- Gert van den Helder, To van den Helder und ihre Kinder Lucy, Nic, Theo, Freek, Hein und Jan, 1978
- Johannes Helleman und Annie Helleman, 1978
- Herman Hellenbrand und Petronella Hellenbrand, 1972
- Dirk Hellinga und Sjoukje Hellinga, 1990
- Wiebregt M. Hellinga, 1987
- Krijn van den Helm und Johanna van den Helm, 1982
- Jan van der Helm und Annechien van der Helm, 1983
- Jan van der Helm und Johanna van der Helm, 1967
- Anton Helmer und Neli Helmer, 1966
- Aaf Helmus-Jurjens, 1990
- Mathijs Helt, Agatha Helt und ihre Tochter Lucia, 1992
- Gerrit Hemeltjen und Geertjen Hemeltjen, 2000
- Dirk van Hemert, 1990
- Jacobus Hendriks und Hilda Hendriks, 2004
- Adolph Hendriks, 1992
- Derk Hendriks, Niesiena K. Hendriks und ihre Tochter Elsina, 1982
- Hendrik Joseph Hendriks, 1995
- Leonard Hendriks, 1983
- Peter H. Hendriks und Elisabeth Hendriks, 1990
- Abeltje Hendriks-Aardema, 1979
- Teunis Hendriksen und Anna Hendriksen, 1983
- Pietje Hendriks-Wiersma, 1991
- Frits Hendrikx und Johanna G. Hendrikx, 2007
- Andries Henkemans und Ottylia M. Henkemans, 1979
- Theodoor J.M.H. Hennekens und sein Bruder Maxime, 1988
- Engelmundus Henneman und Elizabeth Henneman, 1990
- Johannes E. Henneman und Jarmila Henneman, 1983
- Nelis Hennevanger und Truus Hennevanger, 2016
- Izaac van Hennik, Cornelia van Hennik und ihre Tochter Ineke, 1972
- Hendricus Henriet, 2004
- Gerardus Hensels und Antonia Hensels, 1982
- Gerardus Johannes Hergelink und seine Schwestern Hendrika M. und Hermina G., 1979
- Jozef Herinx und seine Mutter Theresa, 2000
- Theodoor L.G. Herkes und Hillegonda J. Herkes, 1978
- Suffridus R. Hermanides und Maria Hermanides, 1984
- Cato Hermans, 1996
- Nicolaas M.J. Hessel und Maria S. Hessel, 1984
- Evert Hesselink und seine Schwester Harmina, 2001
- Abraham Hessels und Francine Hessels, 2015
- Antonius Hettelaar, 1999
- Theodorus van Heukelom und Elisabeth J.F. van Heukelom, 2014
- Gerhardus Heuker of Hoek und Elizabeth Heuker of Hoek, 1984
- Anton de Heus und Johanna de Heus, 2004
- Cornelis van Heusden und Lena van Heusden, 1979
- Leendert G.J. Heutenik, 1983
- Jacobus Heuvelmans und Wilhelmina Heuvelmans, 1981
- Piet Heuzer und Myntje Heuzer, 1974
- Leonardus van Hevelingen, 2009
- Willem Hey und Maria Hey, 2005
- Adriaan Hey und Hendrika Hey, 1966
- Ooma van der Heyden und sein Sohn Jack, 1973
- Jochem Heydenrijk, Elizabeth Heydenrijk und ihr Sohn Jochem, 1984
- Erika Heymann, 2010
- Piet Heymans und Griet Heymans, 1978
- Henk Hibbel und Catrina Hibbel, 1990
- Jan Hiddema und Grietje Hiddema, 2007
- Warner Hidden, Antje Hidden und ihre Tochter Nanny, 1980
- Bernard Hiddink und Wilhelmina Hiddink, 2005
- Johan Hiddink und Hendrika B. Hiddink, 1986
- Thiemen Hielkema und Emmy Hielkema, 1980
- Frank Hieminga und Trijntje Hieminga, 1970
- Gosse Hiemstra, Johanna Hiemstra und ihre Tochter Saakje, 1984
- Marten Hiemstra und Antje Hiemstra, 1981
- Hendrik Hietink und Regina Hietink, 1980
- Abraham Hijmans, 1997
- Albert Hilbrink und Aiske Hilbrink, 1984
- Johannes Hildersom, 1969
- Roelof Hilgen und Hendrika H. Hilgen, 1984
- Hendricus Hilgersom und Janna Hilgersom, 1995
- Marinus J. Hille, 1984
- Francisca Hillebrand, 2005
- Jan van Hilten und Wilhelmina van Hilten, 1978
- Godfried Hilvers, 2017

- Frans Hinlopen und Dien Hinlopen, 1980
- Anton Hobrink und Hendrika Hobrink, 1980
- Cornelis W. M. van der Hoef, 1968
- Gerards Hoefs und Riek Hoefs, 1977
- Maria Louisa Hoefsmit, 1968
- Laura H. van den Hoek Ostende, 1994
- Jan van der Hoek und Neeltje van der Hoek, 1995
- Theodorus P. van der Hoek und Antje van der Hoek, 1978
- Pieter van Hoek und Margaretha van Hoek, 1995
- Hendrik J. Hoek und Cornelia Hoek, 1973
- Gerard Hoekman und Johanna Hoekman, 1995
- Jan G. Hoekstra und Sijke Hoekstra, 1998
- Johanna Hoekstra, 1990
- Johannes Hoekstra und Corrie Hoekstra, 1997
- Siebe L. Hoekstra und Klaaske Hoekstra, 1984
- Willem Hoekstra und Wilhelmina Hoekstra, 1990
- Jacobus van der Hoeven und Gezina van der Hoeven, 1980
- Johannes H. Hoeymakers, Maria E. Hoeymakers und ihre Kinder Piet, Jan, Catharina und Theodora, 1983
- Edward A. Hof und Barbara E. Hof, 1992
- Jan Hoffman und Grietje Hoffman, 1998
- Harm Hofkamp, 1983
- Pat Hofmans, 1991
- Gerrit Hofs und Johanna Hofs, 2008
- Hendrikje Hofsink, 1985
- Philipus Hofstede und Dieuwke Hofstede, 1965
- Hendrik Hofstee Holtrop-Bottema und Tjitske Hofstee Holtrop-Bottema, 2000
- Willem Hofstee und Maria Hofstee 2005
- Cornelis Hofstra und Froukje Hofstra, 1979
- Douwe Hofstra und Janke Hofstra, 1984
- Jacobus Hofstra und Grietje Hofstra, 1983
- Henk Hoften und Willy Hoften, 2000
- Jan Hoftijzer und Berendina Hoftijzer, 2003
- Wijmpje Hogenbirk, 2002
- Cornelis R. Hoitingh, 1985
- Johannes L. Hoitink und Johanna W. Hoitink, 1982
- Herr Holl, 1982
- Henri B.S. Holla und Helena H.W. Holla, 1973
- Cornelis den Hollander, Pietertje den Hollander und ihr Sohn Dirk, 2002
- Herman den Hollander und Oetje den Hollander, 1971
- Johan I. Hollebrands und Hendrika Hollebrands, 2009
- Hendrika Johanna Holman, 2011
- Jacoba M. Holst und seine Schwester Lambertine E., 1980
- Johan Holthaus und Hendrika Holthaus, 2006
- Geert Willem Holvast, 1988
- Brand Holwerda und Pietje Holwerda, 1982
- Jan Holwerda, 1996
- Yme Holwerda und Hillegonda Holwerda, 1982
- Berendina J.W. Homan-Stegeman, 1983
- Petrus P. J. van Hombergh, 1984
- Greetje Homvelt, 1980
- Sjoerd Hondema, 2005
- Arie van Honk und Sara van Honk, 1987
- Antonius Hoogen und Johanna Hoogen, 1997
- Dirk Hoogenboom, 1996
- Piet Hoogenboom, 2015
- Dirk Hoogendoorn und Geertje Hoogendoorn, 1991
- Cornelis Hoogerheide und Trijntje Hoogerheide, 2000
- Theodorus Hoogervorst und Marie Hoogervorst, 1973
- Jacob Hoogeveen und Bontje Hoogeveen, 1979
- Rikkert A. Hoogkamp und Fenny Hoogkamp, 1987
- Jelle G. Hoogland und Wilhelmina Hoogland, 1988
- Jacobus Hoogman, Wilhelmina Hoogman und ihre Stieftochter Catharina v. Steenes, 1999
- Marinus Hoogmoed und Paula Hoogmoed, 2009
- Hendrik Hoogsteen und Beitske Hoogsteen, 2003
- Johanna M. Hoogstraten-Romijn, 1984
- Hugo Hoogvliet und Aaltje Hoogvliet, 1995
- Cornelis van der Hoop, Akke van der Hoop und ihr Sohn Willem, 1976
- Joseph van Hooren und Anna van Hooren, 2008
- Leonardus van der Hoorn und Sijtje van der Hoorn, 2017
- Catharina Nelly Hoorns-Otter, 1971
- Pieter C. Hooykaas und Hendrika P. Hooykaas, 1982
- Leendert Hordijk und Elisabeth Hordijk, 1997
- Adrianus Hornkamp, Elisa A. Hornkamp und ihre Töchter Adriana und Elisa, 1985
- Wijnand van Horssen und Janna J. van Horssen, 1981
- Gerrit H. ter Horst und Aafje ter Horst, 1982
- Jan H. ter Horst und Gerritdina ter Horst, 1979
- Hennie van den Horst und Chell van den Horst, 1976
- Hermanus van der Horst und Cornelia van der Horst, 1998
- Jan W. van der Horst und Maria A. van der Horst, 1985
- Adriana van der Horst-Vrieling, 1985
- Jan Horst und Geeske Horst, 2003
- Ludwig J.F. Horvath, 1990
- Cees Hos und Albertine Hos, 1997
- Wilhelm Hos und Leentje Hos, 2017
- Maria G. Houben, 1983
- Frans Houkes und Geertruida Houkes, 1978
- Leentje Housmans und ihre Tochter Maria Helena, 1995
- Pieter in 't Hout und Helena in 't Hout, 1978
- Hendrik van Houten und Maria van Houten, 2002
- Pieter van Houwelingen und Jeanne van Houwelingen, 1986
- Tjaard ten Hove und Gezina ten Hove, 1985
- Elisabeth Hoyer und ihre Tochter Betty, 2005
- Francoise Hendrika Huf, 2015
- Henk Huffener, 1998
- Johannes Hugenholtz und Esther Hugenholtz, 1981
- Gerard Huisman und Klazina Huisman, 1986
- Marten Huisman und Riek Huisman, 1986
- Willem Huisman, Annie Huisman und ihre Töchter Annie und Beppie, 1996
- Jaap Huismans, 2017
- Hendrik van Huizen und Johanna van Huizen, 2011
- Hendrik Huizing, 1969
- Lammert Huizing und Grietje Huizing, 1980
- Eimert Hulsbos und Sophia Hulsbos, 2011
- Johannes Josephus Hulsen und Antonia Lucia Hulsen, 2012
- Gerrit Jan Hulshof und Mina Hulshof, 1993
- Leo van der Hulst, 1980
- Harry van Hulst und Maria Antonia van Hulst, 1976
- Jan van Hulst, 1997
- Johan Wilhelm van Hulst, 1970
- Maarten Hulst, Non Hulst und ihr Sohn Ernst, 1966
- Nicolaas Hulst und Elizabeth Hulst, 1997
- Jan Hultzer und seine Frau, 1974
- Adriaan van Hulzen und Adriana W. van Hulzen, 1978
- Johanna & Antonius B. Husken-Woutersen, 1978
- Gustaaf Hustinx und Celine Hustinx, 1989
- Mattheus G. Huyboom und Johanna Huyboom, 1978
- Daniel Johannes Huygens und Lydia Huygens, 1988
- Martinus A.J. Huynen, 1986
- Hendrika F.A. Huysmans-Wooning, 1977

### I
| Name                    | Geboren | Gestorben | Ort der Rettung | Grund der Ehrung | Jahr |
| ----------------------- | ------- | --------- | --------------- | ---------------- | ---- |
| Jan van der Iest        |         |           |                 |                  | 1973 |
| Petronella van der Iest |         |           |                 |                  | 1973 |

- Johannes van der Iest und Aal van der Iest, 1979
- Leendert Immerzeel und Teunie Immerzeel, 2000
- Henk Imthorn und Alie Imthorn, 1981
- Johannes Imthorn und Maria Imthorn, 1988
- Klaas Imthorn und Nel Imthorn, 1981
- Albertus Cornelis van Ingen, 1981
- Huibert van Ingen-Schenau und Johanna van Ingen-Schenau, 1983
- Annemiek W. Iordens-de Wit, 1990
- Carry Israels-Vryburg, 1996
- Anna Hendrika Ittmann, 2013

### J
| Name              | Geboren | Gestorben | Ort der Rettung | Grund der Ehrung | Jahr |
| ----------------- | ------- | --------- | --------------- | ---------------- | ---- |
| Cornelis Jacobsen |         |           |                 |                  | 1998 |

- A.E.M. Jacobs-Hodes, 1983
- Aalzen de Jager und Aukje de Jager, 1981
- Hendrik G. Jager und Geesje Jager, 1996
- Kees Jagers und Ans Jagers, 1977
- Andries Janse und Ida Janse, 1965
- Albert Jansen und Wilhelmina Jansen, 1980
- Herman Jansen und Aleida Jansen, 1994
- Jan F. Jansen und Elisabeth C.R. Jansen, 1981
- Pieterdina Jansen, 1997
- Kee Jansen-Leijster, 1970
- Tieke Jansma, 2016
- Adriaan M. Janssen und Gerardina W. Janssen, 1983
- Eugene Janssen und Melanie Janssen, 1989
- Harry Janssen und Hubertina Janssen, 1980
- Hendrikus T. Janssen und Margaretha Janssen, 1980
- Johannes A. Janssen und Mechtildis Janssen, 1981
- Theodorus Janssen und Maria P. Janssen, 1980
- Theodorus W. Janssen und Maria G.J. Janssen, 1984
- Annie Janssen-Driessen, 1984
- Arend Japin (Alias: Anton), 1974
- Albert Jappe Alberts und Jacomijntje Jappe Alberts, 2005
- Cornelis W.G. Jasperse, 1986
- Bouke Jeninga und Dirkje Jeninga, 1990
- Jan Jeninga und Boukje Jeninga, 2000
- Hubertus Jetten, Maria Jetten und ihre Töchter El und Truus, 1997
- Theodorus Jeukens und Alberta Jeukens, 1995
- Cornelis Jakobus Jiskoot und Adriana Rachel Jiskoot, 2014
- Gerrit Jolink und Geertruida Jolink, 1993
- Gerritdina Jolink und Hermina Jolink, 2010
- Adzer de Jong und Elizabeth de Jong, 2000
- Cornelia de Jong, 1978
- David de Jong und Jet de Jong, 1983
- Frans de Jong und Froukje de Jong, 1979
- Hendrik de Jong und Nienske de Jong, 1972
- Jan de Jong, 1984
- Jan Albertus de Jong und Neeltje de Jong, 1977
- Johannes de Jong und Ruurdtje de Jong, 1986
- Pieter de Jong und Geertruida de Jong, 1984
- Siebren de Jong und Margot L. de Jong, 1987
- Tjibbe de Jong, Jantje de Jong und ihre Kinder Leeuwke und Pieter, 1971
- Ynze de Jong und Pietje de Jong, 1981
- Geertje de Jong-Haisma, 1991
- Anna Maria de Jong-Lodewijks, 1991
- Elizabeth de Jong-Peters und Kruit H. de Jong-Peters, 1994
- Frans de Jonge und Johanna M. de Jonge, 1978
- Dina de Jonge-Oosterwijk, 1980
- Bas Jongejans und Rina Jongejans, 1972
- Laurentius Nicolaas Jongeleen und Sophia Maria Jongeleen, 2013
- Barend Willem de Jongh und Maria de Jongh, 2012
- Wilhelmina Cornelia de Jongh, 1982
- Willem de Jongh, Margje de Jongh und ihre Kinder Willem, Cornelia, Lamberdina, Wietske und Jan, 1990
- Eise Jongsma, 1994
- Gerard Jonk und Suze Jonk, 1998
- Jacobus Jonker und Hendrika Jonker, 1997
- Jan Jonker und Grietje Jonker, 1991
- Marinus Jonker und Hendrika Jonker, 2000
- Tiemen Jonker und Stina Jonker, 1983
- Dr. Jonkers, seine Frau und ihre Tochter Antoinette, 1985
- Hendrik Jonkers und Emma Anna Jonkers, 1977
- Jozef Joosten und seine Tochter Rosalene, 1977
- Ids Joustra und Elizabeth Joustra, 2016
- Jan Joustra und Sieverdina Joustra, 1987
- Filippus Juch und Anna Juch, 1995
- Johannes Judels, 1983

### K
| Name                   | Geboren | Gestorben | Ort der Rettung | Grund der Ehrung | Jahr |
| ---------------------- | ------- | --------- | --------------- | ---------------- | ---- |
| Frederik Willem Kabbes |         |           |                 |                  | 1983 |

- Jacoba C. Kagenaar, 1988
- Lucie M. Kaiser, 1998
- Wim Kalden und Marie Kalden, 1981

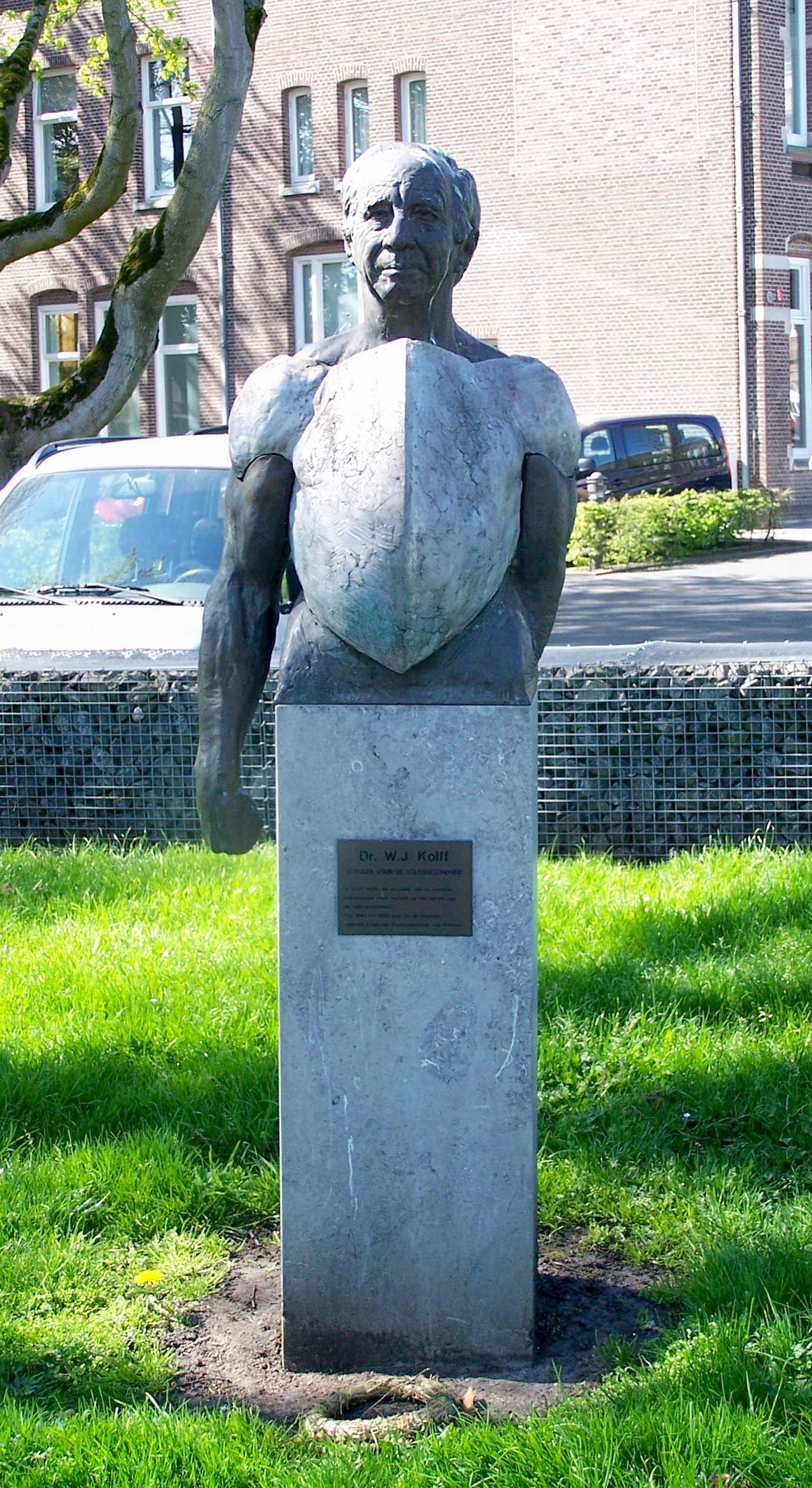
Statue zum Gedenken an Willem Kollf in Kampen

- Albert Kalff und Isabella Kalff, 1997
- Joan H.A.A. Kalff und Christiana H.R. Kalff, 2008
- Dirk Kalkman und Klaasje Kalkman, 2017
- Jacob J. Kalma und Froukje Kalma, 1974
- Lourens Kalverdijk und ihre Tochter Annie, 1996
- Hendrik van Kammen und Henrica van Kammen, 2012
- Hendrik Kamminga und Maretje Kamminga, 1979
- Anton van de Kamp und Wilhelmina van de Kamp, 1984
- Jacobus van de Kamp und Gerretje van de Kamp, 1989
- Dirk van der Kamp und Cornelia van der Kamp, 1973
- Herman Kamp und Seina Kamp, 1979
- Adrianus J. van Kampen und Christina van Kampen, 1979
- Albert van Kampen und Aaltje van Kampen, 1981
- Martinus van Kampen und Elisabeth van Kampen, 1971
- Reinier Franciscus van Kampenhout, 1980
- Anthonie Kamperman, Dirkje Kamperman und ihre Tochter Suzanna, 2004
- Jan Willem Kamphuis und seine Tochter Klaziena, 2015
- Sijbolt Kamstra und Klaaske Kamstra, 2016
- Jan Kanis und Petronella Kanis, 1970
- Anna-Martha Kanitz, 1978
- Freek Kanters und Rietje Kanters, 1998
- Johannus Kappelhoff und Maria Kappelhoff, 1985
- Gerrit Kappenberg und Hendrika Kappenberg, 2001
- Jean Jacques Kappeyne-van de Coppello, 1993
- Gerrit Kardol und Cornelia Kardol, 2002
- Hanna Karlsberg-Lindner, 1985
- Catharina J. R. Karthaus-van Halteren, 1986
- Riek Kastelein, 1980
- Jan Katerberg und Harmke Katerberg, 1981
- Thie Katerberg und Aaltje Katerberg, 1981
- Jan Kats und Geesje Kats, 1987
- Cornelis Keers und Maria Keers, 2013
- Jan G. Keers und Hillegonda A.T. Keers, 2013
- Everhard Keet und Theodora Keet, 2015
- Christiaan Keijser und Elisabeth Keijser, 1986
- Reijer Keijzer und Trijntje Keijzer, 2009
- Jans Keimpema und Margje Keimpema, 1985
- Albert Keizer und Bertha Keizer, 2007
- Jacob A. Keizer und Ida Christina Keizer, 1979
- Jan Keizer und Magdalena Keizer, 1979
- Adriaan Kemmeren und Cornelia A. Kemmeren, 1986
- Bertus van der Kemp und Ria van der Kemp, 2015
- Hans Kempen und Lien Kempen, 1992
- Hermina Kemper-Verschoof, ihr Sohn Hendrik und ihre Töchter Geertruide und Catharina, 1980
- Aleida Kempkes-Smits, 1999
- Hendrikus H. Kerkenaar und Aagje Kerkenaar, 2008
- Jan Kerkhof, Klaartje Kerkhof und ihr Sohn Frederik, 1998
- Nicolasina Kerkhof-van Vugt, 1984
- Evert Kerseboom und Gerry Kerseboom, 1979
- Alexius Kerssemakers und Johanna Kerssemakers, 1980
- Albertus Kersten und Everdina Maria Kersten, 1980
- Hendrik Kersten, Catharina Hendrina Kersten und ihre Söhne Cornelis und Cornelis Catharinus, 1996
- Petronella Ketel, 1977
- Aartje Ketel-Bogaards, 1987
- Anna Emma de Kets-Vries, 1987
- Warner van Keulen, 1976
- Leendert Keuning und Dirkje Keuning, 1979
- Pieter Keuter und Griet Keuter, 1979
- Bheene Kevelam und Dreesje Kevelam, 1993
- Karel Kezer und Drika Kezer, 1975
- Herr Kiburg und Tine Kiburg, 1996
- Jacobus Kieft und Maria Kieft, 1977
- Lubertus te Kiefte und Geeske te Kiefte, 1984
- Geertje J. Kielema-Wierenga, 1976
- Jan Roelof Kiers und Christina H.L. Kiers, 2011
- Hendrik Kieviet und Grietje Kieviet, 1982
- Jan Kiewiet de Jonge und Geerdine Kiewiet de Jonge, 1997
- Jannegje Kijkuit, 1997
- Markus Kijkuit und Johanna Kijkuit, 1997
- Hendrik Kikkert und Griet Kikkert, 1974
- Hendrik Kikkert und Maria E. Kikkert, 1985
- Menno Kipp und Elisabeth Kipp, 2014
- Cornelius Klaarhamer und Alida Klaarhamer, 1980
- Dirk Klaasen und Hannie Klaasen, 2000
- Nico Klaassen und sein Bruder Carel, 1991
- Peter Klaassen und Geertjen Klaassen, 2001
- Arendina H. Klaver und ihre Schwester Geesje, 1965
- Abraham van Klaveren und Wilhelmina van Klaveren, 2001
- Petrus Kleibroek, Adriana Kleibroek und ihre Tochter Cornelia Hetem, 2011
- Albert ten Kleij und Wilhelmina ten Kleij, 1999
- Abraham van der Kleij und Maria E. van der Kleij, 1997
- Jan A. de Kleijn, 1987
- Arend Kleiman und Zwaantje Kleiman, 1983
- Johannes Kleiman, 1972
- Hendrik Klein Nagelvoort und Suzanna Klein Nagelvoort, 1974
- Jacobus Klein und Johanna Klein, 1997
- Jan Kasper Klein, 1974
- Lambert Kleine und Annie Kleine, 2013
- Gerhard H. Kleinjan und Johanna A. Kleinjan, 1977
- Egbert zur Kleinsmiede und Martine zur Kleinsmiede, 1983
- Leo Klerckx und Maria Klerckx, 2001
- Jan de Klerk und Anna de Klerk, 1998
- Jacob Klerk und Hendrika Klerk, 1999
- Geschwister Kleuver: Wijnanda, Cornelia, Jan-Willem und Cornelis, 1977
- Cornelis Kleyn und Alberta Kleyn, 1990
- Jan Kleyn und Margareta M. Kleyn, 1985
- Jan Kloek und Lucie Kloek, 1992
- Els Kloevekorn, 1977
- Henk Klok und Kaatje Klok, 1999
- Aart Klompmaker und Riemske Klompmaker, 1979
- Dina Kloos, 2016
- Dries Klooster, 1979
- Frans Kloosterman und Geeske Kloosterman, 1974
- Hubert Kloosterman, 1982
- Albert Klop und Elisabeth J. Klop, 1967
- Gradus Klopman und seine Söhne Hendrikus, Johannes, Teunis, Gerard und Jan, 1981
- Jan Herman Kluiver und Anna Elisabeth Kluiver, 2014
- Catharina Klumper-Schoemeyer, 1995
- Henk Kluvers, 1997
- Tanna Knap-Dronkers, 1980
- Adriana H.E.S. Knappert, 1988
- Cornelis Knegt und Christien Knegt, 1980
- Rins Knook-Bockma, 1987
- Klaas van der Knoop und Hendrika van der Knoop, 2006
- Reinout R. Knottnerus, 1986
- Krijn de Kock, Engeltje de Kock und ihre Kinder Corrie, Krijn, Leendert und Alie, 1983
- Engel Koek und Jannigje Koek, 1981
- Jacob Koekebakker und Lydia P. Koekebakker, 1987
- Jacobus Koekoek und Roelfje Koekoek, 1983
- Johanna Koeling-Nijsing und ihre Söhne Jan und Willem, 1981
- Peter Koen, Elizabeth Koen und ihre Kinder Peter und Joke, 2003
- Gerrit Koenekoop und Trijntje Koenekoop, 1996
- Jakob Dirk Koers, 1972
- Franciscus Antonius Koesen und Mathilda Josephina Koesen, 2011
- Gijsbert Koetsier, Peetje Koetsier und ihre Kinder Gijsbert und Hermien, 1993
- Albert van der Kogel und Hendrika van der Kogel, 1980
- Hein Kohly und Vonette Kohly, 1976
- Andre Marie Dorotheus de Kok, 2014
- Elisa Kok und Gre Kok, 1984
- Wilhelm Kok und Marretje Kok, 1997
- Maarten Kokje und Cornelia Kokje, 1981
- Alida Kole-Blauwhoff, 1998
- Willem Johan Kolff und Janke Cornelia Kolff, 2012
- Sjoukje Kolk, 1977
- Joseph Willem Kolkman, 2013
- Catharina Kollewijn-Teenstra, 2000
- Harm Johan Kollmer und Marie Kollmer, 1982
- Piet Komen und Anna Komen, 1974
- Georg Victor Ferdinand König und Helena Alberdina Maria König, 2012
- Ari Marten de Koning und Nel de Koning, 1980
- Jan de Koning und Guus de Koning, 1990
- Bouke Koning und Froukje Koning, 1964
- Gerrit Koning und Els Koning, 1994
- Lammert Koning und Grada Koning, 1966
- Nicolaas Koning und Annigje Koning, 1997
- Pieter Koning und Margje Koning, 1976
- Reinder Koning und Fokje Koning, 1986
- Theodorus Koning und Geertruida Catharina Koning, 2011
- Cornelis Konings und Johanna Konings, 1999
- Jaapie Kooistra und Rie Kooistra, 1974
- Sipke Kooistra und Gerritje Kooistra, 1980
- Wopke Kooistra und Heiltje Kooistra, 1972
- Albertus Kool und Maria Kool, 1978
- Petrus Kool und Anna Catarina Kool, 2010
- Adrianus Koolen und Maria Koolen, 2015
- Catharina Koolhaas Revers, 2017
- Anna Koopman, 1981
- Cornelis Koopman und Cornelia Maria Koopman, 2009
- Marinus Koopman und Frederika Koopman, 1990
- Theodorus Koopman und Maria Koopman, 2011
- Leonard Koopmans, Wilhelmina Koopmans und ihre Tochter Nora, 1994
- Albert Koops und Aukje Koops, 1969
- Henri Anton Koops, 1992
- Lucas Koops und Leida Koops, 1999
- Irmgard Koord, 2017
- Marinus Kooreman, Catharina Kooreman und ihre Töchter Marianne und Sigrid, 1990
- Cornelis Michael Koot, 1983
- Lenie van der Kooy, 1980
- Piet van der Kooy und Jannie van der Kooy, 1978
- Anton C. Kooy und Alida E. Kooy, 1989
- Eppo Kooy und Janke Kooy, 1969
- Hendrikus Koper und Martha Koper, 1992
- Harry Koppens und Gertruda Koppens, 1980
- Leo Koppert, 1980
- Hendricus J. Korff und Wilhelmina L. Korff, 1982
- Martinus A. Korff und Dina Korff, 1978
- Gerard C. Kornmann, 1991
- Hein R. Korpershoek, 1987
- Hendrik Kors und Neeltje Kors, 2001
- Johannes T. Korsten und Petronella Korsten, 1975
- Frederik W. Korten und Hermine C. Korten, 2014
- Marie Korts, 1992
- Cornelis Korver und Sara Korver, 1967
- Schwestern Clasina Korver, Elisabeth Korver und Cathrina Korver, 1976
- Willem Koster und Gerritje Koster, 1979
- Gert Jan Kottelenberg und sein Bruder Jan, 2012
- Adriaan Nicola Kotting, 2006
- Johannes G. Kraak und Sietske J. Kraak, 1981
- Willem Kraan, 1966
- Wilhelmina Kraan-Verhoeven und ihre Schwester Jannie Verhoeven, 1979
- Jan de Kraker und Adriana de Kraker, 1993
- Piet de Kraker und Anna de Kraker, 1976
- Bernardus Kramer und Antonia Kramer, 1985
- Gerrit Kramer und Marretje Kramer, 2013
- Antonius H. Kramers und Annie H. Kramers, 1991
- Anna M. Kramer-van Baal, 1985
- Jesse Kranenborg, 1978
- Janna Kranenburg, 1982
- Teun Kranenburg und Annie C. Kranenburg, 1985
- Margaretha H.J. Krantz-Methorst, 1978
- Gesina Krebs, 1975
- Klaas Kreeft und Dora Kreeft, 1985
- Wop Kreger, Koos Kreger und ihre Tochter Wiebrigje, 1998
- Simon van Kregten und Magdalena van Kregten, 1989
- Eva Kreiken-Kerkhoven und ihr Sohn Johannes, 1983
- Geuchien Kreuze, 2005
- Jas de Krijger und Griete de Krijger, 1978
- Cornelius Krijger und Adriana Krijger, 1980
- Wouter Albert Krijger und Alida Krijger, 2015
- Johannes Krijl und Jantje Krijl, 2017
- Elthien Krijthe und Neeltje Krijthe, 1972
- Geertruida M. van Krimpen, 1969
- Hendrik Kroeze, Jacoba Kroeze und ihr Sohn Piet, 1995
- Cornelis Kromhout und Petronella Kromhout, 2005
- Hendricus Kromhout und Catharina Kromhout, 2000
- Roelof Krommendijk und Katherina Krommendijk, 1973
- Dirk M.R.H. Kroon, 2007
- Kleys Kroon und Henriette Kroon, 1980
- Louise Kroon und ihre Tochter Pauline, 1999
- Antje G. Kroonenberg-Holthuis, 1985
- Johannes L. Kroos und Wilhelmina K. Kroos, 1982
- Frédéric J. Krop, 1968
- Johann F. Kropf und Amanda C. Kropf, 1979
- Jan Kruger, Geesina Kruger und ihre Tochter Gertruud, 1972
- Aaltje Kruitbosch-van den Bos, 1979
- Roelf Kruize und Geertruida Kruize, 2010
- Ties Kruize und Agatha J. Kruize, 1989
- Klaas Kruizinga und Cornelia Kruizinga, 1980
- Zoe Krul, 2004
- Engelbertus A. van der Kruyssen und Maria van der Kruyssen, 1977
- Pieter Kruyswijk und Francisca Kruyswijk, 1979
- Victor Kugler, 1972
- Bart Kuijer und Jentje J. Kuijer, 1985
- Nicolaas H. van Kuijk und Tonia van Kuijk, 1978
- Gerrit Kuijlenburg und Hendrika J. Kuijlenburg, 1972
- Catherina Kuilman, 1971
- Gerrit Kuiper und Wilhelmina Kuiper, 1994
- Jacob Kuiper, Antje Kuiper und ihr Sohn Jeltje, 1983
- Johan Kuiper und Johanna Kuiper, 1972
- Thijs Kuiper und Rinske Kuiper, 1972
- Gosse Kuipers und Hendrikje Kuipers, 2007
- Pieter Kuipers und Corrie Kuipers, 1991
- Augusta S. Kuipers-van der Woude, 1981
- Willem van der Kulk und Josephine van der Kulk, 2001
- Michiel Kunnen und Immerentiana Kunnen, 2005
- Helena Kunst-Visser, 1983
- Jacqueline Theodora Kuyck, 2011
- Aafje Kuyper-Prins, 1982
- Hendrik Kwant und Maria Kwant, 2017
- Willem Kwerreveld und Josina Kwerreveld, 1999
- Pieternella Kwikkers-Fortuin, 1984

### L
| Name                 | Geboren | Gestorben | Ort der Rettung | Grund der Ehrung | Jahr |
| -------------------- | ------- | --------- | --------------- | ---------------- | ---- |
| Antje van der Laan   |         |           |                 |                  | 1993 |
| Hendrik van der Laan |         |           |                 |                  | 1993 |

- Hendrik van der Laan und Pieternella van der Laan, 2015
- Matheus van der Laan und Jannie van der Laan, 1985
- Aafje Laan, 1972
- Cornelis A. Laan und Geertruida Laan, 1983
- Cor van Laanen, 1975
- Leendert Lafeber und Immigje Lafeber, 1995
- Aart Lagendijk und Johanna Lagendijk, 1992
- Christiaan Lakerveld und Marie Lakerveld, 1982
- Johan Lam und Hendrika Lam, 2001
- Gerardus Lamars und Johanna M. Lamars, 1981
- Franciscus Lambij und Maria Lambij, 1999
- Johannes Lamboo und Johanna Lamboo, 1998
- Peter J. Lambooy und Magdalena Lambooy, 1994
- Wilhelm Lammers und Dina Lammers, 2005
- Theun Lammertse, 1975
- Pieter Hermanus Landweer, 2007
- Nim Landzaat und seine Schwester Regina, 1979
- Rudolph de Lange und Anna de Lange, 2001
- Paul Lange und Ditje Lange, 1986
- Willem Langendonk und Cornelia Langendonk, 2005
- Wopke Langius und Stientje Langius, 1999
- Jacob Laning und Maria Laning, 1987
- Karel Lantermans und Hilda Lantermans, 2010
- Johannes Larmit, 1997
- Petrus Franciscus Laroo und Cornelia Laroo, 1979
- Hendrik Roelof Lasthuijzen und Cornelia Lasthuijzen, 2010
- Johanna Engelina Lebbink, 2008
- Johannes C. Lebeau und Maria S. Lebeau, 1981
- Paula Ledeboer-Stevens, 1970
- Jan van der Lee und Cornelia van der Lee, 1979
- Willem Leegsma und Aaltje Leegsma, 2007
- Eelke Leegstra und Antje Leegstra, 1980
- Hella Leegstra-Boereboom, 2006
- Theodorus Leenders und Mechthilde Leenders, 1991
- Friedje Leenderts, 1980
- Karel Leendertz und Maria T. Leendertz, 1985
- Boudewijn Leenheer, 2015
- Simon Leenheer und Jacoba Leenheer, 2008
- Fokke Leenstra und Albertina G. Leenstra, 1980
- Johanna Leepel-Labotz, 1966
- Hendrik van der Leer und Jans van der Leer, 1964
- Martinus van Leest und Elisabeth van Leest, 1989
- Johannes Leeuwe, Ida Leeuwe und ihre Tochter Maria A., 1985
- Cornelis van Leeuwen und Wilhelmina van Leeuwen, 1986
- Elizabeth C.J. van Leeuwen, Jan Jacobus van Leeuwen und ihre Tochter Elizabeth C.J. Jacobson, 2014
- Jo van Leeuwen, 1975
- Frieda van Leeuwen-Brouwer, 1983
- Joh LeFebvre und ihre Schwester Petronella, 1980
- Joop Legrand, 1986
- Hendrik Leguijt und Catharina Leguijt, 2005
- Jurjen Leicht und Sytske Leicht, 2003
- Cornelia Leignes Bakhoven, 1997
- Pietje van Leijdesdorff-Zon, 1984
- Johannes Leijdsman und Johanna Leijdsman, 2001
- Hendrik van Leijen und Petronella van Leijen, 1993
- Pieter Leijen und Sieuwtje Leijen, 1993
- Hendrik Lelyveld und Hendrika W. Lelyveld, 1982
- Hubertus H. Lemmens und Maria A. Lemmens, 1983
- Sibilla Lemmens-Bisschops, 1994
- Peter Lendfers und Maria Lendfers, 1999
- Dirk J. van Lente und Agatha J. van Lente, 1983
- Eelkje Lentink-de Boer, 1978
- Lubbertus Harmannus Leopold und Anna Leopold, 2014
- Gerda Leske, 2015
- Willem Lesman, Heike Lesman und ihr Sohn Ritzo, 1983
- Lambertus T. van Leth, Johanna W. van Leth und ihr Sohn Johannes, 1983
- Metje Lettinga, 2012
- Petrus van Leur und Theresia van Leur, 1996
- Willem Leurink und Ger Leurink, 1976
- Leo Levy und Lena Levy, 1982
- Felix de Leyer, Anthoinet de Leyer und ihre Tochter Cornelia, 2004
- Willem J. Leys und Johanna Leys, 1983
- Henk Liebeton und Teun Liebeton, 1983
- Jan Liefers, Johanna Liefers und ihr Sohn Gerrit-Jan, 1974
- Heleen Liem-Bure, 1980
- Geertruida van Lier, 1992
- Johannes W. H. van Lier und Johanna M. A. van Lier, 2013
- Petrus van Lieshout und Joanna van Lieshout, 2003
- Francois Lieuwes und Geertje Lieuwes, 2001
- Hendrik Lieuwes und Maria Lieuwes, 1999
- Johan G. Lieverdink und Grada A. Lieverdink, 1993
- Hendrikus Lievestro und Dina Lievestro, 1986
- Koenraad Limperg, 1986
- Johan Limpers und Toos Limpers, 1996
- Johan van der Linde und Everdine van der Linde, 2005
- Johanna van der Linde, 2015
- Antonius van der Linden und Leonie van der Linden, 1990
- Jacobus van der Linden und Cornelia van der Linden, 1991
- Willem J. van der Linden und Johanna van der Linden, 1966
- Willem J. Linden und Annie Linden, 1983
- Johannes Antonius Linders, 2014
- Pieter A. Linders und Cecilia H. Linders, 1989
- Derk te Lindert und Johanna te Lindert, 1997
- Johannes te Lindert und Anna Berendina te Lindert, 2007
- Antoon Lingemann und Greet Lingemann, 1970
- Geertruida Linker, 2003
- Martin van Linschoten und Lise van Linschoten, 2007
- Pieter Linschoten, Maria Linschoten und ihre Tochter Elizabeth, 1983
- Leo A. Linssen und Gertruda W. Linssen, 1982
- Johannes A.H. van Lith und Maria P. van Lith, 1971
- Lambertus Litjens und Anna Litjens, 2005
- Bastiaan Littel und Jozefiena Littel, 1985
- Cornelis Lodder und Maartje Lodder, 2001
- Willem J. Lodeizen, 1982
- Tymen Lodewijk, Hendrika Lodewijk und ihr Sohn Kees, 1966
- Gerardus J. Logger und sein Bruder Johannes H. Logger, 1992
- Franciscus Logtens und Johanna A. Logtens, 1982
- Derk J. van Lohuizen und Elisabeth van Lohuizen, 1982
- Gerrit S. van Lohuizen und Klazina J. van Lohuizen, 1982
- Elisabeth Loke, 1972
- Josephus S.H. Lokerman, 1994
- Marinus Lokerse, 1977
- Hans van Lookeren-Campagne und Cornelia van Lookeren-Campagne, 1983
- Cecilia A.M. Loots, 1969
- Cornelia Los, 1972
- Johannes M. Los, 1990
- Hendrik J. Loskamp und Christina Loskamp, 1989
- Geertruida E. Lourens und ihre Eltern Adrianus van Dijk und Wilhelmina E. van Dijk, 2010
- Mieke Louwers-Mees, 1977
- Albert Lowijs und Jantje Lowijs, 2011
- Aalt Lozeman und Alie Lozeman, 1979
- Wilhelmina F. Lubbe, 1985
- Geert Lubberhuizen, 1974
- Taeke Lubberts und Ymie Lubberts, 1977
- Willem Lucassen und Gertruda Lucassen, 2014
- Gerhardus van der Lugt und Elisabeth van der Lugt, 1983
- Julianus van der Lugt und Elizabeth van der Lugt, 2015
- Gerhardus Lugtigheid und Derkjen Lugtigheid, 2008
- Johannes Lugtigheid und Elisabeth Lugtigheid, 2007
- Lambertus Lugtmeier und Trijntje Lugtmeier, 1974
- Adrianus Luijer und Christina Luijer, 2002
- Gerrit Lunenborg und Annigje Lunenborg, 1983
- Goswin Edward Lups und Gabrielle H. Lups, 1982
- Hermanus Lust und Trijntje Lust, 1998
- Cornelis S. Lutgendorff, Entje Lutgendorff und ihre Töchter Akke und Tine, 1987
- Johannes Lutgendorff und Hiltje Lutgendorff, 1987
- Lourens Lutgendorff und Cornelia Lutgendorff, 1976

### M
| Name            | Geboren | Gestorben | Ort der Rettung | Grund der Ehrung | Jahr |
| --------------- | ------- | --------- | --------------- | ---------------- | ---- |
| Alida de Maaker |         |           |                 |                  | 1977 |
| Isaac de Maaker |         |           |                 |                  | 1977 |

- Bernardine de Maal, 1978

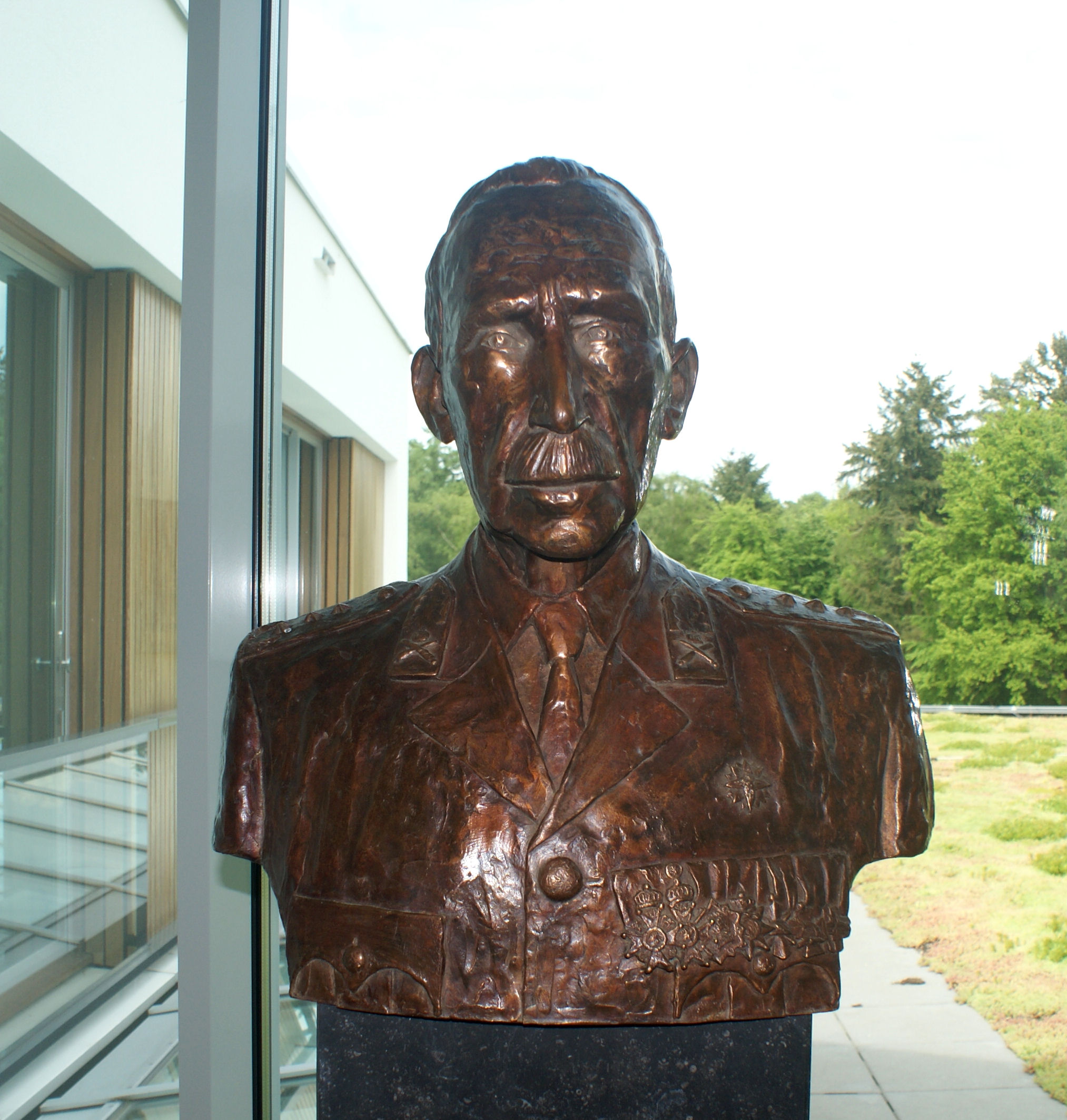
Büste von Ted Meines in Doorn

- Pim van Maanen und Gerda van Maanen, 1964
- Jan de Maar und Annetje de Maar, 1972
- Hendrik van der Maas und Grietje van der Maas, 2009
- Jacob van der Maas, 2009
- Christianus A. Maas und Maria Maas, 1989
- Johannes B. Maas und Anna M. Maas, 1989
- Johanna Maas-Bovenkerk, 2006
- Bep Maas-Versluis, 1983
- Harm Maat und Femmigje Maat, 1985
- Albert Maatman und Henkie Maatman, 1974
- Henriette Macey, 1992
- Eric Mackay und Gertrud Mackay, 1995
- Franz Magendans, 1984
- Johannus G. Mager und Neeltje Mager, 1983
- Koert Mager und Wija Gezina Mager, 1979
- Elisabeth A. Magnin, 1973
- Willem F. Maillette de Buy Wenniger, 1992
- Antoine Maintz und Wilhelmina Maintz, 1978
- Hendrikus Majoor und Wilhelmina Majoor, 1975
- Bernardus Johannes Maljers und Carolina Christina Maljers, 2008
- Johan van Mameren und Antonetta van Mameren, 2004
- Jan van Manen und Anna van Manen, 1974
- Teunis van Manen und Tietje van Manen, 1986
- Henk Manie, 1978
- Ada Mansholt, 1978
- Arie van Mansum, 1969
- Margaretha van Mansum, 1963
- Eduard Carolus Marien und Maria Marien, 2011
- Willem Marissen, 1983
- Hendrikus J. Markus und Antonia C. Markus, 1978
- Mijndert van Marle und Johanna van Marle, 1996
- Helene M. Marple-Eberwein, 1985
- Hendrik van Marrum und Hanna van Marrum, 1978
- Jacobus de Mars und Anna H. de Mars, 1966
- Albertus Martens und Christina F. Martens, 1982
- Hendrik Martijn und Sjoukje Martijn, 1985
- Willem D. Martini, 1983
- Christien Maso-Sheriff, 1994
- George Mastenbroek und Johanna Mastenbroek, 1997
- Bernard Mateman und Johanna W.G. Mateman, 1980
- Bernard D.J. Mateman und Berendina H. Mateman, 1984
- Gerardus Maters und Christina Maters, 1998
- Cornelis van der Matten und Meyntje van der Matten, 1997
- Rutger Matthijsen, 1974
- Rosemarie Mauthner, 1982
- J.M. Mayer und Nel Mayer, 1976
- Gerrit J. Meboer, Johanna Meboer und ihre Kinder Nuy, Gerrit und Riek
- Theodorus Meddens und Elisabeth Meddens, 2002
- Johannes van Meegeren, Maria L. van Meegeren und ihre Kinder Robert, Louise und Agnes, 1983
- Gerrit van Meekeren, Hendrikje van Meekeren und ihre Kinder Marten und Rietje. 1993
- Andries S. van der Meer, 1994
- Arie P. van der Meer und Riemke B. van der Meer, 1980
- Frederik van der Meer und Johanna van der Meer, 1978
- Hans van der Meer und Wilhelmina van der Meer, 1979
- Keimpe van der Meer und Atsje van der Meer, 1979
- Pieter van der Meer und Anna van der Meer, 1973
- Pieter Adriaan Meerburg, 1974
- Johan R. Meerdink und Gerdiena J. Meerdink, 1983
- Anna C. Meeren-Marijnissen, 1999
- Albert van Meerveld und Hendrika van Meerveld, 1977
- Dirk van Meerveld und Willempje van Meerveld, 2015
- Jan van Meerveld und Dinie van Meerveld, 1977
- Jozef Meessen und Agatha J.E. Meessen, 1985
- Julianus Adrianus Meesters, 1990
- Sanderina van Meeteren, 1974
- Wilhelmus van Meeuwen und Maria J. van Meeuwen, 1967
- Cornelis J. Meeuwis und Rieke Meeuwis, 1980
- Jan Willem van der Meijden, 1973
- Loef de Meijer und Lida de Meijer, 2001
- Adrianus Hermannus Meijer und Wilhelmina Meijer, 1995
- Douwe Gerbrand Meijer und Baafke Meijer, 1975
- Hendrik Meijer und Roelfina A. Meijer, 1979
- Jacob Meijer und Bastiaantje Meijer, 1994
- Jacobus Meijer und Janna Meijer, 1985
- Johannes Meijer, Petronella Meijer und ihre Kinder Hendriekje, Petronella und Jan, 2002
- Meta Meijer, 1969
- Hendrik J.W.A. Meijerink, Aaltje J. Meijerink und ihre Tochter Truus, 2008
- Aaltje Meijerink-Zweers, 1985
- Jan Meilof Yben, seine Eltern Johan & Adriaantje, sein Bruder Johan und seine Schwester Jannetje van Raalte, 1966/1995
- Klaas Meima und Elisabeth H. H. Meima, 1983
- Annie Meinders, 2010
- Henk Meinema und Mimi Meinema, 2008
- Willem Meinen und Hermina Berendina Meinen, 2011
- Ted Meines, 1992
- Berend Meiring und Pietronella Meiring, 2000
- Marinus A. van Melle, 1978
- Willem Mellink und Maria Mellink, 1969
- Truus Menger, 1967
- Cornelis P. Mennes und Johanna Mennes, 1979
- Lammert Menning und Johanna Menning, 1976
- Jan Cornelis Mennink, 1989
- Marten Menschaar, 1988
- Barbara Mens-Koster, 2006
- Wieger Mensonides, 2017
- Albertje Menthen-Kleine Deters, 1995
- Johannes Mes und Margaretha Mes, 2004
- Willem Mesdag und Sjoukje G. Mesdag, 1993
- Michael Mesicek, Maria J. Mesicek und ihre Töchter Anna-Maria und Hubertina, 1985
- Hendrik Methorst und Ans Methorst, 2002
- Willem Methorst und Dirkje Methorst, 1979
- Elisabeth Mets, 2015
- Henriette de Metz-Wiechmann, 1999
- Hibbe Metz, Grietje Metz und ihre Tochter Tietje, 1982
- Bernardus van der Meulen und Sjoukje van der Meulen, 1983
- Johan van der Meulen und Marie van der Meulen, 1971
- Klaas van der Meulen und Pietje van der Meulen, 1998
- Pieter Willem van der Meulen und Adriana van der Meulen, 2016
- Jacobus Meulman, 1974
- Cornelis van Meurs und Aaltje van Meurs, 2016
- Eppo E. Meursing, 1984
- Harry Meyers und Dora Meyers, 2004
- Alex Micheels und Anna Maria Micheels, 2013
- Arie van Middelkoop und Antonia van Middelkoop, 1990
- Wim Middendorp und Tiny Middendorp, 1970
- Doede Miedema und Jantje Miedema, 1981
- Jacob E. Miedema und Hieke Miedema, 1981
- Pieter Miedema und Joekje Miedema, 1993
- Tjeerde Miedema und Antje Miedema, 1966
- Laurens Mieloo, Anna Mieloo und ihr Sohn Pieter, 1974
- Johan D.A. van Mierlo, 1977
- Johanna Miersch, 1981
- Herman Migchelbrink und Aleida Migchelbrink, 1993
- Geert Migchels und Annegje Migchels, 1985
- Bastiaan van Mill und Heiltje van Mill, 1981
- Karel Millaard und Nel Millaard, 1969
- Marja Moens-Schroeder, 1982
- Freek Moerbeek, Johanna Moerbeek und ihr Sohn Govert, 1992
- Odile Maria E. Moereels, 1971
- Cor Mol, 1979
- Willem Mol und Willempje Mol, 2017
- Gezina van der Molen, 1998
- Henricus van der Molen und Welmoet van der Molen, 1985
- Hillegonda W. van der Molen, 1982
- Jacob C. van der Molen, 1975
- Geertje Molendijk-Klijnsma, 1987
- Zacharias C. Molengraaf, 1986
- Gerard Molewijk und Grietje Molewijk, 1996
- Martina Adriana Molewijk, 1976
- Franciscus Molmans, Henriette Molmans und ihre Tochter Annie, 1975
- Cornelia Mol-Slobbe, 2003
- Marinus Moltzer und Clara Moltzer, 1997
- Antonius Gerardus Mom, 1983
- Willem Mondriaan, 1978
- Johannes Monhemius, Emma Marie Monhemius und ihr Sohn Adolf E. H., 2011
- Frans Monincx, 1999
- Douwe Monsma und Grietje Monsma, 2006
- Cornelis J.M. Montanus, 1983
- Huibert Monteban und Neeltje Monteban, 1983
- Adriaan van Moock und Johanna van Moock, 1980
- Lijsbertus de Mooij und Henrica de Mooij, 1991
- Pieter Mook und Dorothea P. Mook, 2008
- Johannes Moolenaar und Johanna Moolenaar, 1999
- Sophie Moolenaar, 1974
- Martinus Moolenschot und Gerarda Moolenschot, 2001
- Bertus Moolhuizen und Johanna Moolhuizen, 1997
- Wouter de Moor und Liesbeth de Moor, 1977
- Harry Mooren, 1993
- Edwina Louise Moor-Polak, 1981
- Anna Mooy-Visser, 1974
- Maria Hermina te Morsche und Johan te Morsche, 1987
- Frederik Morssink und Bertha Morssink, 2017
- Jan Dirk Mos und Maria A. Mos, 1977
- Leenderd Mostard und Cornelia Mostard, 2013
- Jacob Moulijn, Louise Moulijn und ihre Kinder Petronella und Tammo, 1984
- C.D. Kees Moulijn, 1974
- Dirk van Mourik und Wilhelmina van Mourik, 1992
- Gert van Mourik, Marrigje van Mourik und ihre Tochter Klazien, 1994
- Wilhelmina J. Moussaut-Ruys, 1985
- Jane Mudde und Jacob A. Mudde, 1981
- Petrus Muijsers und Maria Muijsers, 2017
- Hendrik Muis und Anna Catharina Muis, 1990
- Gerardus de Mulder und Anna de Mulder, 1983
- Alberta Mulder, 2016
- Gerard Mulder und Eke Mulder, 2015
- Gerrit Mulder und Gornelia Mulder, 1984
- Harm Mulder und Jantje Mulder, 1972
- Hendrik Mulder und Catharina Mulder, 2008
- Jan Mulder und Akke Mulder, 2009
- Jan Mulder und Tjitske Mulder, 1982
- Jan Mulder und Trijntje Mulder, 1985
- Katy Mulder, 1964
- Marinus Mulder und Johanna Mulder, 2016
- Frau Mulder, 1975
- Petronella Mulder, 2016
- Roelf Mulder, 1988
- Wilhelmina Mulder, 1999
- Wim Mulder, 2013
- Geesje Mulder-Luchies, 1981
- Christiaan J. Mulders und Hendrikje Mulders, 1981
- Louise Henriëtte van Mulder-Marle, 2005
- Guillaume Mulleneers und Maria C. Mulleneers, 1980
- Antonius G. Muller und Anna C. Muller, 1982
- Pieter G. Muller und Itje Muller, 1983
- Pieter Muller und Adriana H. Muller, 1994
- Herta Muller-Kuhlenthal, 1984
- Pieternella M.N. Muller-van de Perel, 1983
- Vreni Munch-Zwagerman, 1986
- Albertus Munnik, Violette Munnik und ihre Tochter Nora, 1975
- Jules Muns und Trijntje Muns, 2016
- Neeltje van Munster-van den Burg, 1982
- Gerard Musch, 1981
- Jaap Musch, 1981
- Wilhelmina Musch, 1981
- Samuel E. van Muschenbroek, 1986
- Adriana Wilhelmina Musly, 2008
- Marinus L. Mussert und Alida J. Mussert, 1989
- Johanna P. Muurling-Bruijne, 1995

### N
| Name                     | Geboren | Gestorben | Ort der Rettung | Grund der Ehrung | Jahr |
| ------------------------ | ------- | --------- | --------------- | ---------------- | ---- |
| Leonardus Jacobis Nabben |         |           |                 |                  | 2013 |
| Maria Gertrudis Nabben   |         |           |                 |                  | 2013 |

- Jan Naber und Jantina Naber, 1983
- Zwier Naber, Derkje Naber und ihre Kinder Jaap, Herma und Klarina, 1989
- Geleyn W. Naeije und Marie Naeije, 1994
- Abraham van der Nagel, Margaretha van der Nagel und ihre Tochter Meta, 1981
- Arie Nagtegaal, Johanna Nagtegaal und ihre Tochter Martha, 1988
- Jacob Nagtegaal und Celia Nagtegaal, 1988
- Piet Nagtegaal und Teuni Nagtegaal, 1988
- Piet Nak, 1966
- Bauke Nales und Hendrika J. Nales, 1988
- Jan Nap und Jannetje Nap, 1986
- Walle H.J. Nauta und Ellie Nauta, 2008
- Walle Nauta und Uilkje Nauta, 1988
- Jan Nawijn, Lolkje Nawijn und ihre Schwestern, Akke, Fokke und Dien, 1984
- Louis Neele und Marina Neele, 2001
- Klaas Neervoort und Arendje Neervoort, 1993
- Christiaan Nellen und seine Schwester Maria, 1982
- Geertje Neuberg-Zijlstra, 1988
- Maria Josephina Niclaes-Groen, 1984
- Jan Niemeijer und Martha Niemeijer, 1972
- Johanna Theodora Niemeijer, 1989
- Klaas Nienhuis und Jantje Nienhuis, 1983
- Charles Niesten, 1994
- Schwestern Tjits Nieuwboer und Riek Nieuwboer, 1978
- Geesje J. Nieuwenhuis-Brusse, 1991
- Johanna Regina Nieuwenhuis-Schilpzand, 1993
- Dennis Nieuwenhuizen und Anna Nieuwenhuizen, 1976
- Johannes A. van Nieuwenhuyzen, 1984
- Lena van Nieuwenhuyzen-Olie, 1984
- Pieter van Nieuwkoop und Albertha van Nieuwkoop, 1979
- Abraham Nijdam, Tine Nijdam und ihre Tochter Greta, 1982
- Gerrie Nijenberg und seine Schwester Gerrit, 2007
- Tjalle te Nijenhuis und Sophia te Nijenhuis, 1980
- Wolter J. Nijenhuis und Anne Nijenhuis, 1988
- Ijsbrand H.M. Nijgh, 1992
- Gerrit Nijhof und Anne Nijhof, 1972
- Hendrik Nijhof, 2002
- Evert J. Nijhuis und Johanna Nijhuis, 1992
- Gerrit J. Nijhuis, Diena Nijhuis und ihre Kinder Johan und Hanna, 1976
- Frederik Nijkamp und Tonia Nijkamp, 2005
- Geert Nijland und Aaltje Nijland, 2001
- Gerrit Hendrik Nijland und Johanna Frederika Nijland, 2011
- Albert Nijwening und Jacoba Nijwening, 1972
- Jan Nijwening und Hermina Nijwening, 1985
- Petrus van Nimwegen und Ida van Nimwegen, 2006
- Hendrik J. Nobels und Maria Adriana Nobels, 1980
- Delphine A.C. Nolet-de Bie, 1983
- Hugo Nolthenius, Nellie Nolthenius und ihre Tochter Helene, 1999
- Karolina L. Nonnekens, 1983
- Leendert de Nooijer und Cornelia de Nooijer, 1981
- Jan W. van der Noordaa und Maria J. van der Noordaa, 1971
- Willem A. van der Noordaa und Anna van der Noordaa, 1971
- Willemina Noordewier-Dhont, 1981
- Nicolas Noordhof und Adriana Noordhof, 1999
- Wilco Noorlag, Johanna G. Noorlag und ihre Tochter Geesien, 1976
- Jan van Noorloos und Trijntje Neeltje van Noorloos, 2014
- Cornelis van Noort und Cornelia Anna van Noort, 2012
- Johannes Norder und Jantje Norder, 1983
- Anne Noy, 2007
- Matthijs H.J. Numan, 1982
- S.R. Numans und Gerry Numans, 1995
- Ans Nuttig-Dis, 1977
- Elisabeth H.J. Nuver-Kneteman, 1989
- Gerrit Nyhoff, Johanna Nyhoff und sein Sohn Willem, 1979
- George Nymeyer, 1986

### O
| Name             | Geboren | Gestorben | Ort der Rettung | Grund der Ehrung | Jahr |
| ---------------- | ------- | --------- | --------------- | ---------------- | ---- |
| Arnold Oerlemans |         |           |                 |                  | 1981 |
| Bertha Oerlemans |         |           |                 |                  | 1981 |

- Gerrit B. van 't Oever und Niesje van 't Oever, 1979
- Jan C. van Oeveren und Catharina van Oeveren, 1992
- Willem H. van Oeveren und Johanna G.E. van Oeveren, 1992
- Sake Oevering und Maaike Oevering, 1992
- Agatha Offenberg, 1981
- Gerardus F. A. Oirbans, sein Vater Henricus J. F. und die Schwestern Maria und Bertha, 1981
- Geertruida Okma, Berdina Okma und ihre Kinder Martha, Petronella, Geertruida, Grietje, Treintje und Gerrit Willem, 1978
- Louise Okma-Kroon, 2002
- Suzanna J.E. Oldeman-Met, 1982
- Aaltjo Oldenburger, 1979
- Pieter H. Olij und Jannie Olij, 1989
- Gerrit Olink und Anna C. Olink, 1989
- Gerrit Olofsen, Johanna Olofsen und ihre Tochter Bernardina, 1983
- Jacobus Ombach und Johanna Ombach, 1979
- Jacoba M. Omvlee-Bekhuis und ihre Kinder Harm H., Swopke L., Johannes, Jan, Antienus, Jacoba Maria und Albertus, 1987
- Dirk Onderweegs, 1972
- Hendricus Oolbekkink und Jaantje A. M. Oolbekkink, 1981
- Herr und Frau Ooms, 1980
- Frau Ooms, 1990
- Ada van Oordt, 1977
- Johan van Oorschot, Mina van Oorschot und ihre Kinder Jan, Willem, Anna und Theodora, 1979
- Berend H. Oortman und Dirkje Oortman, 1984
- Herman van Oosten und Truus van Oosten, 1975
- Johannes van Oosten und Wilhelmina van Oosten, 1991
- Dini van Oosten-van Breugel, 1992
- Teunis Oostenbrug und Jakoba H. Oostenbrug, 1988
- Jan Oostendorp und Stijntje Oostendorp, 1979
- G. Oostergo und Reina W. Oostergo, 1992
- Tonnis P. Oosterhoff und Hendrika Oosterhoff, 1979
- Klaas Oosterkamp und seine Tochter Hendrika, 1980
- Anna Elizabeth Oosterlee, 1990
- Cornelis Oosterlee und Huibertje Oosterlee, 1984
- Laurent van Oosterom, 1977
- Jan Oosterveen und Grietje Oosterveen, 1987
- Johan Oosterveld, Gerritdina Oosterveld und ihre Mutter Hermina, 2004
- Arend J. Oosterveld und Siena Oosterveld, 1992
- Nel Oosthout, 1977
- Arie Oostlander und Celia Oostlander, 2007
- Dirk Oppedijk, Gerritje Oppedijk und ihre Kinder Wiebren und Akke, 1996
- Harm Ordelman und Alida Ordelman, 2010
- Gerrit Jan Ormel und Ankeliena Ormel, 1992
- Hermanus Orriens und seine Frau, 1989
- Halbe Osinga und Leeuwkje Osinga, 1997
- Arie Oskam und Elisabeth Paulina Oskam, 1981
- Bertus Gerrit Oskam und Wilhelmina Oskam, 1973
- Marius Oskam und Maria Oskam, 2017
- Johanna Oskam-Holleman und ihre Tochter Risje, 1978
- Jan Otten und Zwaantje Otten, 1985
- Seine Otten und Jans Otten, 1974
- Jacobus Oudejans und Adriana Oudejans, 2001
- Wilhelmus Oudejans und Gijsbertha Oudejans, 2001
- Hendrik den Ouden und Catharina den Ouden, 1998
- Jeanne Oussoren, 1997
- Cornelia Wilhelmina Ouweleen, 1968
- Cornelis Ouwersloot, 1991
- Jan van Overbeeke und Geertruida van Overbeeke, 1981
- Louis H.P. Overberg und Laura J. Overberg, 1973
- Joop Overdiep und Teun Overdiep, 1983
- Leendert Overduin und seine Schwestern Marietje und Corrie, 1973
- Jacob S. Oversloot und Jeltje Oversloot, 1975
- Willem C. Ovink und Gerardina E. Ovink, 1980

### P
| Name                 | Geboren | Gestorben | Ort der Rettung | Grund der Ehrung | Jahr |
| -------------------- | ------- | --------- | --------------- | ---------------- | ---- |
| Adrianus Paarlberg   |         |           |                 |                  | 2013 |
| Hillechien Paarlberg |         |           |                 |                  | 2013 |

- Henk van Paasschen und Pia van Paasschen, 1992
- Juliana Martina Paats, 1968
- Wolter Padding und Grietje Padding, 1983
- Frans Pakker und Rie Pakker, 2009
- Klaas Pals und Bertha Pals, 1998
- Maria Henrica Pare, 1968
- Wilhelm van Parreren und Sara van Parreren, 1986
- Nicolaas Pauk und Johanna A. Pauk, 2007
- Willem Paul und Plonia Paul, 2001
- Johannes Paulissen und Anna Paulissen, 1990
- Keimpe Paulus und Annie Paulus, 1999
- Paul Paulus und Alice Paulus, 1987
- Paulus Paulusma und Helene Paulusma, 1998
- Paulus Paulusma und Jenke Paulusma, 2000
- Henny Peeks, 1974
- Hendrika J. Peereboom-Harmsen, 1994
- Jacobus Peeters und Seite Mutter Jacoba, 1983
- Johanna Peiser-de Haan, 1974
- Cornelis Johannes Pekelharing und Ada Jeanne Pekelharing, 2014
- Geertruida Pel und ihre Tochter Trijntje Pfann, 2012
- Petrus Pellis, Bernardina Pellis und ihre Kinder Johanna und Antoon, 2003
- Jan Pels und Johanna Pels, 1976
- Henk E. Pelser, 1995
- Gerrit Hendrik Pennings und Johanna Pennings, 1991
- Jan Bernard Pennings und Johanna Pennings, 1991
- Pieter J. Pennings und Johanna B. Pennings, 1983
- Jaap Penraat, 1997
- Johannes Penseel und Maria Penseel, 2006
- Hendrik Pentinga und Jantje Pentinga, 2000
- Allegonda G. Peper, 2007
- Herman Peppelman und Petronella Peppelman, 1974
- Nikolaas van der Perk, 2010
- Lucas Peters van Nijenhof und Cornelia Peters van Nijenhof, 1981
- Casper Peters und Vrouwtje Peters, 1994
- Jan M. Peters und Maria W. Peters, 1981
- Johannes Peters und Gerarda Peters, 2017
- Lambertus Petter, Hinke Petter und ihre Töchter Hendrika und Dina, 1975
- Gerard Peypers und Rie Peypers, 1969
- Abraham Pfann und Gerritje W. Pfann, 1980
- Frederik ("Frits") J. Philips, 1995
- Hendrike Picauly-van der Wal, 1987
- Franciscus J. Pieper und Cornelia Pieper, 1969
- Carolus Piet und Wilhelmina Piet, 2003
- Honore Pieters und Catharina Pieters, 2008
- Bernardina C. Pietersen-van Niel, 1984
- Geert Pijlman und Martha Pijlman, 1992
- Govardus Pinxteren und Elizabeth Pinxteren, 1991
- Gerrit Plaat und Frederikje Plaat, 1980
- Wilhelmus Plant und Wilhelmina Plant, 2015
- Nicolaas Plantinga und Hendrikje Plantinga, 2009
- Jan W. Platteel und Cathrien Platteel, 1972
- Hendrik W. Pleijsier und Neeltje Alida Pleijsier, 2009
- Matthias Pliester und Gijsje Pliester, 1967
- Catharina van der Ploeg, 1995
- Marinus van der Ploeg und Christina van der Ploeg, 2007
- Jeltje van der Ploeg-IJsselstein, 1995
- Schwestern Jeanne Ploegman, Betsy Ploegman und Marie Ploegman, 1978
- Albert Dirk Plomp und Johanna Plomp, 2010
- Cornelis Plomp und Hendrina Plomp, 1985
- Hendrik van der Poel, Adriana van der Poel und ihre Tochter Wilhelmina, 1987
- Leendert van der Poel und Alida van der Poel, 1979
- Wouter M. van der Poel und Clasine van der Poel, 1985
- Bernhardina H. van de Pol und ihre Tochter Elizabeth Gertruida, 2013
- Hendrikus van de Pol und Lena van de Pol, 1979
- Elizabarth van der Pol und Cornelia van der Pol, 1993
- Albert Pol und Femmigje Pol, 1979
- Lida Polak, 1977
- Emma Poldervaart, 1996
- Henri Theodoor Maurits van de Poll, 1993
- Hendrik Polman und Hendrika Polman, 1992
- Johannes Th.Pompen und seine Tochter Geertruida, 1980
- Hendrik Ponneker, 2001
- Andries Ponsteen und Dieuwke Ponsteen, 1971
- Cornelis Pont und Adriana Pont, 1973
- Gerardus J. Pontier und Dora M. Pontier, 1968
- Maria Poons-Moll, 1981
- Homme Poort, 2004
- Martinus A.M. Poorts, 1980
- Albert Popping und Talje Popping, 1977
- Dirk Pos, 1983
- Hendrik Josephus Pos und Marcelle Marie Pos, 2011
- Jaap van der Post und Annie van der Post, 1987
- Bartel Post, 1980
- Gerrit Post und Geesje Post, 1983
- Hendrik Post und Harmina A. Post, 1983
- Johannes Post und Dien Post, 1965
- Klaas Post und Roefina Post, 1995
- Marinus Post, 1979
- Wiggele Post und Lipkje Post, 1984
- Marian Postema, 1980
- Martje Posthuma, 1983
- Arend D. Posthumus und Jantina Posthumus, 1982
- Nicolaas W. Posthumus und Willemijn Posthumus, 2008
- Obe Posthumus und Barta Posthumus, 2008
- Hendrik Postma und Geeske Postma, 2005
- Djoerd Postma und seine Kinder Sietske und Renze, 1974
- Gooitsen Postma und Hendrika Postma, 1985
- Haije Postma und Baukje Postma, 2016
- Klaas Postma und Berber Postma, 1976
- Koos Postuma, 1981
- Siege Postuma und Cornelia Postuma, 1983
- Sieger Postuma, 2003
- Diederich Potharst und Mina Potharst, 1987
- Adrianus van der Pouw und Wilhelmina van der Pouw, 2009
- Hendrik Pouw und Margarete Pouw, 1977
- Cornelis Pouwer und Isabella Pouwer, 1975
- Annie van der Praag, 1974
- Trijntje van Praag-Taconis, 1982
- Alida Praag und Tom Praag, 1993
- Frank van Praagh und Bep van Praagh, 1982
- Petronella Cornelia van Praagh, 2016
- Annie van Praagh-Labordus, 1982
- Wigel Primowees und Sophie Primowees, 1981
- Adriaan Prins, Catharina Prins und ihre Kinder Melgerdina, Cornelia, Adriana, Ada und Aria, 1983
- Karel A. Pronk und Johanna Pronk, 1970
- Jaap van Proosdij, 1997
- Johan Proosdij und Christina Proosdij, 2001
- Jan Protzman und Fem Protzman, 1988
- Gijsbertus Prudon und Guillemine J. Prudon, 1980
- Pieter Punt und Pieternella Punt, 2000
- Karel H. van der Putt und Adriana J.M. van der Putt, 1971
- Antonius van der Putten und Maria van der Putten, 2008

### Q
| Name               | Geboren | Gestorben | Ort der Rettung | Grund der Ehrung | Jahr |
| ------------------ | ------- | --------- | --------------- | ---------------- | ---- |
| Maria Quasten      |         |           |                 |                  | 1989 |
| Servaas E. Quasten |         |           |                 |                  | 1989 |

### R
| Name               | Geboren | Gestorben | Ort der Rettung | Grund der Ehrung | Jahr |
| ------------------ | ------- | --------- | --------------- | ---------------- | ---- |
| Jo van der Raaf    |         |           |                 |                  | 1968 |
| Trien van der Raaf |         |           |                 |                  | 1968 |

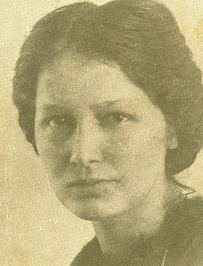
Annie Romein-Verschoor (1920er Jahre)

- Gerard van Raan und Gerda van Raan, 2011Annie Romein-Verschoor (1920er Jahre)Hendrikus Cornelis Raats und Maria Johanna Raats, 2012
- Johannes Gerardus Rademakers, 2013
- Jan Ramp und Sara Ramp, 2008
- Jan Ran und Wilhelmina Ran, 1991
- Herr und Frau van Randen, 1980
- John van Rangelrooy und Pieternella van Rangelrooy, 1985
- Albert Ras und Klaasje Ras, 2016
- Wijtze Raven, 1981
- Geschwister Jan Ravensbergen, Jacoba Ravensbergen, Janna Ravensbergen und Wilhelmina Ravensbergen, 1977
- Henny van Reeden, 1978
- Dirk Reeder und Sibbelina J. Reeder, 1979
- Andre Reeders und Aaltje Reeders, 2009
- Lubbertus Reefhuis und Geertje Reefhuis, 2016
- Wilhelm Albert Reek und Jannetje Reek, 1997
- Wilhelmina van Reen-Mellema, 1988
- Hendrik Reesink, Ida Reesink und ihr Sohn Willem, 1981
- Sjoukje Reeskamp-Wielinga, 1987
- Nicolaas Jan de Regt, 2014
- Jozias Reijnierse und Suse Reijnierse, 1985
- Arie Reiman und Johanna Reiman, 1991
- Lukas J. Reimerink und Johanna S. Reimerink, 1982
- Lukas Johannes Reimerink und Berendina Reimerink, 2000
- Arnoldus A. Reinders und Aaltje Reinders, 1982
- Eef Reinders, 1992
- Leonardus J. Reinders und Maria Reinders, 1988
- Willem Reinders, 1978
- Willem Reinders, 1999
- Jacqueline Reinink, 1997
- Cornelis D. Reitema, 1984
- Jan Reitsema und Tine Reitsema, 1964
- Egbert Reitsma und Fokje Reitsma, 1972
- Guus A.C. Reitsma, 1986
- Liebe Reitsma und Maaike Reitsma, 2015
- Johan Remy und Elise Remy, 2001
- Jan Renema und Alberdina Renema, 1983
- Luitzen Renema und Anna Renema, 2006
- Jan Willem Rengelink, 1983
- Jan A. Rensenbrink und Marie B. Rensenbrink, 1986
- Tonny van Renterghem, 1987
- Leendert Reumerman und Jannigje Reumerman, 1984
- Albertus H. Reusink und Elisabeth M. Reusink, 1984
- Diederich Reuter und Agnes Reuter, 1998
- Tieneke C.J. Reutlinger-de Lange, 1981
- Lodewijk Reuvers und Neel Reuvers, 1980
- Anton Reybroek, 1977
- Frederik Reys, Catharina Reys und ihr Sohn Willy, 1992
- Hendrik J. Rhebergen und Aleida G. Rhebergen, 1995
- Dirk C. de Ridder, 1984
- Jan Ridder und Hermine Ridder, 1983
- Johanna A. Rieff-Nieuwesteeg, 2001
- Semmy Riekerk-Glasoog, 1981
- Jan Dirk van 't Riet und Cornelia van 't Riet, 2010
- Derk Jan te Rietstap und Pietertje te Rietstap, 1992
- Leendert Rietveld und Aaltje Rietveld, 1979
- Schwestern Agatha van Rijn, Maria van Rijn und Cornelia van Rijn, 1992
- Jacobus Rijnbout und Eelkje Rijnbout, 2003
- Dirk Rijpkema und Trijntje Rijpkema, 1975
- Bart Rijpstra und Wytske Rijpstra, 2016
- Krik van Rijswijk und Corrij van Rijswijk, 1971
- Onno Rinzema und Cornelia Rinzema, 1983
- Arie Rip und Berendina Rip, 1975
- Hendrik Robbertsen, Lina Robbertsen und ihre Tochter Catharina, 2000
- Martinus Roberscheuten, Wilhelmina Roberscheuten und ihre Töchter Maria Henrica und Henrica van den Berg, 2013
- Johan G. Roby und Frederika J. Roby, 1991
- Willem Rodenburg und Wilhelmina Rodenburg, 1985
- Wilhelmina Rodrigues Garcia-Velder, 1978
- Hans Roelants, 1986
- Maria Roeloffzen-Smits und Wilhelm Roeloffzen-Smits, 1999
- Cornelis Roelofs und Trijntje Roelofs, 1980
- Johannes Roelofs und Cornelia Roelofs, 2014
- Aart Roelofsen und Wilhelmina Roelofsen, 1985
- Gerrit Roelofsen, Janna Roelofsen und ihre Kinder Gerrit und Riek, 1982
- Dick Roeper und Petronella Roeper, 1980
- Dick Roeper und Veem Roeper, 1980
- G.J. Roerink, Hannah Roerink und ihre Kinder Bernard und Anna, 1973
- Pim Roest, 2006
- Sieme Roffel und Akke Roffel, 1994
- Willem Roffel und Antje Roffel, 1994
- Willem Roffel und Ritske Roffel, 1983
- Jacob Rog und Elisabeth Maria Rog, 1999
- Cornelis Roggeveen und Heintje Roggeveen, 2009
- Johan Rombach und Corrie N. Rombach, 1995
- Peter Rombout und Anna Rombout, 1992
- Jan Marius Romein und Anne Helena Margaretha Romein, 2011
- Jan Romkes und Adriana M. Romkes, 1983
- Sietze Romkes, Hendrika Romkes und ihr Sohn Johannes, 1978
- Dirk Romviel, 2014
- Hendrika B. de Ronde, 1981
- Cees Ronde und Gerritje Ronde, 1979
- Ruurd de Roo und Jetje de Roo, 2003
- Pleun Roodnat und Johanna Roodnat, 1972
- Jan de Rooij und Anna de Rooij, 1979
- Thomas de Rooij und Gijsberta de Rooij, 1979
- Bram van Rooij und Hendrika van Rooij, 1993
- Joost W. de Roon und Antje de Roon, 1988
- Pieter van Roon, 2017
- Binne Roorda, 1996
- Jan Roorda und Rien Roorda, 1996
- Henricus C. de Roos und Johanna C. de Roos, 1984
- Anton Roos und Annie Roos, 1978
- Arie Roos und Getje Roos, 1979
- Cornelis Roos, 1986
- L. Roos und Neeltje Roos, 1995
- Willem Roos und Anna Christina Roos, 2015
- Anna H. Rooseboom, 1977
- Johan Roostee und Petronella Roostee, 1980
- Hendrik de Rooy und Hubertina de Rooy, 1991
- Theodorus de Rooy und Johanna Rooy, 1991
- Johannes P. van Rooy und Johanna A.M. van Rooy, 1981
- Antoine J. Rooze und Margaretha M. Rooze, 1981
- Jan van Rosendaal, Bastiaantje van Rosendaal und ihre Töchter Pieternella und Dirkje, 1987
- Jan Rosier und Martje Rosier, 2011
- Steven Rosier und Aaltje Rosier, 2011
- Willem Roskam, Janna Roskam und ihr Sohn Jacobus, 2007
- Antje Rosse van-Kabbedijk, 1985
- Gelmer van Rossum und Hendrikje van Rossum, 1978
- Jan W. Rot und seine Frau, 1974
- Jacob Rothuizen und Christina Johanna Rothuizen, 2014
- Wilhelmus van de Rotten und Johanna van de Rotten, 1983
- Jan L. van Rotterdam und Gerritje van Rotterdam, 1984
- Johan G. Rougoor und Anna Rougoor, 1987
- Vivian Rowe und Hendrina Rowe, 1983
- Sebald van Royen und Theodora van Royen, 2002
- Albert Rozeman, 1985
- Albert Jan Rozeman, 1985
- Steven Rozeman und seine Tochter Geesje, 1983
- Jan Engelke Rozendal und Fennechien Rozendal, 2015
- Arend Jan Ruesink und seine Tochter Dora Albertina, 2011
- Michiel Ruigrok und Margaretha Ruigrok, 1975
- Pieter Ruijterman und Petronella Ruijterman, 2014
- Jarl Ruinen und Klara Ruinen, 1981
- Henk de Ruiter und Nora de Ruiter, 2001
- Jochem de Ruiter und Cunera de Ruiter, 1981
- Jan Ruiter, 2012
- Jan Jacob Ruiter und Helena Wilhelmina Ruiter, 2012
- Johannes Ruiter und Elisabeth Ruiter, 1996
- Philip Rumke, seine Mutter Jet und sein Sohn Philip
- Jan Runhaar und Gretchen Runhaar, 1999
- Gerardus J. Rusche und Maria Rusche, 1977
- Johannes Rustenburg und Grietje Rustenburg, 1978
- Evert Jan Rutgers und Hendrina Cornelia Rutgers, 2013
- Gerrit Rutgers und Marigje Rutgers, 2013
- Mary Ann Ruting, 2017
- Antonius J.J. Rutten und Jakoba H. Rutten, 1987
- Wessel Ruwersma und Ankje Ruwersma, 2009

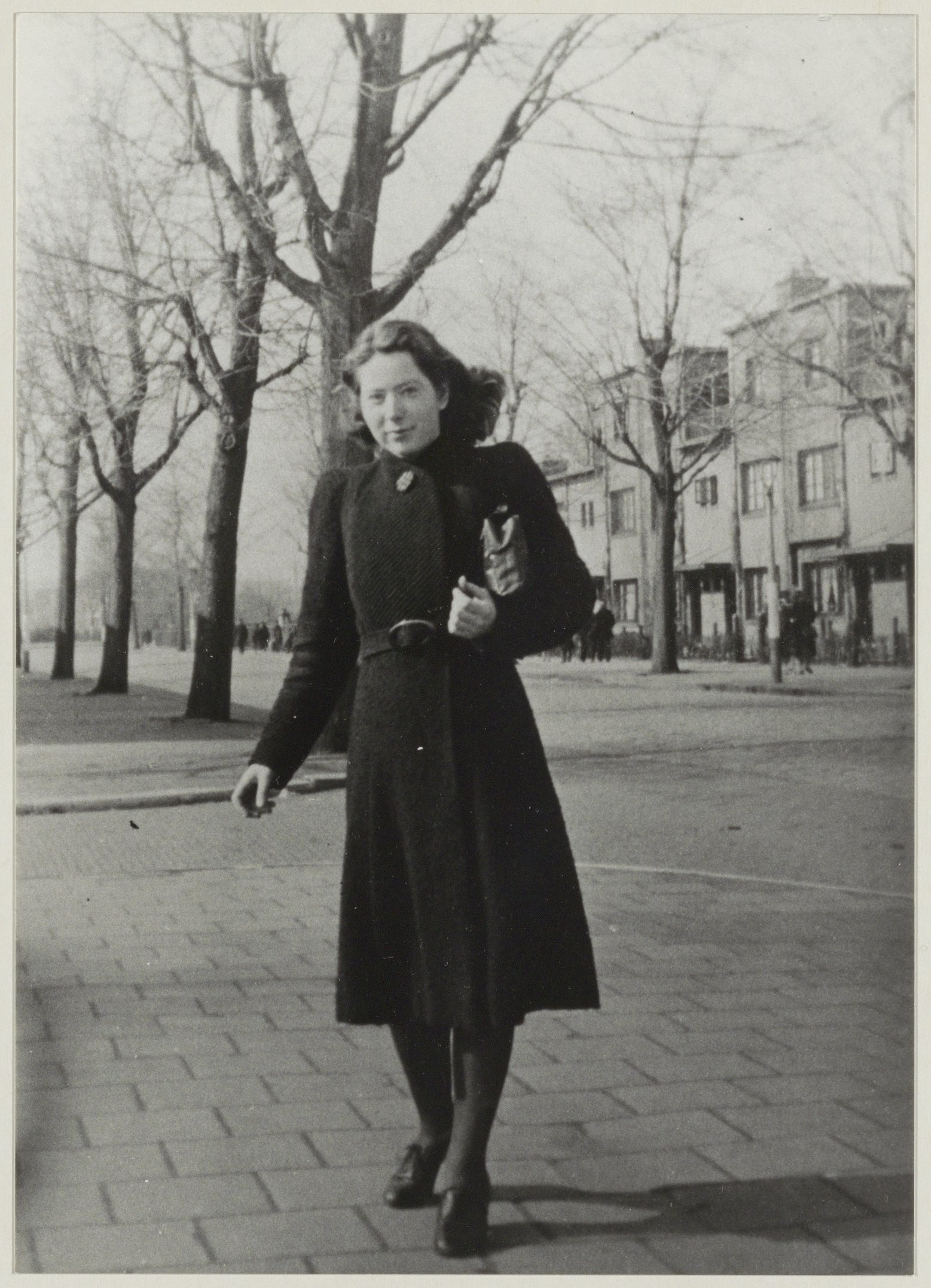
Hannie Schaft (1938–40)

### S
| Name      | Geboren | Gestorben | Ort der Rettung | Grund der Ehrung | Jahr |
| --------- | ------- | --------- | --------------- | ---------------- | ---- |
| Frau Saas |         |           |                 |                  | 1973 |
| Herr Saas |         |           |                 |                  | 1973 |

- Dorothea Johanna Margaretha Sajet, 2011
- Erna Frederika E. Salim-Siewers, 1980
- K.J. & H. van der Salm, 1995
- Michiel Salome, 1964
- Geert Salomons und Johanna W. A. Salomons, 1994
- Henk Samplonius und Marie Samplonius, 1996
- Froukje Samplonius-Garritsen, 1996
- Anton Samsom und Ann Samsom, 1981
- Willem Sandberg, 1968
- Antonius Cornelus Sanders und Francisca Sanders, 2012
- Albert Santing und Frederika Santing, 1994
- Wilhelmina Cornelia C. Sarstadt, 1990
- Gooitzen van der Schaaf und Jetske van der Schaaf, 1981
- Pieter van der Schaaf und Hermina J. van der Schaaf, 2007
- Roel van der Schaaf und Anna van der Schaaf, 1980
- Gerrit Schaafsma und Johanna Catarina Schaafsma, 2015
- Siek Schaafsma und Anna Schaafsma, 2006
- Jan B. Schaap und Geertruida A.J. Schaap, 1983
- Jan Jacob Schaap und Gerretje Schaap, 1978
- Wolter Schaap und Hiltje Schaap, 1983
- Tinus Schabbing und Tony Schabbing, 1964
- Hannie Schaft, 1967
- Piet Schaft und Aafje Schaft, 2009
- Kees van Schagen und Johanna van Schagen, 1986
- Dirk van Schaik, 1979
- Pieter van Schajik und Johanna C. van Schajik, 2008
- Dirk Schakel und Anna Clasina Schakel, 1978
- Maarten Schalekamp und Cornelia Schalekamp, 1984
- Josephina W. Scharis-Verheul, 1991
- Pieter A. Schat und Annie Schat, 1989
- Pieter Scheele, Esther Scheele und ihre Tochter Cornelia, 2003
- Reinier Jan Scheele und Jannetje Scheele, 2003
- Maria J. Scheeres, 1985
- Antonius J. Scheermakers, 1973
- Cornelus A. Scheffer und Hendrikje Scheffer, 2007
- Lukas A. Scheffer und Betsy Scheffer, 1982
- Cornelis Schelling und Cornelia Schelling, 1982
- Arnoldus Schellinx und Trinette Schellinx, 1984
- Jan Schep, 2006
- Hendrik Schepers, 2011
- Leonardus van Schie und Maria van Schie, 1988
- Hendricus Schijffelen und Charlotte Schijffelen, 1986
- Leo Schild, 1982
- Anna Josephine Schilders, 2010
- Hendrik Schimmel und Jannigje Schimmel, 2015
- Cees Schipper und Grietje Schipper, 2002
- Johan Schipper und Annie H.C. Schipper, 1986
- Johanna Schipper, 2012
- Klaas Abe Schipper, 2014
- Pieter Schipper und Annie Schipper, 2000
- Willem Schipper und Elisabeth Schipper, 2001
- Geert Schippers und Wiegertje Schippers, 1983
- Bernard Schmidt und Tina Schmidt, 2006
- Grethe Schnepp, 1984
- Joost Schoen und Anna Johanna Schoen, 2011
- Coenraad Schoffer, Sara Schoffer und ihr Sohn Ivo, 1972
- Johannes H. Schogt und Ida J. Schogt, 1983
- Hans Richard Johannes Scholle, 1979
- Harmen Scholten und Ida Scholten, 1992
- Jo Scholten und Bep Scholten, 1967
- Johannes Scholten, Geesje Scholten und ihre Tochter Lucretia, 1985
- Geert Schonewille und Hendrika Schonewille, 1983
- Hendrik Schonewille und Albertje Schonewille, 1983
- Jan Schonewille und Bertha Schonewille, 1982
- Jan Schonewille und Femmigje Schonewille, 1985
- Rense Schonewille und Martje Schonewille, 1986
- Simon Schoon, 1976
- Hendrik Schoonderwoerd und Johanna Schoonderwoerd, 2005
- Johan Schoone und Gerritje Schoone, 2015
- Pieter Schoorl und Anaatje A. Schoorl, 1980
- Mannes Schoppink und Maria Schoppink, 2016
- Wilto Schortinghuis und Berta Schortinghuis, 1976
- Berend Schot, Johanna Schot und sein Sohn Jan, 1993
- Klaas Schot und Truus Schot, 1979
- Andreas Schotel, Anna Schotel und ihre Töchter Anna und Johanna, 1984
- Henricus van Schothorst und Ljoeba van Schothorst, 1999
- Johannes Schotten, Maria Schotten und ihre Tochter Lucia, 1992
- Jan Schoumans, 1998
- Jacob Schouten und Clazina Schouten, 2015
- Niek Schouten und Aag Schouten, 1984
- Theodorus Schouten, Marta Schouten und ihre Tochter Cornelia, 1992
- Gerardus Schoutrop und Anna Schoutrop, 2001
- Pieter Schouwstra und Engelina-Cornelia Schouwstra, 1996
- Gerardus Schrama, Maria Schrama und ihr Sohn Nicolaas, 1986
- Synco Schram-de Jong und Gertje Schram-de Jong, 1985
- Louise Schreinemachers-Matthes, 1992
- Frans Schreuder, 1988
- Theo Schreuder und Corrie Schreuder, 1975
- Jan Schreur und Ali W. Schreur, 1987
- Pieter H. Schreurs und Maria Schreurs, 1983
- Jan Schrier und Franscina Schrier, 2003
- Hermen Schrijver und Petertje Schrijver, 2013
- Wilhelm Schroeder, 1982
- Margje Schroeder-Villerius, 1974
- Frida Schuitemaker, 1979
- Derk Schukkink, Johanna Schukkink und ihre Kinder Johan und Egbertha, 1984
- Balt Schuling und Dientje Bonga Schuling Schuling, 2011
- Anna J. Schultink-van Eck, 1986
- Johan W. Schumacher und Alida Schumacher, 1982
- Ad van Schuppen und seine Schwester Marika, 1973
- Frans van Schuppen, 1973
- Engbert Schuppert, 1974
- Jacobus Schuringa und Jacoba Schuringa, 1999
- Hermanus Schurink und Antje Schurink, 2017
- Hendrik Schut und Johanna Schut, 2006
- Gerrit Schuurman und Grada Schuurman 2005
- Klaas Schuurman, Wesselina Schuurman und seine Tochter Marie, 1975
- Marie Schuurman, 2006
- Jan Schuurs und Dirkje Schuurs, 2004
- Hendrikje Schwencke, 1997
- Cristina Segboer und ihre Schwester Frederika, 2011
- Fennigje Seinen-Mekkes, 1987
- Frederik Jan ten Seldam und Jenneken ten Seldam, 2010
- Andries Selier und Wietske Selier, 1974
- Hendrik Sels und Marie Sels, 2000
- Cato Serne-de Jong, 1986
- Jan van Seventer und Johanna van Seventer, 1996
- Thijs Sieben und Jelte Sieben, 1985
- Hugo Siegenthaler und Wijbrigje Siegenthaler, 2000
- Maria S. Siemons-Jansen, 1981
- Alexander, P. Siepman und Gijsbertha Siepman, 1974
- Christian W. Siepman und Dirkje Siepman, 1974
- Maarten Gijsbert Siepman, 1974
- Afke Sieswerda und seine Tochter Tine, 1968
- Brüder Henk Sietsma und Hein Sietsma, 1977
- Rienk Sijbrandi und Botje Sijbrandi, 2007
- Symon Sijmonsma, Johanna P. Sijmonsma und seine Kinder Hendrika J.C. und Gerardus S., 1978
- Reintje Sijtsema, 2004
- Bauke Sijtsema und Catharina Sijtsema, 1987
- Hendrik Sikkes und Marijke Sikkes, 1980
- Klaas Sikma, 2006
- Peter J. Silvertand und Maria G. Silvertand, 1981
- Johanna Simons und ihre Tochter Erika, 2001
- Jet van Sinderen, 1981
- Meint Sinkgraven und Zwaantje Sinkgraven, 1982
- Ulbe Sipkema und Willie Sipkema, 1995
- Jan Sitenga, Nieske Sitenga und ihre Tochter Willemke, 1999
- Willem Six und Arnoldina Six, 2012
- Frederik Sixma, Maria Sixma und ihr Sohn Frederik Frits, 2011
- Antonie Sjaardema und Cornelia Sjaardema, 1998
- Andries Sjollema und Greet Sjollema, 1995
- Jan Slaghuis und Berendina Slaghuis, 1998
- Adrianus Sleegers und Engelina Sleegers, 1965
- Jacob van der Slik und Elisabeth van der Slik, 1998
- Willem K. Slik und Derktje Slik, 1983
- Cornelis Slobbe, Johanna Slobbe und ihre Tochter Cornelia Mol, 2002/2003
- Fredrik Slomp und Tjaltje Slomp, 2013
- Wim Slooten, Agnita Slooten und ihre Tochter Gus, 1979
- Marinus-Adriaan Slootmaker, 1996
- Arie P. van der Sluijs und Teuntje van der Sluijs, 1974
- Andries van der Sluis und Hendrika Johanna van der Sluis, 2010
- Willem van der Sluis und Gerritdina van der Sluis, 2017
- Carel F.W. Sluyter und Grietje Sluyter, 1979
- Hendrik Jan Smeenk und Grada Smeenk, 2012
- Leen Smeenk und Im Smeenk, 1972
- Bernard D. Smeenk und Josina Anna Smeenk, 1980
- E.S. Smelik, 1977
- Piet Smets, 1980
- Albertus H. Smit und Elchien Smit, 1981
- Arend J. Smit, 1984
- Jan Smit, 1964
- Jan Smit und Wenigje Smit, 1985
- Jeltje Smit und ihre Nichte Anneke Luik, 2010
- Johan Smit und Titia Smit, 1975
- Karst Gerrit Smit, 1978
- Klaas Smit und Christina Smit, 1993
- Klaas Smit, Maria Smit und ihre Tochter Wilhelmina, 1989
- Klaas Smit und Reina Smit, 2006
- Willem Smit und Andrea Smit, 2017
- Jan H. Smith und Aaltje Smith, 1978
- Maria Smits, 2016

- Jacob Smulders und Maria Magdalena Smulders, 2011
- Harry Snapper und Martha Snapper, 2006
- Johanna W. Snatager und ihre Eltern Antonie Temming und Lucia C.H. Temming, 2009
- Maarten de Snayer und Martje de Snayer, 1979
- Kornelis Sneijders de Vogel und Sophia Hendrika Sneijders de Vogel, 2012
- Fransiscus H. Snel und Hillegonda Snel, 1983
- Jan Snel und Ati Snel, 1992
- Pieter J. Snellen, sein Sohn Jan C. und seine Töchter Nel und Hendrika, 1988
- Johannes H. Snijckers und Anna E. Snijckers, 2008
- Hans Snoek, 1996
- Antonius Sodderland und Gerdina Sodderland, 1986
- Cornelis Soerink und Jaan Soerink, 1978
- Cornelis van Soest und Johanna van Soest, 1992
- Arie Soeteman und Adriana J. Soeteman, 1977
- Johannes H. van Soldt und Maria L. van Soldt, 1981
- Antonius van Someren und Wilhelmina van Someren, 1980
- Dirk J. Somsen und Wilhelmina H. Somsen, 1980
- Mathieu Sonnemans, 1982
- Piet Soorsma und Titia Soorsma, 1999
- Arie Sparreboom und Johanna Sparreboom, 1966
- Aleida Sparreboom-Haverkamp, 1982
- Nel van der Spek, 1976
- Pieter Spek und Geertruida Spek, 2003
- Durk Spiekhout, Froukje Spiekhout und ihr Sohn Jan, 2008
- Matthijs Spies, Wijntje Spies und ihre Tochter Cornelia, 1995
- Jorden Spijker und Jannetje Spijker, 2007
- Simon Spinder und Anna Spinder, 1969
- Antonius Spit und Anna Spit, 2017
- Philipus Spits und Ytje Spits, 1982
- Harm van der Spoel, Pietje van der Spoel und Sohn Berend, 1985
- Sietske van der Spoel und ihr Sohn Pieter, 1983
- Dirk Spoelstra und Bertha Spoelstra, 1973
- Klazina Spoelstra-van Veen, 1991
- Frau J.C. Sporry-Everaars, 1974
- Frederik Sprado und Cornelia Sprado, 1981
- Jan Spreij und seine Eltern Adrianus und Antje, 1986
- Petrus Sprengers und Hermiena Sprengers, 2002
- Willem Sprokholt und Gerritdina Sprokholt, 1984
- Hendrik Spronk und Jakobje Spronk, 2014
- Marinus Spronk und Johanna Spronk, 2009
- Eilt Staal und Korneelsie Staal, 2007
- Gerrit van de Stadt und Annie van de Stadt, 1986
- Cornelis van Stam und Trijntje van Stam, 1990
- Nicolaas Cornelis Stam und Johanna Jacoba Stam, 2009
- Johan Stapel, Niesje Stapel und ihre Söhne Johan und Olof, 1978
- Marinus van Stapele, Truus van Stapele und ihre Tochter Hermine, 1969
- Egbert Star, 1999
- Teunis Starkenburg und Janke Starkenburg, 2010
- Nickolaasje Stark-Sinoo, 1983
- Piet Stavast und Cornelia E. Stavast, 1983
- Philip van der Steen und Anna van der Steen, 2007
- Pieter Steenbergen und Ida Steenbergen, 2015
- Egbert Steenbergen, Aaltje Steenbergen und ihr Sohn Herman, 2002
- Antonius Steenbruggen und Lena Steenbruggen, 2002
- Elizabeth N. van Steenhoven-Spaander, 1988
- Henk Steenhuizen und Margot Steenhuizen, 2008
- Willem Steenkamp und Janna M. Steenkamp, 1989
- Johanna van Steensel, 2004
- Albert Steenstra und Louise Steenstra, 1980
- Taede Steenstra und Egbertje Steenstra, 1979
- Frederik H. Stegeman, 1983
- Albertha A.C. Stegeman-Douwes, 1983
- Nicolaas Stegerwalt und Ann Stegerwalt, 2001
- Jannie Steinfort-van Aalst, 1992
- Nicolaas A. Stempels, Jacoba Stempels und ihre Söhne Jacobus und Nicolaas, 1970
- Johannes Stenekes und Boukje Stenekes, 1979
- Theophile Stevens, 1968
- Jacob Stierman, 1982
- Lydia Stigter-Schoffer, 1972
- Johannes van der Stijl und Wilhelmina van der Stijl, 1993
- Maartje van der Stoel, 2014
- Martinus van der Stoel und Henriette van der Stoel, 1975
- Marianne Stoetzer, 1978
- Hijme Stoffels und Emelie Stoffels, 1968
- Antonius Stoke und Petronella Stoke, 2015
- Roel Stoker und Annie Stoker, 1981
- Johan A. Stokmans und Hermine Stokmans, 1971
- Pieter Stol und Elisabeth Wilhelmina Stol, 2011
- Frank Stolk und Hendrika A. Stolk, 1979
- Maria Stolker, 2011
- Maria Stolker-van der Drift, 2003
- Johan Stork, Guretta Stork und ihre Tochter Anna, 1994
- Willem F. Storm, 1985
- Wilhemina Stortelers und Hendrik Jan Stortelers, 1979
- Arnoldus Stouten, 1991
- Harry Stouten und Anna Stouten, 1981
- Cobi van Straalen-van Deelen, 1974
- Jacobus Straatsma und Geertruida W. Straatsma, 1989
- Johannes Marinus Willem Frederik Stramrood, 2014
- Johan van Straten und Dina van Straten, 1971
- Jan Strating und Wilhelmina Antonia Strating, 2015
- Hendrik van de Streek und Jacoba van de Streek, 1991
- Cornelis Strijbis und Trijntje Strijbis, 2016
- Jan Strijk und Fijchje Strijk, 1983
- Tina B. Strobos und ihre Mutter Marie, 1989
- Cornelis Stroomenbergh und Jansje Stroomenbergh, 1998
- Dirk Stroomenbergh, Johanna C. Stroomenbergh und ihre Tochter Jo, 1975
- Jan Stroomenbergh, Johanna Stroomenbergh und ihre Kinder Jan und Johanna, 1997
- Marthe Stroop und Bertus Stroop, 1973
- Leendert J. Struijk und Reurdina Struijk, 1974
- Clazina E. Struik-Smits, 1991
- Siemon Suiker und Johanna Suiker, 1981
- Petrus Suuring, Hendrika Suuring und ihr Sohn Petrus, 1983
- Geertruida C. Swaan de-Willems, 1989
- Jacobus de Swart und Sipkje de Swart, 1983
- Pieter van Sweeden und Grietje van Sweeden, 2017
- Hendrik Sweepe, 1983
- Schwestern Grietje Sweers und Lena Sweers, 1983
- Jan H. Swenne, Adriana C. Swenne und ihre Kinder Arie und Jeanette, 1985
- Johan Switters und Ties Switters, 1992
- Johannes Syrier und Anna Syrier, 2009
- Engbert Sytsma und Gertrud Sytsma, 1982

### T
| Name                    | Geboren | Gestorben | Ort der Rettung | Grund der Ehrung | Jahr |
| ----------------------- | ------- | --------- | --------------- | ---------------- | ---- |
| Johanna Philippina Taal |         |           |                 |                  | 1968 |

- Jan Tabak und Hasina Tabak, 1983
- Jean Tacken, sein Bruder Bernard und seine Schwestern Maria und Lina, 2003
- Frits Tacx und Ida Tacx, 1978
- Johan Hendrik Takkenberg, 1977
- Jakob Talen und Gerritdina Talen, 1983
- Nicolaas Talsma und Johanna M.G. Talsma, 1983
- Petrus Jacobus Tambach und Maria Anna Tambach, 2015
- Reinhardt Wilhelm van der Tang und Cornelia Wilhelmina van der Tang, 2013
- Theodorus Tangelder und Ingeborg Tangelder, 1973
- Hendrina Taselaar-Ponsen und ihre Tochter Antoine, 1986
- Pieter L. Tasseron und Clasina Tasseron, 1989
- Elisabeth Tates, 2010
- Johanna Arnolda Tavenraat, 1982
- Adela Teeboom, 1965
- Arie Teegelaar und Elisabeth Teegelaar, 1967
- Ritske Tel und Maaike Tel, 1974
- Anton Tellegen und Henriette Tellegen, 1965
- Cor Termaat und Dorie Termaat, 1990
- Peter N. Termaat und Adriana B. Termaat, 1985
- Henk Terpstra und Marie Terpstra, 1968
- Johannes Terpstra, Alie Terpstra und ihr Sohn Gerben, 1989
- Paul Willem Terwindt, 1980
- Bertus van Terwisga und seine Tochter Hendrikje, 1996
- Cornelis Hendrikus Teutscher, 1983
- Martha Reina Thain-de Boer, 1984
- Petrus Franciscus Theelen und Bernardina C.M. Theelen, 2010
- Hendrikus Theissen, 2013
- Henriette Thomassen a Thuessink van der Hoop van Slochteren, 1982
- Hendricus M. Thomassen, Anna M. Thomassen und ihre Töchter Josefina und Lucia, 1979
- Jan G. Thoomes und Elly Thoomes, 1982
- Ernst Thuere, Miep Thuere und seine Schwester Wilhelmine, 1973
- Gerben Tiedema und Anna J. Tiedema, 1970
- Jochem W. Tiekstra und Trijntje Tiekstra, 1979
- Arie van Tiel und Hendrika van Tiel, 1993
- Gerrit van Tiel und Klaartje van Tiel, 1993
- Albert Tiel und Catharina Geertruida Tiel, 2008
- Johannes A. Tielen und seine Schwester Maria J.A., 1980
- Jan Tielenburg und Lammigje Tielenburg, 1984
- August M. van Tienhoven und Maria Christina van Tienhoven, 1977
- Pieter Tigchelaar und Maria P. Tigchelaar, 1986
- Albert J. ten Tije, Bertha W. ten Tije und ihre Tochter Aleida, 1987
- Coenraad van Tijen und Annie van Tijen, 2014
- Peter Tijssen, Maria Tijssen und ihr Sohn Willem, 1984
- Antoine van Tilborgh und Jeneke van Tilborgh, 1982
- Martinus van den Tillaart, Johanna van den Tillaart und ihre Tochter Lambertha, 1998
- Frans Tillemans und Josina Tillemans, 2007
- Paulus van Tillo und seine Kinder Frans und Maria, 1989
- Simon Tilsma und Adriana Tilsma, 2017
- Aris Timmer und Bregta Timmer, 1982
- Romke Timmermans und Klaaske Timmermans, 1974
- Mien Tinbergen, 1970
- Pieter Tjeertes und Margaretha Tjeertes, 1984
- Benne Tjoelker und Johanna Tjoelker, 1974
- Jan W. Toebes und Aaltje Toebes, 1999
- Leenard Toes, 1978
- Cornelis van Tol und Eeke van Tol, 1982
- Johannes van Tol und Marrigje van Tol, 2000
- Berber Tolsma, 2007
- Jacoba J. van Tongeren, 1990
- Adrianus T. Toom und Willempje Toom, 1996
- Gerrit J. van den Top und Anna M. van den Top, 1979
- Hendrik Torsius und Geert Torsius, 1971
- Laurens Touwen und Anna Touwen, 1987
- Willem Trago und Dirkje Trago, 1979
- Hendrik A.L. Trampusch, 1979
- Jack Trenning und Jane Trenning, 1978
- Antje Treurniet-Wiersma, 1982
- Adrianus J. van Trier und Cornelia H. van Trier, 1973
- Hendrik Tromp und Antje Tromp, 1983
- Herre Tuininga und Itschke Tuininga, 1998
- Gerben Twijnstra und Jetske Twijnstra, 1979

### U
| Name         | Geboren | Gestorben | Ort der Rettung | Grund der Ehrung | Jahr |
| ------------ | ------- | --------- | --------------- | ---------------- | ---- |
| Anna Ubbink  |         |           |                 |                  | 1974 |
| Johan Ubbink |         |           |                 |                  | 1974 |

- Johan B. Ubbink und Solveig Ubbink, 1996
- Johan G. Ubbink, 1996
- Antje Uithof-Bouma und ihre Tochter Fimke, 1992
- Johanna A. Uittenbroek und ihre Schwester Clara L., 1979
- Victor Ulens und Wilhelmina Johanna Ulens, 1982

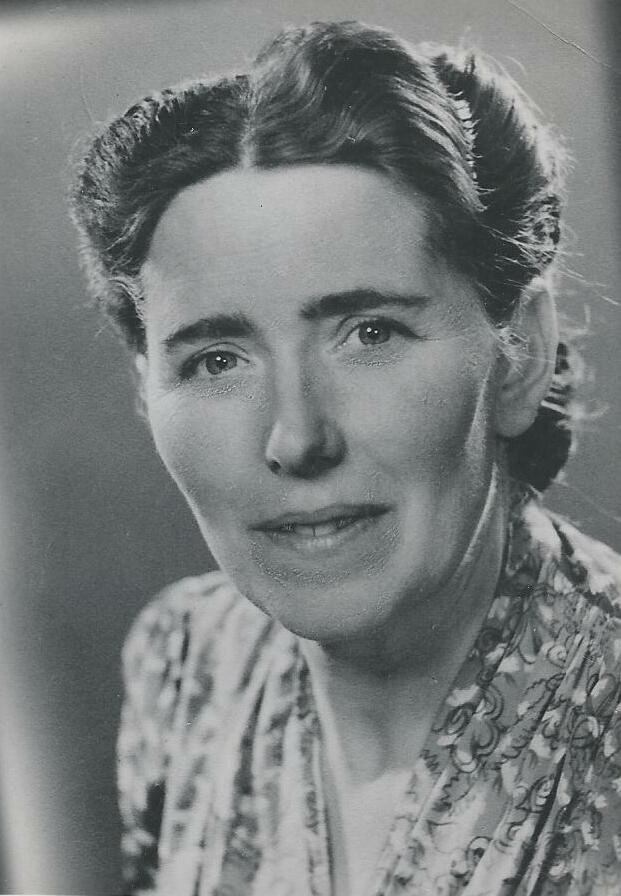
Hanna van de Voort (1956)

- Mieke Urbach-Vreedevoogd, 1981
- Hendrica van Urk-Karstens, 1977

### V
| Name                  | Geboren | Gestorben | Ort der Rettung | Grund der Ehrung | Jahr |
| --------------------- | ------- | --------- | --------------- | ---------------- | ---- |
| Dirk H. van der Vaart |         |           |                 |                  | 1983 |
| Neels van der Vaart   |         |           |                 |                  | 1983 |

- Riet van der Vaart, 2006
- Willem Vader und Gertrud Vader, 1990
- Gerrit W. Val und Dina Val, 1967
- Mink Valk, Mien Valk und ihre Tochter Marie Geugjes, 1997
- Catharina H. J. Valken-de Boer, 1987
- Louis Vandermeulen und Francis Vandermeulen, 1994
- Dirk Vedder und Grietje Vedder, 1990
- Jacob Vedder und Geertje Vedder, 1994
- Gerard van der Veen und Hennie van der Veen, 1974
- Gerrit van der Veen, 2002
- Hendrikus van der Veen und Margje van der Veen, 1983
- Jan van der Veen und Lina J. van der Veen, 1979
- Jitse F. van der Veen und Jo van der Veen, 1982
- Karel van der Veen und Teuntje van der Veen, 1990
- Anna van der Veen-de Jong, 1972
- Aalt van Veen und Aartje van Veen, 2015
- Cornelis van Veen und Macheltje van Veen, 1977
- Durk van Veen und Fimke van Veen, 1993
- Wilhelmina van Veen und ihr Sohn Cornelis, 1993
- Gerard Veeneman und Jantje Veeneman, 1981
- Wilhelmine C. Veenenbos-de Freytag, 1983
- Cornelis Veenhof und Marretje Veenhof, 2007
- Geertruida van Veen-Prasing und ihre Tochter Maria, 1999
- Ritske Veenstra und Immigje Veenstra, 2004
- Anne Veenstra und Siets Veenstra, 1979
- Hendrik Veenstra und Theresa Veenstra, 1999
- Hilbrand Veenstra und Wietske Veenstra, 1983
- Johannes Veenstra und Roolfje Veenstra, 1983
- Mient Veenstra, 2006
- Gezina H. Veenstra-Norder, 1983
- Constantijn Everhardus ter Veer, 1979
- Ruurd van der Veer und Grietje van der Veer, 2011
- Simon van der Veer und Griet van der Veer, 1974
- Johanna van der Veer-Weerstra, ihr Sohn Klaas W und ihre Töchter Elisabeth und Geertje, 1982
- Reinier Veerman und Margaret Veerman, 1981
- Zweitse de Vegt und Antje de Vegt, 1997
- Jan H. van de Vegt und Gerrigje van de Vegt, 1992
- Helmig-Jan van der Vegt, 1991
- Jan H. van der Vegte, Karolin van der Vegte und ihre Kinder Gerrie, Truus, Henk und Rinus, 1989
- Pieter Cornelis M. van de Velde, 1979
- Jeanne Velder-Deelman, 1978
- Gregorius van Veldhoven und Sophia Maria van Veldhoven, 2009
- Henry van Veldhuizen und Ann van Veldhuizen, 1978
- Johan J. Veldhuizen und Christina Veldhuizen, 1970
- Dirk F. Veldkamp und Carolina W. Veldkamp, 1984
- Fredericus Veldkamp und Geertje Veldkamp, 2016
- Jan Veldkamp und Mary Veldkamp, 2001
- Jan W. Veldman und Albertina A. Veldman, 1977
- Martin Veldstra und Griet Veldstra, 1967
- Klaas Vellinga, 2007
- Johannes H. Velmans und seine Kinder Henrica, Aldegonda, Camilius, Coenraad und Louisa, 1982
- Tjibbo Velsing und Diny Velsing, 2005
- Berend Velthuis und Barbara Velthuis, 1990
- Gijs Velthuizen und Janna Velthuizen, 1978
- Eduard J. Velthuyzen und Zwana Adriana Velthuyzen, 1977
- Jan Jacob Veltum und Antje Veltum, 1978
- Petrus J. van Velzen und Gerarda A. van Velzen, 1995
- Aalt van Vemde, 2013
- Johannes Venema und Romkje Venema, 1965
- Minne Venema und Aaltje Venema, 1989
- Mettina Venema-Kaspers, 1998
- Jan Venrooy und Johanna Venrooy, 1982
- Maarten Verbeek und Liesbeth Verbeek, 1989
- Nieske Verbeek, 2007
- Leonardus J. A. Verberne, 1980
- Gerrit Verdriet und Hendrika Verdriet, 1978
- Arie Verduijn und Eeke Verduijn, 1983
- Cornelis Verduijn, Krijntje Verduijn und ihre Tochter Catharina, 2017
- Johannes C. Vergouwe und Johanna Vergouwe, 1981
- Pieter H. Verhaag und Anna E. Verhaag, 1983
- Hendrik L. Verhaar und Wilhelmina G. Verhaar, 1973
- Anna Verhasselt und ihre Schwestern Truus, Dora und Petronella, 1978
- Jacobus Verhave und Alida Verhave, 1998
- Carolus Verhees und Petronella Verhees, 2005
- Bastiaan Verheij und Johanna P. Verheij, 1987
- Jan Verheij und Rietie Verheij, 2004
- Wilhelmus Verheij, Maria Verheij und ihr Sohn Lambertus, 1986
- Arie Verheul und seine Tochter Lijntje, 1985
- Jacob W. Verheul und Adriana Verheul, 1988
- Joor Verhey und Nike Verhey, 1967
- Cornelis Verhoeven und Elisabeth Verhoeven, 2017
- Wilhelmus Verhoeven, Johanna Verhoeven und ihre Tochter Lamberta, 1993
- Antoinette Verkerk, 2011
- Pieter Vermeer, 1981
- Willem Vermeer und Geertruida Maria Vermeer, 1981
- Louise Vermeij und ihre Eltern, 1999
- Andries Vermeulen und Emmy Vermeulen, 1983
- Jan B. Vermeulen und Gerardina Vermeulen, 1984
- Wilhelm H.K. Vernhout und Bastiana J. Vernhout, 2012
- Daniel J. Verpoorte und Elisabeth Verpoorte, 1979
- Piet Verreith und seine Schwester Stien, 1978
- Antonius H. Verrijt und Anna Maria Verrijt, 2013
- Willem Verschoor und Sijtje Verschoor, 1969
- Baroness Anne Marie van Verschuer, 1985
- Jan Versluis, Aaltje Versluis und ihre Tochter Mina G., 1985
- Roelof Versluis und Wilhelmina Versluis, 1975
- Adriaan Jan Versnel und Sophie Versnel, 2016
- Frans H. Verstappen und Marie Verstappen, 1972
- Arie Versteeg und Krijntje Versteeg, 1986
- Barend Versteeg und Johanna Versteeg, 1973
- Johannes W. Versteeg und Gerarda Versteeg, 1983
- Gerard J. Verstraelen und Johanna P. Verstraelen, 1986
- Barbara Verweel und ihre Brüder Jan und Klaas, 1972
- Willem Verwey und Lien Verwey, 1973
- Hilda Verwey-Jonker, 1987
- Emmy Verwoerd-Estourgie, 1970
- Bas Veth und Dina Veth, 1965
- Pierre Veugelers und Phien Veugelers, 1976
- Cornelis Gerardus N. Viejou und Kitty Bertha Viejou, 2013
- Johannes Vierbergen und Bernardina Vierbergen, 1993
- Nicolaus Gerardus Vietor und Liena Vietor, 2016
- Adriana Vijfwinkel, 1982
- Izak van der Vijver und Adriana J. van der Vijver, 1981
- Aart Villerius und Johanna Villerius, 1983
- B.G. Vink, seine Frau J.C. Vink und ihre Tochter Jo, 2000
- Herman Vink und Bernardina Vink, 2015
- Gerrit Vinke und Celia Elisa Vinke, 1970
- Gerritdina Vinke-Hutten und ihre Tochter Jo, 1990
- Ake van der Vinne und Hendrika J. van der Vinne, 1983
- Jitse van der Vinne und Albertje van der Vinne, 1983
- Fransiscus Viola und Johanna Viola, 1998
- Johan Vis und Hendrika Vis, 2017
- Joseph Vis, 1981
- Roelof Vis, 1996
- Sikko W. Vis, 1992
- Arien R. Visscher und Elisabeth C. Visscher, 2008
- Egbert Visscher und Jentje Visscher, 2017
- Johan Visschers und Wilhelmina Visschers, 2009
- Dirk Visser, 2017
- Gerrit Visser und Dirkje Visser, 2005
- Delinus Visser, Jo Visser und ihre Tochter Helene, 1992
- Greet Visser, 2012
- Hendrik Visser und Annechien Visser, 1985
- Hendrik Visser und Elisabeth Visser, 1978
- Hidde Visser und Aaltje Visser, 1980
- Jan C. Visser und Martha C. Visser, 1980
- Jan Jacob Visser und Betsy Visser, 2016
- Koop Visser und Riemke Visser, 2001
- Petrus Visser und Christina Sophia Visser, 2013
- Romke Visser und Gijsbertje Visser, 1986
- Siemen Visser und Hielkje Visser, 2004
- Sietske Visser-Hoekstra, 1997
- Tiete Klasina Visser-Jongsma, 1979
- Cornelis Vissers und Amanda Vissers, 1966
- Let Visser-Westerneng und Ouk Visser-Westerneng, 1998
- Gerardus van ’t J. Vlie und Helene van ’t Vlie, 1967
- Dieuwke van Vliet, 1971
- Petronella van Vliet, 1964
- Petrus C. van Vliet, Cornelis H van Vliet, Gerardus van Vliet, Wilhelmus A.van Vliet, Arie van Vliet, Catharina J.M. van Vliet und Maria C.A. van Vliet, 1981
- Hendrikus Vlietstra, Willempje Vlietstra und ihre Kinder Hendrikus, Pieter, Berendina, Willem, Hendrik und Trijntje, 1984
- Willem Vlijm, 1988
- Willem Vlijm, Jansje Vlijm und ihre Kinder Hendrika, Annetje, Cornelia und Willem, 1980
- Franciscus van Vlijmen und Hendrika van Vlijmen, 1980
- Bernardus van der Vlist und Elisabeth van der Vlist, 1998
- Jan Vloedgraven und Everdina Vloedgraven, 1997
- Berni van Vloten, 1983
- Heinrich van Vloten und Octavie van Vloten, 1983
- Jacob de Vlugt und Dirkje de Vlugt, 1994
- Jan Voerman und Hetty Voerman, 1978
- Marcus van der Voet, 1989
- Gerardus Johannes Voets und Elizabeth Voets, 2016
- Pieter Vogelaar, Josephina Vogelaar und ihre Tochter Maria, 1986
- Pedro Vogelesang und Wilhelmina Vogelesang, 2005
- Willem Volger und Anna Volger, 1983
- Jacob Vonhoff, 1991
- Daniel Voogd und Johanna Voogd, 1979
- Rienk Voolstra und Jansje Voolstra, 1980
- Willemien Vooren-Bouwman, 1992
- Elisabeth Voorhoeve, 2013
- Jacob Voorhoeve und Geertruida Voorhoeve, 2005
- Otto Voorhoeve und Elisabeth Anna Voorhoeve, 2013
- Anna Voorn, 2000
- Hendrikus van Voorst und Luchien van Voorst, 1993
- Hanna van de Voort, 1975
- Niesje van Voorthuizen und ihre Schwestern Dirkje und Cornelia, 2017
- Sjoerd de Vos und Reintje de Vos, 1979
- Jan Vos und Alina Vos, 2004
- Aart Vos und Johanna Vos, 1982
- Hendrik Vos und Wilhelmina Bastiana Vos, 2011
- Henk A. Vos und Hilda H.D. Vos, 1994
- Willem Vos und ihre Tochter Lena, 1978
- Roelof Voskamp und Janna W. Voskamp, 1983
- Antonius Vossebeld, Johanna Vossebeld und ihr Sohn Johan, 1970
- Hetty Voûte, 1988
- Paul Antoine Voute und Margaret Quien Voute, 2012
- Adrianus Vreeken, 2005
- Johannes Vreenegoor und Catharina Vreenegoor, 2007
- Dirk Vreeswijk und Maria Vreeswijk, 1987
- Pieter P.Z. Vriend, Willemke Vriend und ihre Kinder Arjen, Henk, Jan und Pieter, 1988
- Pop Vriend, Grietje Vriend und ihre Kinder Tjankje und Geertje, 1988
- Hendricus Vriens, Mathilda Vriens und ihre Tochter Leonie, 1982
- Jelle de Vries und Jeltje de Vries, 2005
- Gijsbertha de Vries und ihre Tochter Bep, 1975
- Harm de Vries und Hendrika de Vries, 1990
- Harmen de Vries, Trijntje de Vries und ihre Kinder Geertje und Grietje, 1990
- Hendrik de Vries und Geertje de Vries, 2011
- Hermanna de Vries, 2009
- Jacob de Vries und Wijntje de Vries, 2002
- Jan de Vries, 1986
- Jan de Vries und Dirkje de Vries, 1977
- Jan de Vries und Hiske de Vries, 1983
- Jan Eize de Vries und Anna de Vries de, 1980
- Jan W. de Vries und Cornelia de Vries, 1991
- Jochum de Vries und Toni de Vries, 1981
- Johannes de Vries und Janke de Vries, 1977
- Johannes Jurgen de Vries, sein Sohn Willem Hendrik und seine Frau Maretje, 2015
- Karel L. de Vries, 1983
- Maria de Vries, 1979
- Pier F. de Vries und Trijntje de Vries, 1981
- Pieter de Vries und Arentje de Vries, 1998
- Treintje de Vries und Tjerk de Vries, 1980
- Gerard de Vries Robbe und Evelyne de Vries Robbe, 1979
- Catharina Maria Vroom, 2008
- Henricus Vullinghs, 1994
- Jacobus van Vulpen, 1991
- Tymen van der Vuurst und Aaltje van der Vuurst, 1996

### W
| Name            | Geboren | Gestorben | Ort der Rettung | Grund der Ehrung | Jahr |
| --------------- | ------- | --------- | --------------- | ---------------- | ---- |
| Herman J. Waage |         |           |                 |                  | 1986 |

- Wessel Waardenburg, 1977
- Pauline van Waasdijk, 1996
- Johan Waayenberg und Janigje Waayenberg, 1980
- Thomas Wackers, 1996
- Ad Wagemakers und Kit Wagemakers, 1976
- Jan Wagenaar und Johanna Wagenaar, 1983
- Herre van der Wal und Rimke van der Wal, 2004
- Rients Wal van der Ulfert und Marchiena Wal van der Ulfert, 1978
- Folkert van der Wal und Trijntje van der Wal, 1988
- Jan van der Wal und Froukje van der Wal, 2008
- Trijntje Wal van de-Zijlstra, 1983
- Thomas Walraven und Hermina L. Walraven, 1982
- Derk Wansink und Alida Wansink, 1977
- Albert Warmelink und Martina Warmelink, 1997
- Cornelis Warnaar und Saartje Warnaar, 1975
- Thijs Warner und Christine H. Warner, 1989
- Warrink Warringa, Aaltje Warringa und ihre Tochter Gien, 1973
- Albertus Wassink und Maria Wassink, 2004
- Derk A. Wassink und Aleida Wassink, 2008
- Marinus Wastenecker, 1990
- Willem Wauben und Wilhelmina I.M Wauben, 2014
- Johannes der Weduwen, 1997
- Jan Weenink und Evertje Weenink, 1999
- Louis H. Weerheijm und Johanna G. Weerheijm, 1982
- Theresa Weerstra und Maarten Weerstra, 1998
- Epko Weert, 1978
- Albertus Weerts und Zwaantje Weerts, 1983
- Petrus H.J. van Wees, 2014
- Hendrik van der Weg und Wilhelmina Elisabeth Maria van der Weg, 2013
- Lukas Weide, Geertje Weide und ihre Kinder Jentinus, Evert und Jan-Frederik, 1976
- Taede D. Weidenaar und Baafke Weidenaar, 1981
- John Henry Weidner, 1978
- Auguste A. Weier-Brenner und ihre Tochter Hannelore, 1981
- Laurens van de Weijer und Johanna van de Weijer, 1975
- To van de Weijer, 1975
- Yolanda Weijl-Middelburg, 1981
- Jentje Weijs, 2012
- Adrianus van der Wel und Petronella van der Wel, 2003
- Henk van Wel und Annie van Wel, 1979
- Alexander Wellensiek, 1984
- Marcus Wenning und Tinie Wenning, 1972
- Hendrik J. Wentink und Grietje Wentink, 2008
- Henricus Wentink und Johanna Wentink, 2001
- John Werdmolder, 1996
- Jacobus D. van der Werf und Eelkje van der Werf, 1981
- Johannes van der Werf, 1978
- Wilhelmus van der Werf und Cornelia van der Werf, 1997
- Geert van der Werff und Maria van der Werff, 1972
- Pieter van der Werff und Siebregje van der Werff, 2007
- Arnold van Weringh und Geesien van Weringh, 1976
- Gerrit Jacobus van de Werken und Jacoba Cornelia van de Werken, 2015
- Leendert Jacobus Wesseldijk, 1970
- Albert Wesselius und Maria Wesselius, 1973
- Barend Wesseloo und Lipke Wesseloo, 1996
- Jan Westbroek, 1975
- Willem Westbroek und Wilhelmina Westbroek, 1991
- Franciscus van Westen, 1997
- Heinrich Westerdijk und Suzanne Westerdijk, 1995
- Ybe Westerhof und Anna Westerhof, 2013
- Paul Christiaan van Westering und Johanna van Westering, 2014
- Hendrik Westerink und Andries Westerink, 1979
- Jacob Westerink, Henriette Adrienne J. Westerink und ihre Tochter Frederica Johanna van Gulik, 2014
- Pieter F. Westerling und Ellen Westerling, 1986
- Aleida Westerveld und Johannes Westerveld, 1997
- Maria C. Westerveld und ihre Tochter Anne M., 1971
- Friederike Westerveld-Weishaupl, 1992
- Joop Westerweel und Wilhelmina Westerweel, 1963
- Gerrit Pieter Westhoff, 1979
- John Westra und Effie Westra, 1995
- Cornelis Weststeijn und Hendrika Weststeijn, 1979
- Anthonie P. Wetemans und Judith Wetemans, 1985
- Johannes van der Wey und seine Kinder Elisabeth und Catarina, 1997
- Dirkje van der Weyden, 1972
- Frank P. Wibaut und Tineke Wibaut, 1983
- Eric Wicherts, 1979
- Jacobus Wieberdink, 2000
- Gisela Wieberdink-Sohnlein, 1988
- Arnoldus Wiegersma und Baukje Wiegersma, 2012
- Jacobus Wiegman und Aikina Wiegman, 1983
- Cornelus Johannes P. van der Wiel, 1977
- Geert Wielenga, 1980
- Hendricus J. Wien und Francisca H. Wien, 1979
- Wienand Wienen und Marga Wienen, 1979
- Egbert Mark Wierda, 1982
- Bouwe Wierdsma, Atje Wierdsma und ihre Tochter Liesbeth, 2000
- Repko Wieringa und Riek Wieringa, 1973
- Gerlof Wiersma und Harmanna Wiersma, 1997
- Haitze Wiersma, 1970
- Klaas Wiersma und Anna E. Wiersma, 1984
- Neantske Wiersma und ihre Kinder Griet und Doeke, 2007
- Sjoerd Wiersma, 1983
- Sjoerd Wiersma und Trijntje Wiersma, 1993/2000
- Theunis Wiersma und Regina Wiersma, 2009
- Tjerk Wiersma und Antje Wiersma, 2012
- Hans Wiggers, 1979
- Hendrik Wiggers und Aleida Wiggers, 2012
- Jakob Wijbenga und Grietje Wijbenga, 1979
- Klaas Wijbenga und Gezina Jentina Wijbenga, 1980
- Pieter Wijbenga, 1975
- Jannes van der Wijk und Aaltje van der Wijk, 2005
- Aart van Wijk und Hendrika M. van Wijk, 2011
- Cornelis van Wijk, 1983
- Jettje van Wijk und ihr Sohn Jacobus, 1980
- Willem B. van Wijk und Petronella van Wijk, 1977
- Elisabeth van Wijk-Voskuyl, 1972
- Frans Wijnakker und Hermina Wijnakker, 1983
- Jan Wijnbelt und Egberdina Wijnbelt, 2012
- Johannes Philippus Wijnberger, 1996
- Johannes van Wijnen, Anna van Wijnen und ihr Sohn Dirk, 2016
- Johannes A. Wijnen und Philomena H. Wijnen, 1978
- Jozef Andreas Wijnen und Antonetta Regina Wijnen, 2013
- Nicolaas Wilhelmus Wijnen, 1987
- Pieter Jan Wijnen und Petronella Wijnen, 1984
- Dirk van Wijngaarden und Christina van Wijngaarden, 2012
- Pieter van Wijngaarden und seine Schwester Maria A. van Wijngaarden, 1984
- Wouter van Wijngaarden und Gerritje van Wijngaarden, 1983
- Marijke Wijnsma-Zijlstra und ihre Tochter Dirkje, 1988
- Adrianus Wijntje und Hendrika Wijntje, 1999
- Jan Wijntje und Johanna Wijntje, 1999
- Joris G. Wijsman und Gerarda A.M. Wijsman, 1981
- Gertruida Wijsmuller-Meijer, 1966
- Hendrik Jan Wikkerink und Dela Gesina Wikkerink, 1978
- Jan Willem Wikkerink, Johanna Wikkerink und ihre Kinder Aleida und Geziena, 1992
- Abraham Wildbergh, Mechtelina Wildbergh und ihre Tochter Gerda, 1984
- Hendrik de Wilde und Derkje de Wilde, 1982
- Johan Christiaan Wildenbeest und Aaltje Wildenbeest, 2010
- Hendrikus Wildenburg und Elisabeth Wildenburg, 1983
- Theodorus Wilderbeek und Agnes Wilderbeek, 1983
- Johannes W. Wildschut, 1983
- Piet Wildschut, 1964
- Albertus Willebrands und Liesbeth Willebrands, 1983
- Cornelis Willegers, Wilhelmina Willegers und ihre Tochter Elizabeth, 2000
- Franciscus C. Willekes und Trijntje Willekes, 1978
- Hermanus J. Willemse und Johanna Willemse, 1978
- Wilhelmina Willemsen und Evert Willemsen, 1999
- Andries Willemssen und Anna Willemssen, 1979
- Martien van Willigen und Johanna van Willigen, 1973
- Petronella Wiltink, 2000
- Jan Wind, 1974
- Albertus de Winkel und Jans de Winkel, 1974
- Cornelis Winkel, 1979
- Hendrik J. Winkel und Reina G. Winkel, 1983
- Hendrika J. Winkel, 1983
- Kit Winkel, 1983
- Mathias Winkel und Catharina Winkel, 2003
- Marigje van Winkelhof, 1974
- Bernard H. Winkelmolen, 1981
- Gerard Diederich Winter, 1982
- Nicolaas Winter und Bavonia Winter, 2015
- Willem J. Wissema und Jantje G. Wissema, 1982
- Gerrit J. Wissink und Berendina J. Wissink, 1980
- Cornelis Gerhardus C. de Wit und Catharina de Wit, 2014
- Henk de Wit und Carry de Wit, 1978
- Michiel de Wit und Henriette de Wit, 2008
- Willem Witjens und Nettie Witjens, 1982
- Schwestern Grada Everdina Witke und Geertruida Witke, 1979
- Jacobus Witte und Johanna Witte, 2010
- Albert Leonard Wittenberg und Janna Wittenberg, 2011
- Jan van Witteveen und Gretha van Witteveen, 2004
- Huiberdina Witte-Verhagen, 1998
- Hendrika Witzenhausen-van den Hoogen, 2014
- Dien van Woerden-Vingerhoets, 1999
- Willem van Woerkom und Marie Anna van Woerkom, 2010
- Antoon van Woezik und Anna van Woezik, 2007
- Jantje Wolfswinkel und Cees Wolfswinkel, 1995
- Jan R. Wolsak und Christine R. Wolsak, 1989
- Wilhelmina L.M.J. Wolsak, 1982
- Gerrit W. Wolsink und Aaltje Wolsink, 1989
- Jan W. Wolsink und Anna H.J. Wolsink, 1986
- Gerrit J. Wolters und Fennetje J. Wolters, 1989
- Hendrik Wolters und Fia Wolters, 1999
- Syrt Wolters und Lucinda Wolters, 1993
- Jan Woltman und Beertje Woltman, 1972
- Cornelis A. Wolzak und Greetje Wolzak, 1983
- Joop Woortman, 1981
- Henk Wormgoor und Joke Wormgoor, 1996
- Jan van der Woud und Renske van der Woud, 1983
- Cornelis van der Wouden und Christina van der Wouden, 2002
- Theo van Wouden, 2007
- Nel van Woudenberg, 1978
- Eise Woudstra und Eisje Woudstra, 1974
- Sipke Woudstra und Femmigje Woudstra, 2009
- Alida Wouters-van der Lely, 1964
- Johannes Wunderink und Antonia Wunderink, 1980

### Y
| Name         | Geboren | Gestorben | Ort der Rettung | Grund der Ehrung | Jahr |
| ------------ | ------- | --------- | --------------- | ---------------- | ---- |
| Aagtje Ytsma |         |           |                 |                  | 1997 |
| Rinze Ytsma  |         |           |                 |                  | 1997 |

- Willem Yven und seine Tochter Elisabeth, 1986

### Z
| Name                  | Geboren | Gestorben | Ort der Rettung | Grund der Ehrung | Jahr |
| --------------------- | ------- | --------- | --------------- | ---------------- | ---- |
| Albertus van der Zaal |         |           |                 |                  | 1984 |
| Jacomina van der Zaal |         |           |                 |                  | 1984 |

- Meindert Zaalberg und Truus Zaalberg, 1980
- Klaas van Zalk und Aaltje van Zalk, 2007
- Johanna Jacoba Zanoli, 2011
- Bram van Zanten und Annie van Zanten, 1974
- Petrus van Zantvliet, 2010
- Tjeerd van der Zee, Akke van der Zee und ihre Kinder Sytze, Bram und Marijke, 1990
- Gerrigje van Zeeburg, ihre Söhne Beert und Harmpje und ihre Töchter Jantje und Cornelia, 1980
- Hendricus Zeestraten und Antonia Zeestraten, 2007
- Albertus Zefat und Aaltje Zefat, 1972
- Wouter van Zeytveld, 1974
- Adriaan Zijdel und Johanna Zijdel, 2015
- Roelof van Zijl und Helena van Zijl, 1986
- Adriaan Zijlmans, Maria Zijlmans und ihre Kinder Canis, Bob und Mies, 1977
- Petrus Zijlmans, 2001
- Bouwe Zijlstra und Diena Zijlstra, 1983
- Hendrik Zijlstra und Hendrikje Zijlstra, 1983
- Jan Zijlstra, 1983
- Lipke Zijlstra, 2012
- Jaap Zijp und Greta Zijp, 1974
- Gerrit Jan ten Zijthoff und Antonia ten Zijthoff, 1981
- Grietje Zikken und ihre Kinder Frederik, Berendina und Roelfina, 1995
- Christina Zilverberg-Baan, 1982
- Willem Zinsmeester und Elisabeth Zinsmeester, 2017
- Guilhelmus van Zoggel und Petronella van Zoggel, 1978
- Hendrik Zomer und Marie Zomer, 1975
- Maximiliaan Zondervan und Elisabeth Zondervan, 1983
- Pieter van der Zouw und Jacoba Hermina van der Zouw, 1996
- Pleunis van der Zouw und Maria van der Zouw, 1996
- Willem Zuidema und Maria G. Zuidema, 1978
- Dirk Zuiderveld und Ina Zuiderveld, 1984
- Antonie van Zutphen und Jeanette E. van Zutphen, 1968
- Johannes van Zutphen und Bernardina van Zutphen, 2013
- Hemke van der Zwaag und Frederika van der Zwaag, 1983
- Sjoerd Zwaagstra und Aukje Zwaagstra, 1976
- Anton de Zwaan, 1971
- Cornelis Zwaans und Elisabeth Zwaans, 1978
- Petrus J. Zwagerman und Johanna Zwagerman, 1995
- Willem van der Zwan, 2006
- Lammert Zwanenburg und Wobbigje Zwanenburg, 1987
- Cornelius Zwanikken und Bertha Zwanikken, 1984
- Willem Zwart, Klazina Zwart und ihre Tochter Maartje, 1986
- Jan Zwartendijk, 1997
- Evert Zweers und Geertruida T. Zweers, 1974
- Herm Willem Zweers und Klaasje Zweers, 1977
- Jan Hendrik Zwienenberg und seine Töchter Henrica Geziena J. und Henrica Maria, 1984
- Henk Zwier und Annie Zwier, 1979
- Jantina Margaretha Zwiers-Doldersen, 1979
- Lydia van Zwol-Nordlund, 1976